# Pfedelbach
Pfedelbach ist eine Gemeinde im Hohenlohekreis im fränkisch geprägten Nordosten Baden-Württembergs, 2 km südlich von Öhringen. Sie gehört zur Region Heilbronn-Franken und zur äußeren Metropolregion Stuttgart.
Die Gemeinde wurde im 11. Jahrhundert erstmals erwähnt und hat rund 9.250 Einwohner (Stand 2024). Durch sie verläuft der Obergermanisch-Raetische Limes, der seit 2005 auf der Welterbeliste der UNESCO steht.

## Geographie

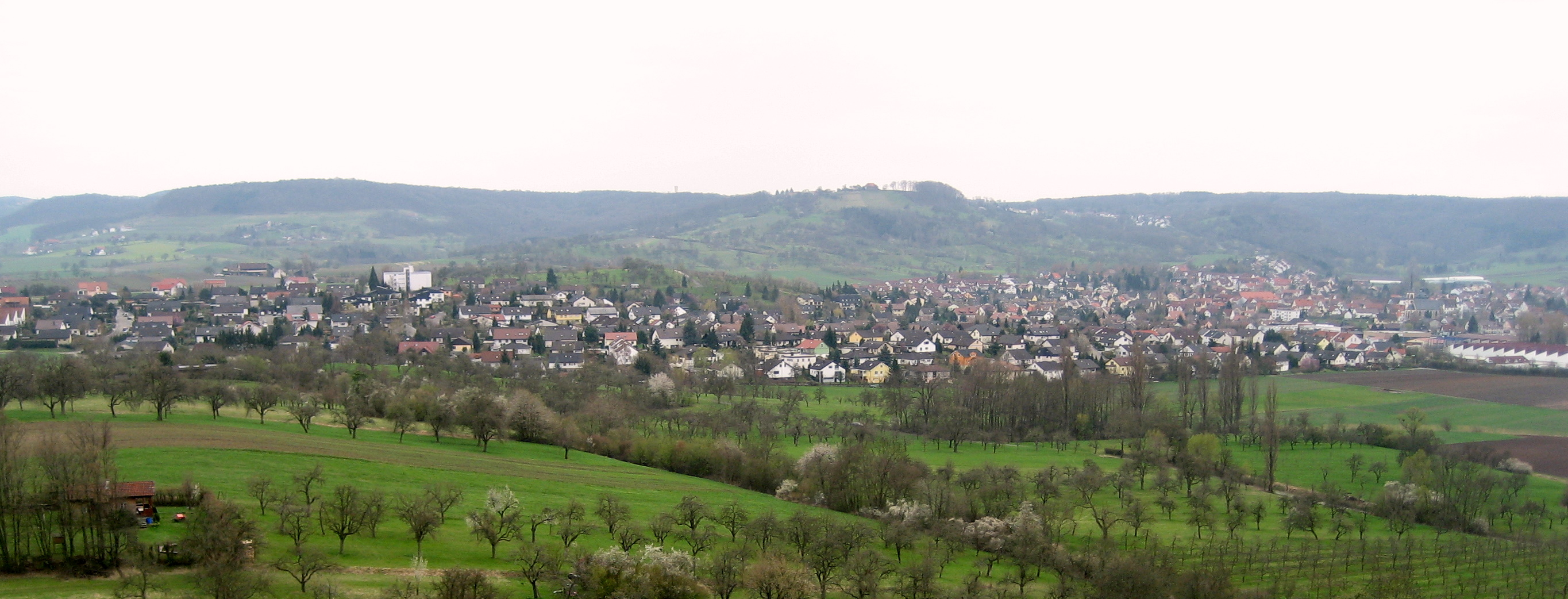
Pfedelbach aus nördlicher Sicht, im Hintergrund der Höhenzug des Mainhardter Waldes

### Geographische Lage
Pfedelbach liegt im Süden des Hohenlohekreises, der im Zuge der Kreisreform 1973 neu gebildet wurde. Die Gemeinde liegt im Übergangsbereich zwischen der Hohenloher Ebene im Norden, Teil des Naturraums Hohenloher-Haller Ebene, und der Waldenburger Berge und des Mainhardter Waldes im Süden, die zum Naturraum Schwäbisch-Fränkische Waldberge gehören. Das namengebende und bevölkerungsreichste Dorf liegt noch im Vorland der Berge, mit Abstand westlich und südlich des Laufs der Ohrn, deren Lauf bei Öhringen-Cappel von Norden nach Westen abknickt. Durchs Dorf zieht nördlich der namengebende Pfedelbach, der die Ohrn schon jenseits auf Öhringer Gemarkung als Schleifbach erreicht; er entsteht als Auslauf des Buchhorner Sees.
Das Gemeindegebiet zieht sich vom Stufenrand als anfangs sehr breiter Schlauch südöstlich in die Berge hinein bis Untersteinbach und reicht dabei im Nordosten bis an die obere rechte Hangkante der stellenweise über zwei Kilometer breiten Talbucht der Ohrn, „Steinbacher Tal“ genannt, südwestlich über die Oberseite des trennenden Bergrücken der beiden Täler bis an den Hangabfall zur linksseitig der Ohrn parallel laufenden Brettach. Von Untersteinbach aus verengt sich der Schlauch stark und folgt nun dem Ohrnlauf weiter aufwärts auf den beiden Hangkanten bis jenseits von Schuppach, wo die Besiedlung endet, die erschließende Straße das Tal verlässt und dann der Klingenwald den Talboden bedeckt.
Die südlichen Teile von Pfedelbach gehören seit 1979 zum Naturpark Schwäbisch-Fränkischer Wald.

### Geologie
Pfedelbach liegt zwischen 229 m ü. NN (hier an der Ohrn beim Tannhof kurz vor Cappel) und 478,7 m ü. NN (hier beim Kanzleibückele in Schuppach), am südlichen Rand einer mächtigen Muschelkalkplatte, die sich vom Kochertal bis zum Rande des Keuperberglandes hinzieht. Am Südende der Markung erhebt sich der Stufenrand der Keuperwaldberge, der vorgelagerte Höhenzug des Mainhardter Waldes. Über der Muschelkalkplatte lagert eine 5 bis 20 Meter dicke Schicht Lettenkohle, darüber eine stellenweise recht starke Lösslehmdecke, die einen sehr fruchtbaren Ackerboden abgibt.
Sie bilden die Grundlagen für Wein- und Obstbau. Die Schattenseite der Keuperhänge ist für den Ackerbau wenig geeignet und zumeist bewaldet.
Nach Süden steigt das Gelände über einen Hangfuß aus Gipskeuper steil im Schilfsandstein, der eine Terrasse erzeugt, und den Bunten Mergeln bis zum Kieselsandstein an. Dieser bildet auf dem Frauenberg und dem Charlottenberg die Deckschicht. In den Höhen um Gleichen bildet der Stubensandstein das höchste Stockwerk.
Auf eine tonige Beschaffenheit des Untergrundes weisen teilweise verlandende Seen auf der Hochebene hin. Der Gipskeuper ist arm an Quellen.

### Flächennutzung
Die Gemarkungsfläche beträgt einschließlich aller Ortsteile 41,3 km², die sich wie in nebenstehender Tabelle zusammensetzen.
Über 50 Prozent der Fläche wird landwirtschaftlich genutzt. Daneben haben Wälder einen erheblichen Anteil an der Flächennutzung. Sie bedecken ca. 33 Prozent des Gemeindegebietes.

### Nachbargemeinden
Pfedelbach grenzt an die Städte und Gemeinden Öhringen, Waldenburg, Michelfeld, Mainhardt und Bretzfeld. Michelfeld und Mainhardt gehören zum Landkreis Schwäbisch Hall, die restlichen zum Hohenlohekreis.
Mit der Großen Kreisstadt Öhringen und der Gemeinde Zweiflingen bildet Pfedelbach eine Vereinbarte Verwaltungsgemeinschaft.

### Klima
Hohenlohe ist Teil der warmgemäßigten mitteleuropäischen Klimazone mit noch überwiegend maritimer Prägung. Die auf kleiner Skala wechselnde Topographie, insbesondere zwischen Tal- und Höhenlagen, bewirkt auch von Ort zu Ort stark variierendes Klima. Das Lokalklima Pfedelbachs vermittelt zwischen dem milderen des Neckarbeckens, dem etwas raueren der Hohenloher Ebene und dem Mittelgebirgsklima, das in den Schwäbisch-Fränkischen Waldbergen vorherrscht. Pfedelbach hat eine mittlere Jahrestemperatur von 8,7 °C. Die Monatsmittel der Monate Januar und Juli liegen auf den Keuperhöhen um etwa ein bis zwei Grad niedriger. Diese Temperaturunterschiede werden besonders im Winter deutlich, wenn auf den Höhen noch Schnee liegt, er jedoch in der Ebene schon längst weggetaut ist. Die mittlere Jahresniederschlagssumme liegt in Pfedelbach bei 734 mm, in den höher gelegenen Gebieten der Keuperwaldberge fallen bis zu 1000 mm und teilweise darüber.

### Flächenaufteilung
Nach Daten des Statistischen Landesamtes, Stand 2014.

### Gemeindegliederung
Zu Pfedelbach gehören die ehemals selbstständigen Gemeinden Harsberg, Oberohrn, Untersteinbach und Windischenbach.
| Wappen Harsberg              | - Zur ehemaligen Gemeinde Harsberg gehört das Dorf Harsberg, die Weiler Altrenzen, Baierbach, Beingasse, Heuholz, Oberhöfen, Renzen und Unterhöfen und die Höfe Braunenberg, Eichhornshof, Gänsberg, Hasenberg, Herbenberg, Rohrmühle, Schmidsberg (oder eher Schmidshof) und Strohberg sowie die abgegangenen Ortschaften Beckinger Hof und Weihen. | Historischer Dorfarrest in Harsberg (2008)                              |
| Wappen Oberohrn              | - Zur ehemaligen Gemeinde Oberohrn gehören das Dorf Oberohrn, die Höfe Lerchenhof (früher Lerchen) und Stegmühle, das Haus Tannhof sowie die abgegangene Ortschaft Sonnenberg. | Die „Gofmannskelter“ aus Oberohrn im Freilandmuseum Wackershofen (2020) |
| Wappen Pfedelbach            | - Zur Gemeinde Pfedelbach in den Grenzen vom 31. Dezember 1970 gehören das Dorf Pfedelbach, die Weiler Buchhorn, Gleichen, Griet, Heuberg, Hinterespig, Obergleichen, Untergleichen und Vorderespig, der Wohnplatz Jägerhof und das Gehöft Charlottenberg sowie die abgegangenen Ortschaften Bunzhof, Bergeheim, Buch in der Ohrn und Oberweiler.    | Blick auf Pfedelbach von Norden (2012)                                  |
| Wappen Wappen Untersteinbach | - Zur ehemaligen Gemeinde Untersteinbach gehören das Dorf Untersteinbach, die Weiler Bühl, Floßholz, Mittelsteinbach, Ohnholz und Schuppach, der Wohnplatz Fleinersmühle, die Höfe Heimathof (früher Heimaten), Kohlhof und Simonsberg sowie die abgegangenen Ortschaften Beytenmühle, Renkenmühle und Rottenland.                                   | Historische „Pfarrbrücke“ über die Ohrn in Untersteinbach (2008)        |
| Wappen Windischenbach        | - Zur ehemaligen Gemeinde Windischenbach gehören das Dorf Windischenbach, der Weiler Stöckig und die Höfe Burghof, Klingenhof, Lindelberg und Weißlensberg und das Haus Golberghöfe. | Rathaus in Windischenbach(2008)                                         |

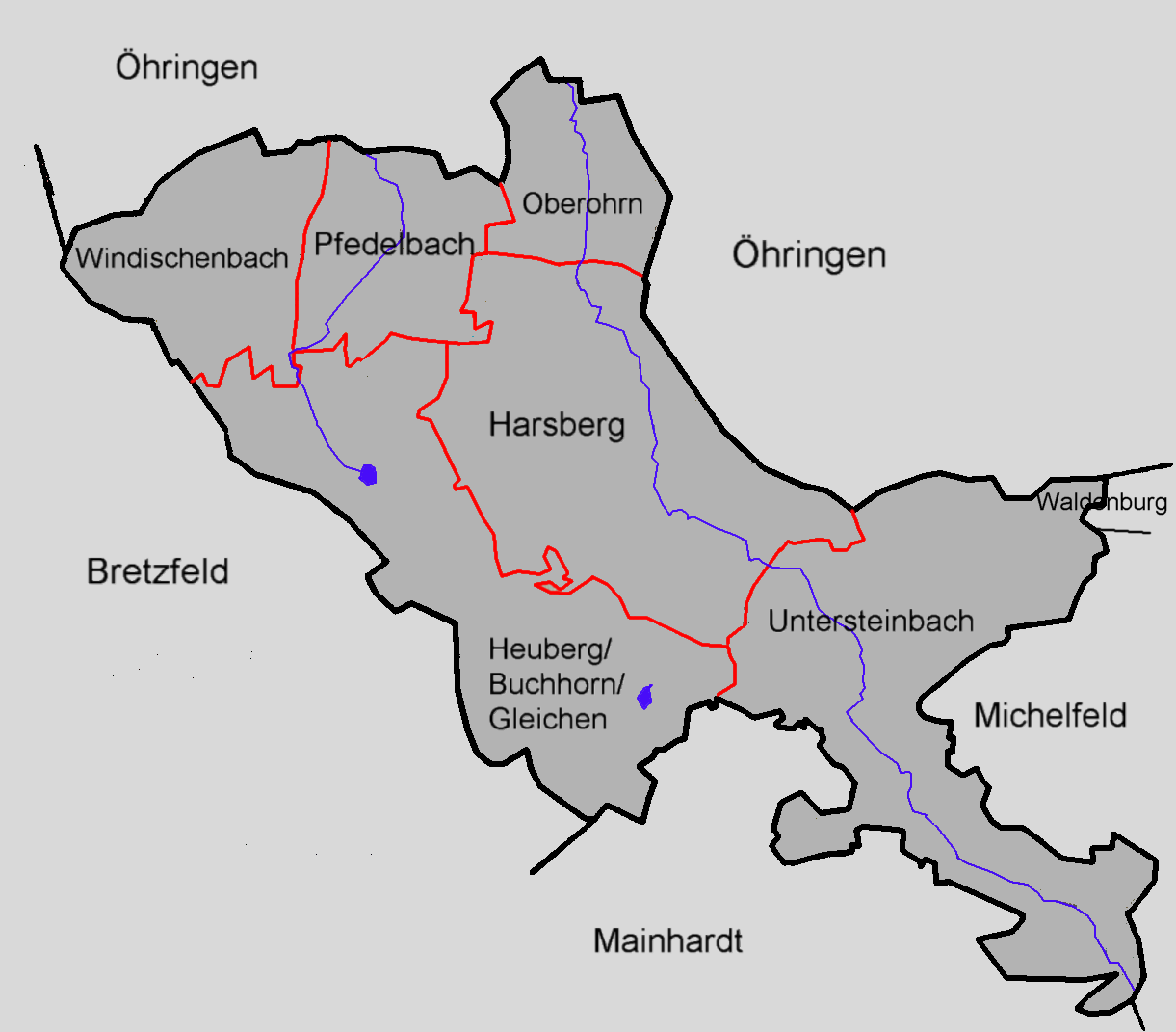
Die Pfedelbacher Ortsteile

Mit Ausnahme des namengebenden Zentralortes Pfedelbach ist das Gemeindegebiet in fünf Ortschaften im Sinne der baden-württembergischen Gemeindeordnung gegliedert, mit je eigenem Ortschaftsrat und Ortsvorsteher, namentlich sind das Harsberg, Heuberg/Buchhorn/Gleichen, Oberohrn, Untersteinbach und Windischenbach.

### Harsberg
Harsberg liegt im Ohrntal, südlich des Hauptorts Pfedelbach, und gehört seit 1971 zur Gemeinde.

### Heuberg/Buchhorn/Gleichen
Die aus mehreren Weilern bestehende Ortschaft Heuberg/Buchhorn/Gleichen wurde erst im Jahre 1989 durch Änderung der Hauptsatzung der Gemeinde begründet.

### Oberohrn
Oberohrn liegt im Ohrntal. Es gehört seit dem 1. Januar 1971 zur Gemeinde.

### Untersteinbach
Der Ortsteil Untersteinbach gehört seit dem 1. Januar 1972 zur Gemeinde. Untersteinbach liegt im Ohrntal und ist staatlich anerkannter Erholungsort.

### Windischenbach
Der Ortsteil Windischenbach liegt westlich des Hauptortes und ist seit dem 1. Juli 1971 Teil der Gemeinde.

### Impressionen aus den Ortschaften

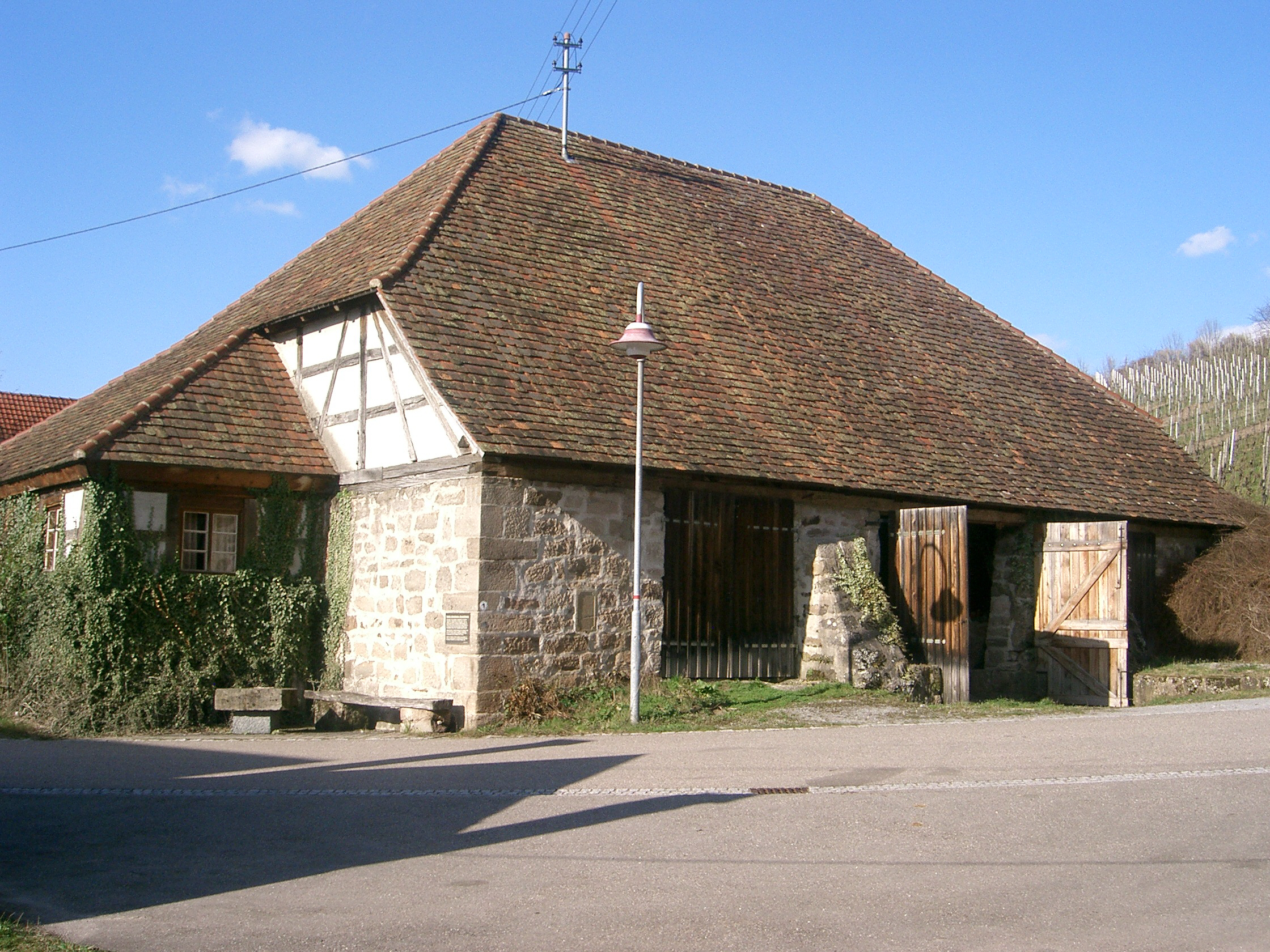
Die Herrschaftskelter in Heuholz
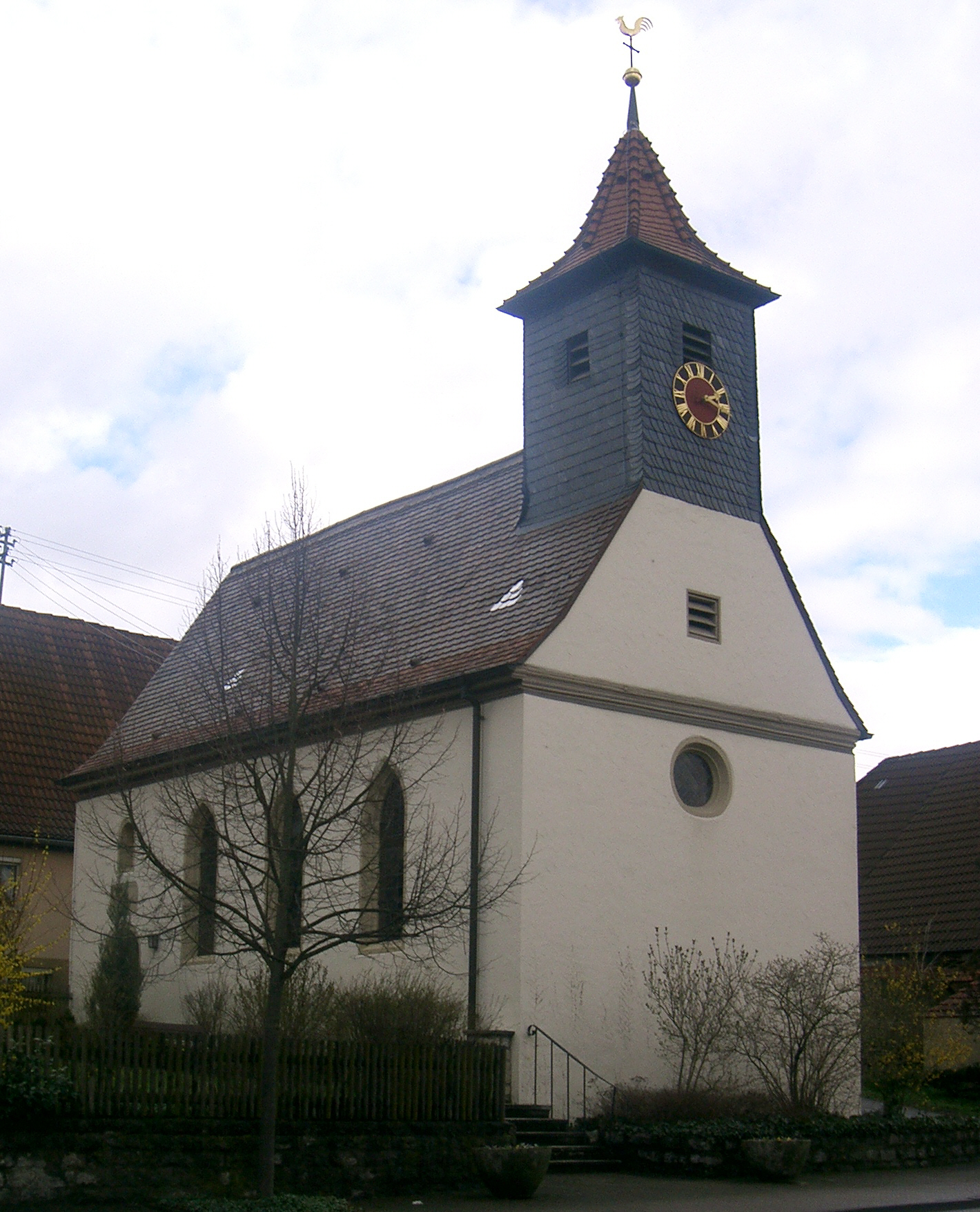
Die evangelische Kirche in Oberohrn
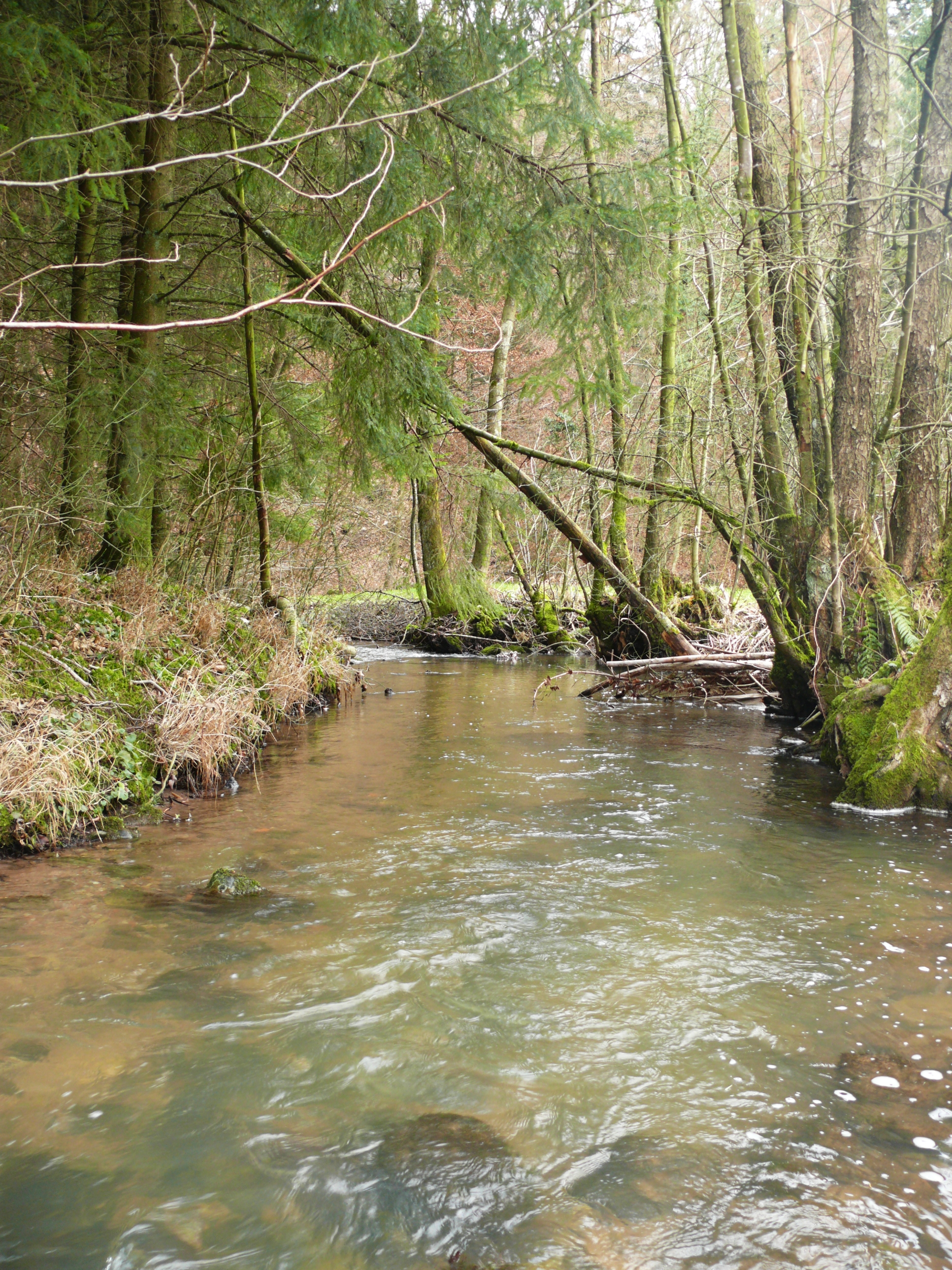
Das Ohrntal bei Schuppach
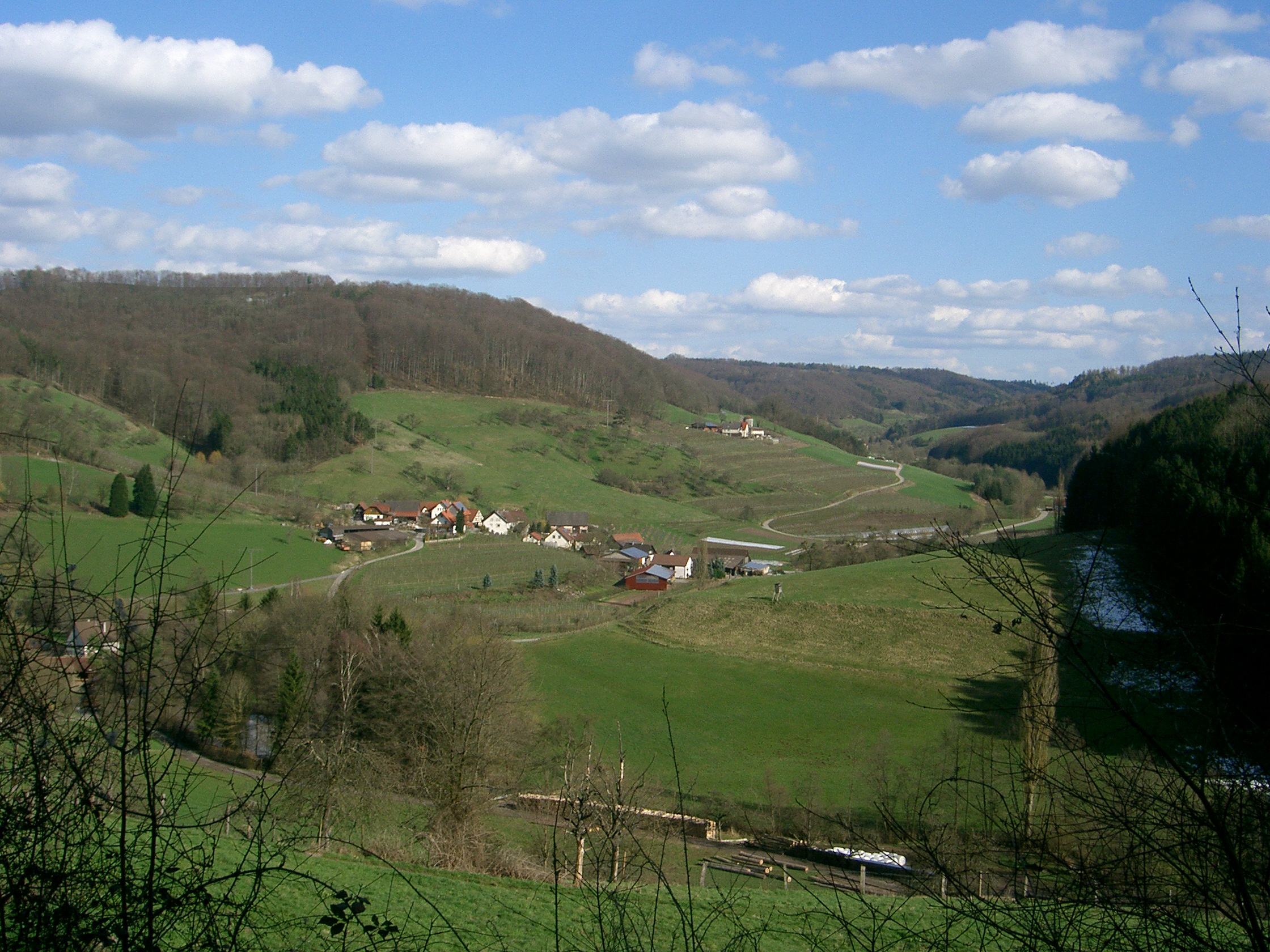
Aussicht von Floßholz Richtung Schuppach: Ohnholz und Kohlhof
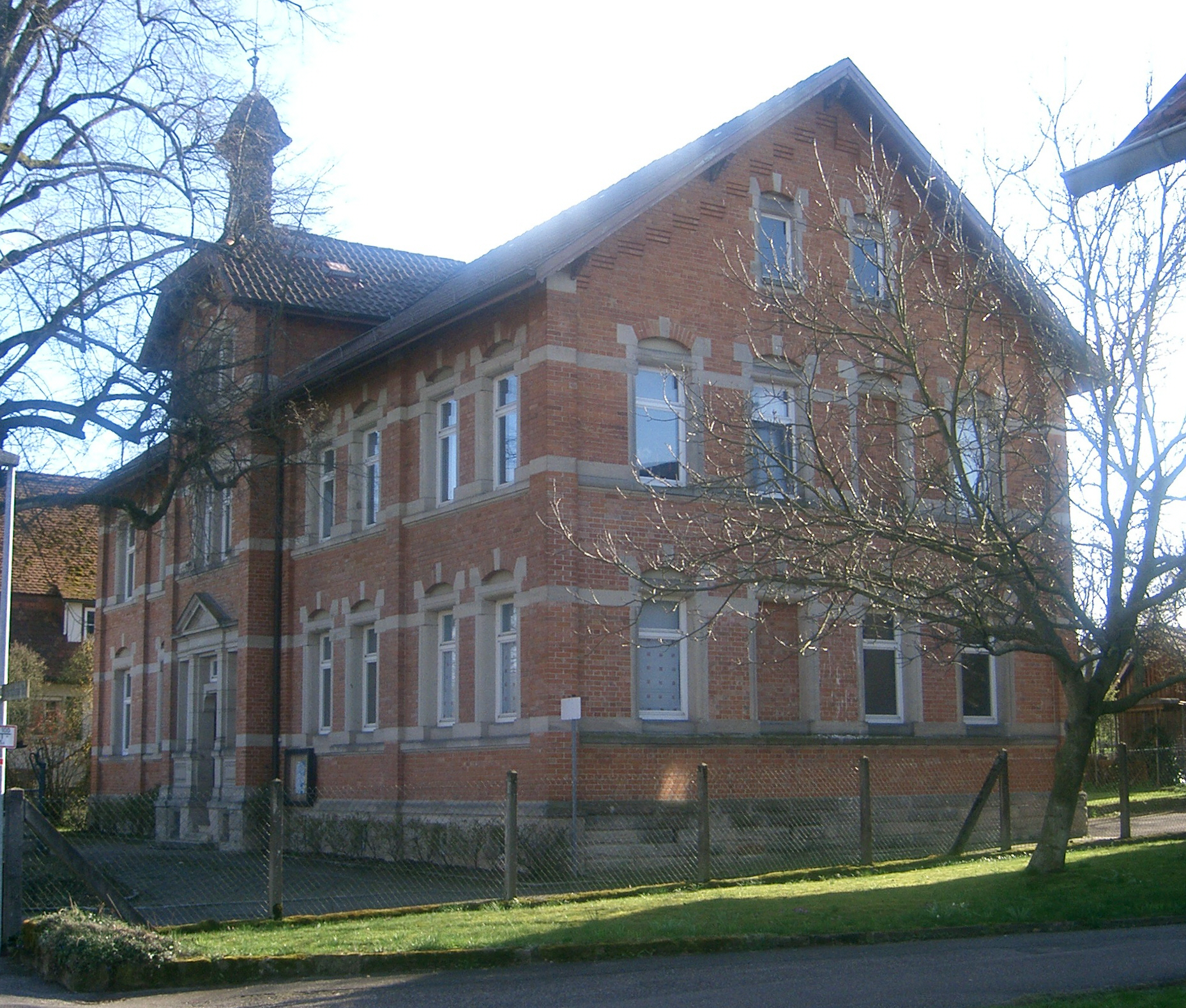
Schule für Harsberg und Oberohrn in Oberhöfen

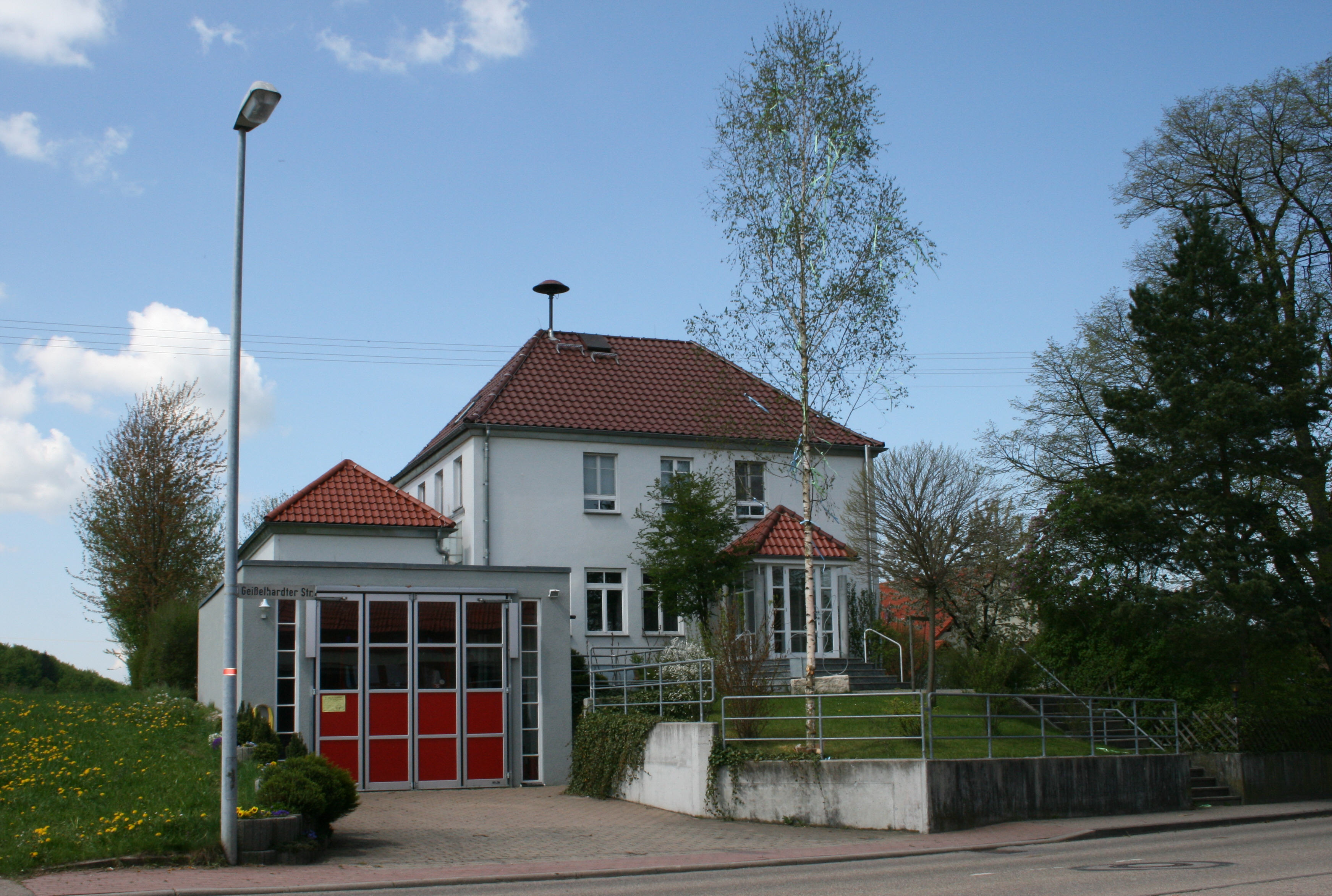
Dorfgemeinschaftshaus Gleichen
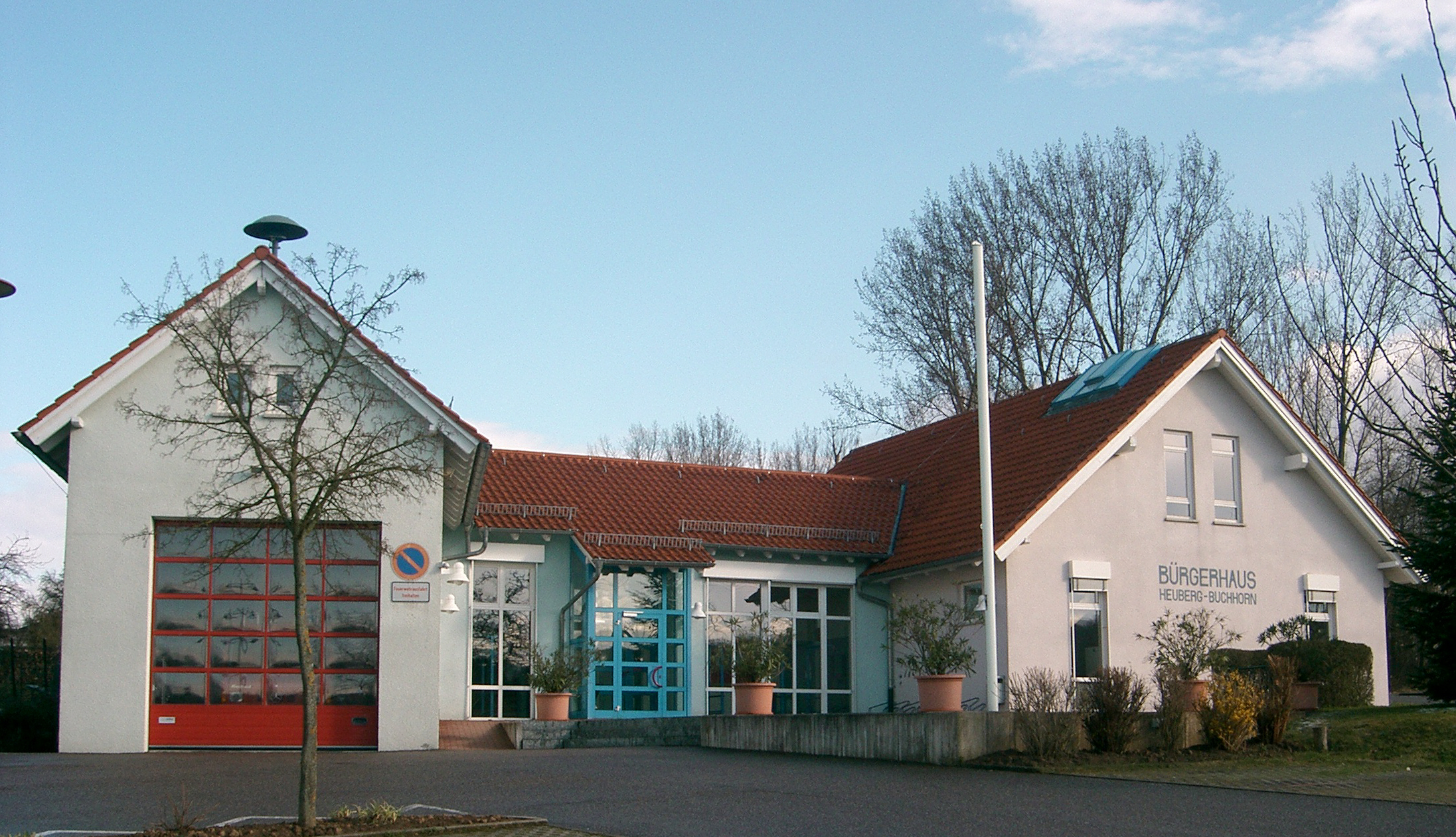
Bürgerhaus Heuberg-Buchhorn
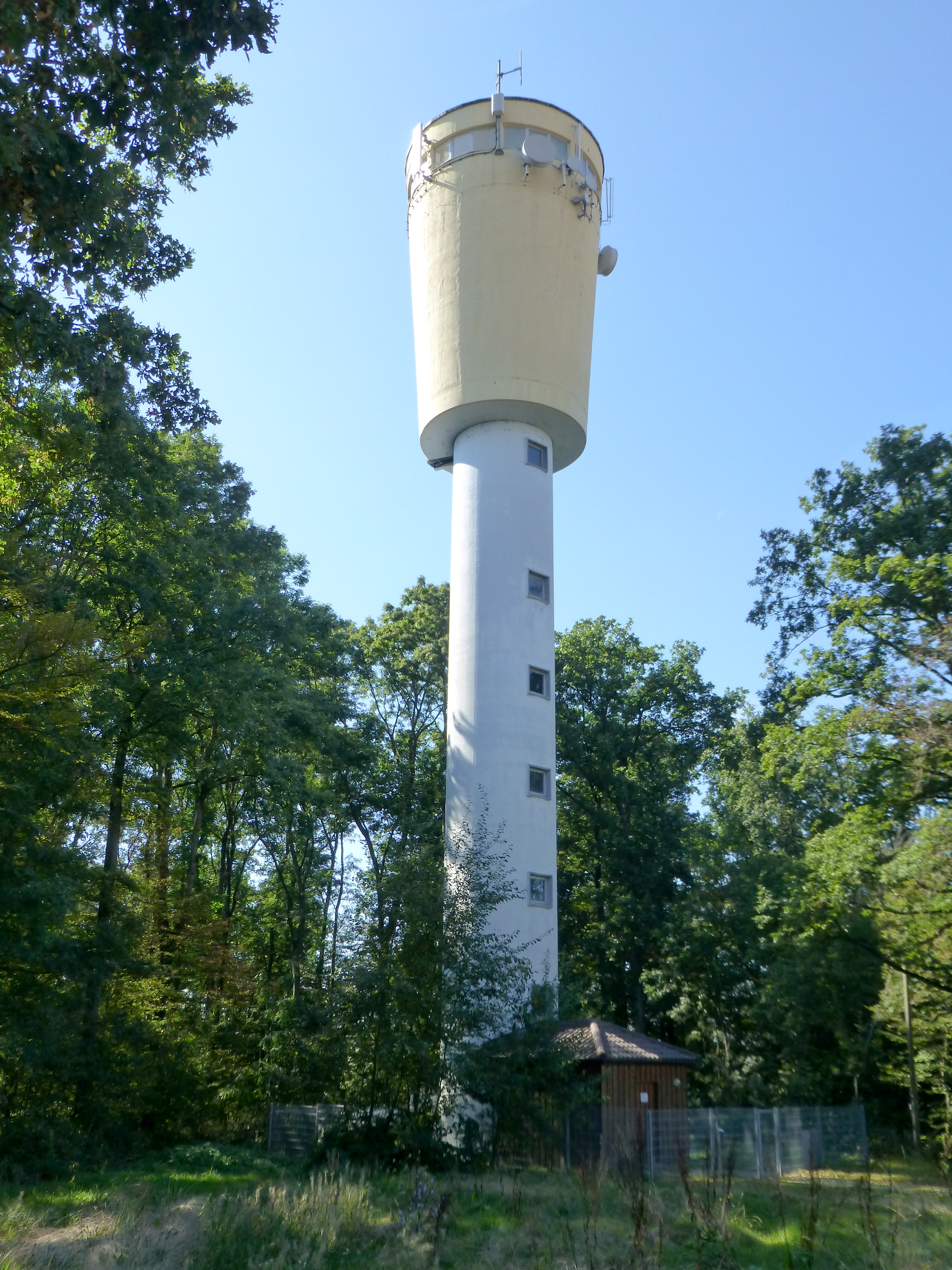
Wasserturm Buchhorn
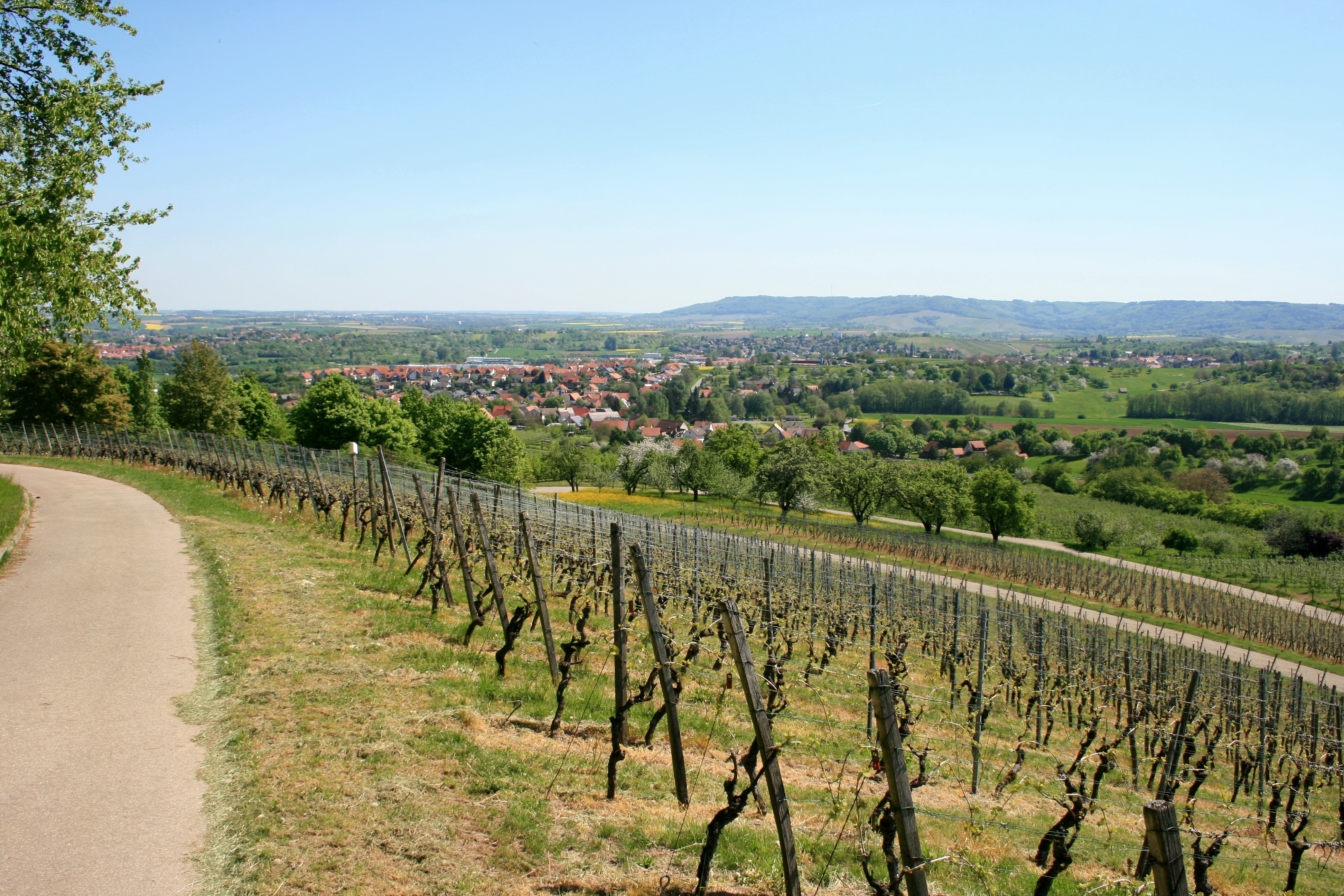
Blick vom Lindelberg auf Windischenbach
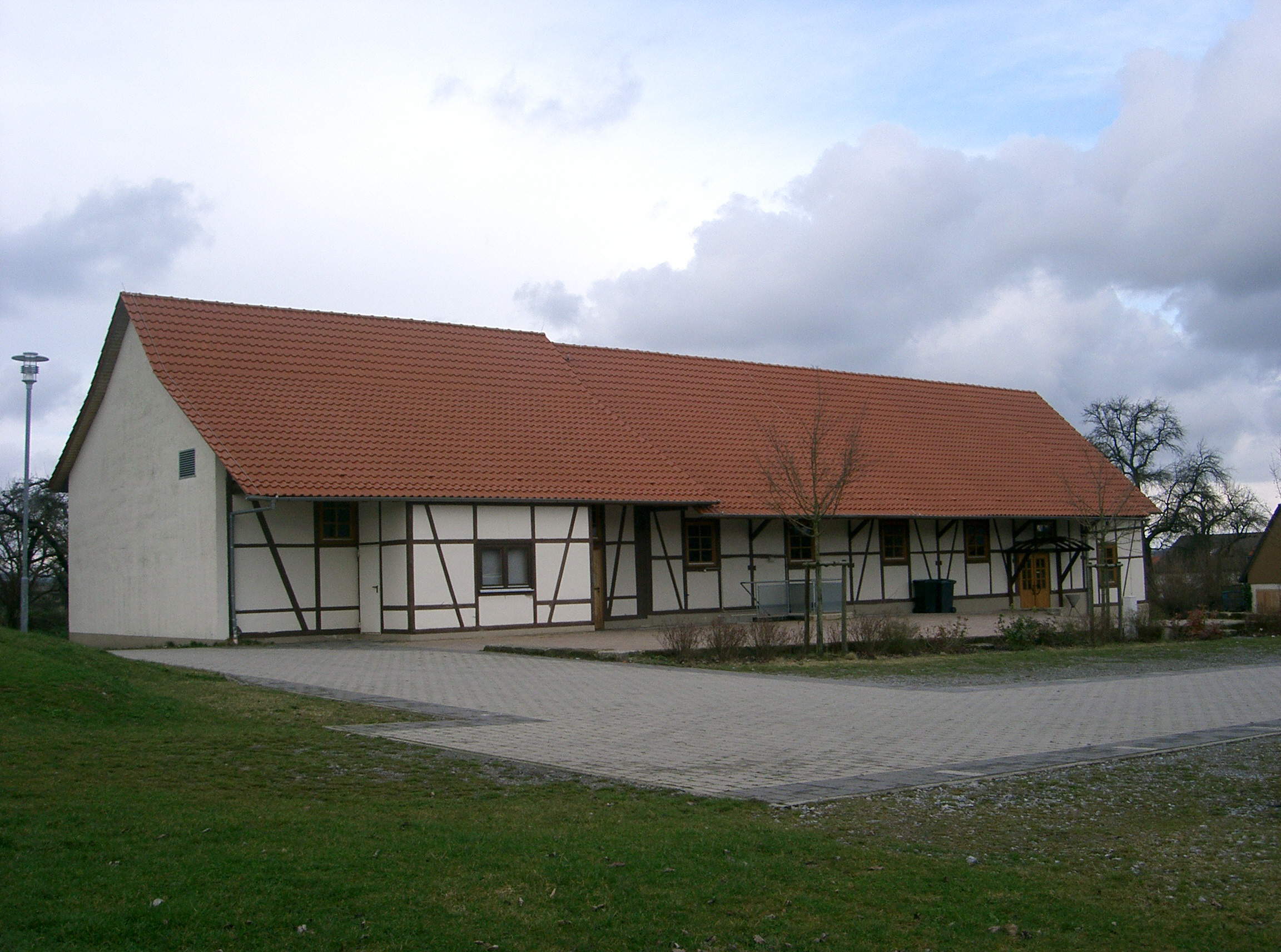
Die Alte Kelter in Windischenbach

### Bevölkerungszahlen
| - Pfedelbach: 4700 Einwohner - Harsberg mit Griet und Espig: 623 Einwohner - Heuberg/Buchhorn/Gleichen: 944 Einwohner Stand: 31. Dezember 2024 | - Oberohrn: 343 Einwohner - Untersteinbach: 1460 Einwohner - Windischenbach: 1183 Einwohner |

## Geschichte

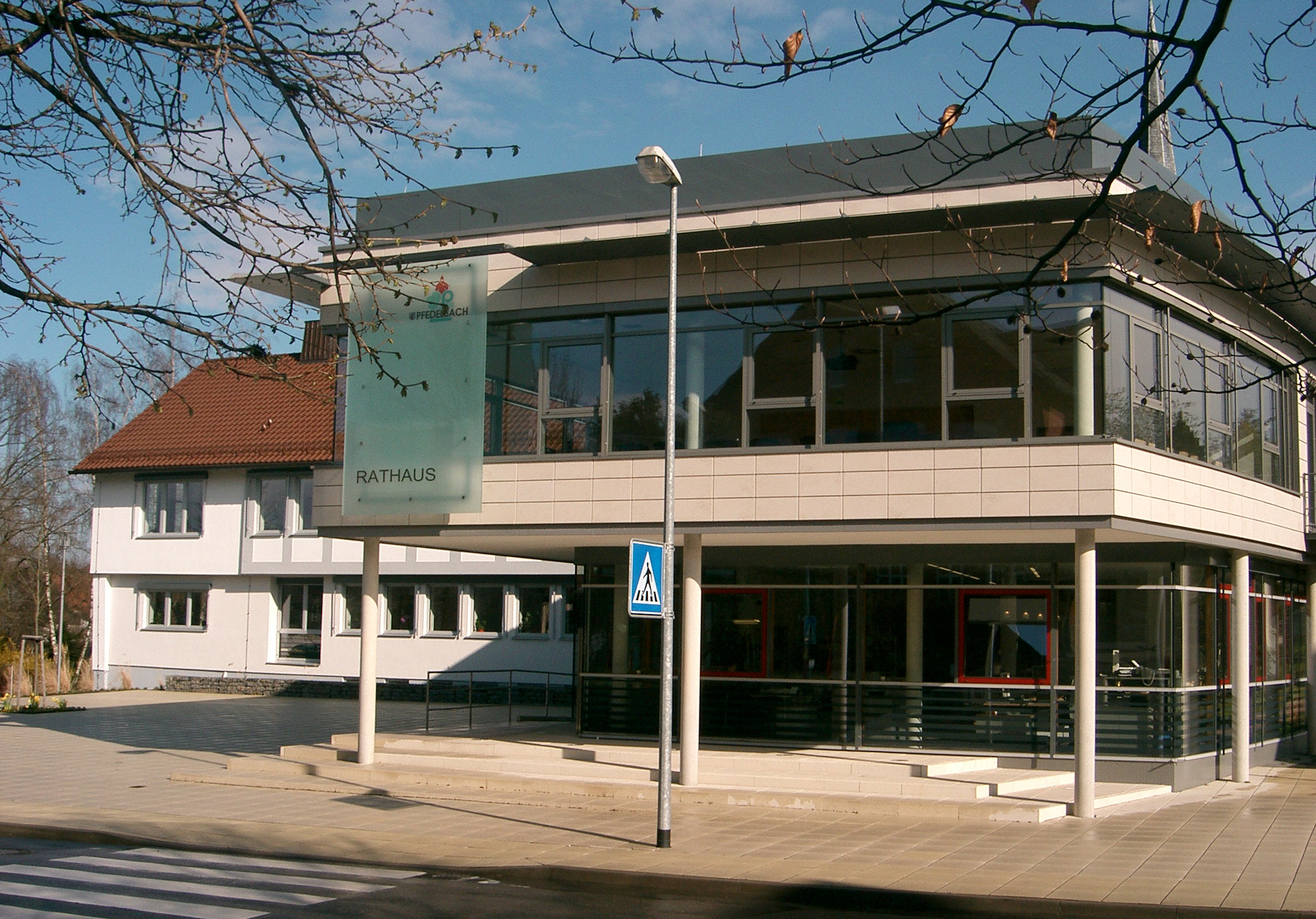
Das 1956 erbaute Pfedelbacher Rathaus, 2006 renoviert und erweitert

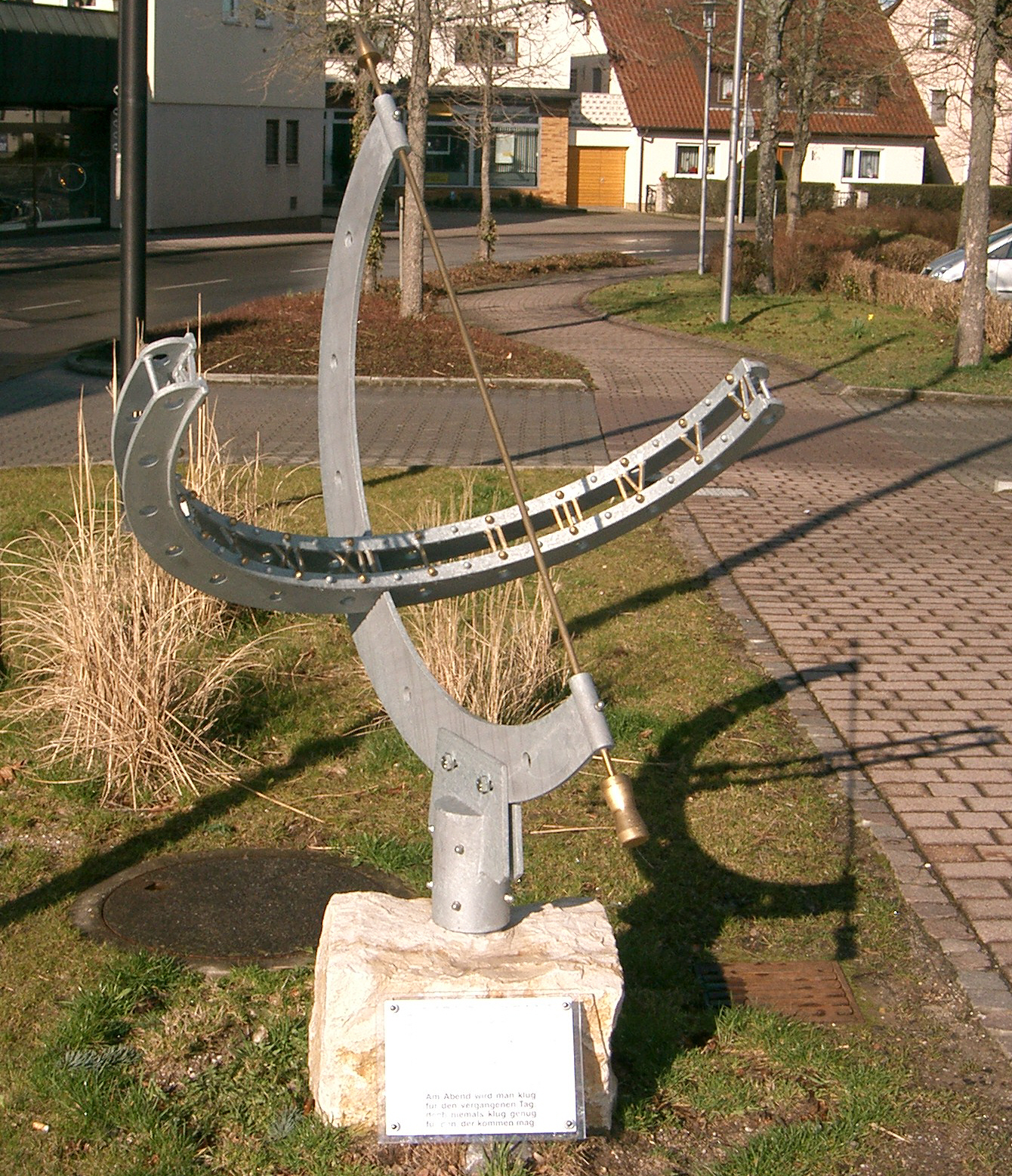
Sonnenuhr von Roland Bäuchle auf dem Platz vor dem Pfedelbacher Rathaus, 3.20 Uhr, nachmittags

### Chronologischer Überblick
- um 150 n. Chr. Bau der „Jüngeren Odenwaldlinie“ des Limes, eines römischen Grenzbefestigungswerks.
- 1037 erste urkundliche Erwähnung als Pfadelbach im Öhringer Stiftungsbrief[12]
- 1270 werden die Herren von Phedelbach erwähnt
- 1371 Phfedlbach und seit dem 15. Jahrhundert Pfedelbach
- 1419 vermählte sich Reitza von Pfedelbach, die letzte der Familie, mit Zeisolf von Adelsheim, womit das Geschlecht der Herren von Pfedelbach ausgestorben ist.
- 1472 Götz von Adelsheim verkaufte seinen Besitz an die Grafen Gottfried, Friedrich und Kraft von Hohenlohe. Pfedelbach kommt in den Besitz der Grafen von Hohenlohe
- 1565 erhält Pfedelbach eine eigene Pfarrstelle
- 1572 Bau des Schlosses
- 1663 Pfedelbach erhält das Recht, zwei Jahrmärkte abzuhalten.
- 1710 Den evangelischen Pfedelbachern wird Glaubensfreiheit gewährt, während die Hohenloher Grafen (ab 1744 Fürsten) katholisch werden
- 1773 Hinrichtung der Räuberbande des Wirtes Weiß
- 1806 Pfedelbach fällt an das Königreich Württemberg
- 1855–1865 Pfedelbach steht unter Staatsaufsicht
- 1958 Einweihung des damaligen Rathauses, das ab 2005 umgebaut und durch einen im Juli 2006 eingeweihten Neubau ergänzt wurde
- 2017 Einweihung der Gemeinde- und Festhalle Nobelgusch[13]

### Die vorrömische Zeit
Vom Öhringer Stadtpfarrer Richard Kallee wurden Ringwälle und Grabhügel ausfindig gemacht, die auf eine Besiedlung in vorrömischer Zeit hinweisen. In Pfedelbach wurden zwei bronzene Armreife gefunden, in Untersteinbach Bronzeringe aus der Keltenzeit.

### Die römische Zeit
Um 159 n. Chr. verlagerten die Römer ihre Grenze vom Neckar-Odenwald-Limes (Ältere Odenwaldlinie) etwa 30 km in östliche Richtung. Die neue Limeslinie führte, von Öhringen kommend, zwischen Pfedelbach und Oberohrn quer durch Baierbach und an Gleichen vorbei nach Mainhardt. Das rechtsrheinische Hinterland und der Limes wurden spätestens 259/60 n. Chr. aufgegeben (Limesfall).

### Öhringer Stiftungsbrief
Im Öhringer Stiftungsbrief von 1037 wird Phadelbach erstmals erwähnt.

### Die Herrschaft Gleichen mit Burg
Im Verlauf der staufischen Verwaltungsreform entstand die Herrschaft Gleichen (ehemals Glychen), zu der auch die Orte Pfedelbach und Mainhardt gehörten. 1027 schenkte König Konrad II. den Wald um Mainhardt dem Bischof von Würzburg. Mainhardt und Pfedelbach kamen als ein Teil der Herrschaft Gleichen zu einem unbekannten Zeitpunkt als Eigengut an die Schenken von Limpurg. Schenk Walther übereignete im Jahre 1274 die „Villa Meinhart“ König Rudolf von Habsburg, der diese Herrschaft einem Ministerial zu Lehen gab. Dem Reich gehörte die Herrschaft Gleichen mit Burg und Weiler. König Rudolf I. von Habsburg (1218–1291) verlieh Gleichen seinem unehelichen Sohn Albrecht von Schenkenberg, der die mittlere Linie der Grafen von Löwenstein begründete (bis 1464). Zu Beginn des 14. Jahrhunderts kam die Herrschaft Gleichen mit Mainhardt und Pfedelbach in den Besitz der Grafen von Löwenstein. König Albrecht tauschte Mainhardt mit den Grafen von Löwenstein, die es 1380 mitsamt Burg Gleichen an die von Weinsberg verpfändeten. 1416 löste Hohenlohe das Pfand aus und behauptete es 1417 gegen kurpfälzische Ansprüche. In der Folgezeit wurde Pfedelbach mehrmals an verschiedene Adelsgeschlechter verpfändet um die Finanzschwierigkeiten des gräflichen Hauses Löwenstein zu beseitigen. Graf Albrecht von Hohenlohe erwarb durch Kauf (1416), die Herrschaft Gleichen, das bis 1806 im Besitze des fürstlichen Hauses Hohenlohe-Bartenstein blieb.
Die Burganlage beziehungsweise deren Überreste (Burgstall) befindet sich auf dem Gelände des ehemaligen Wasserbehälters der Ortschaft Gleichen.

### Unter Hohenlohe-Waldenburg-Pfedelbach
Neben dem Amt Pfedelbach gehörten auch die Ämter Mainhardt und Sindringen zu Hohenlohe-Pfedelbach.

### Die Regenten

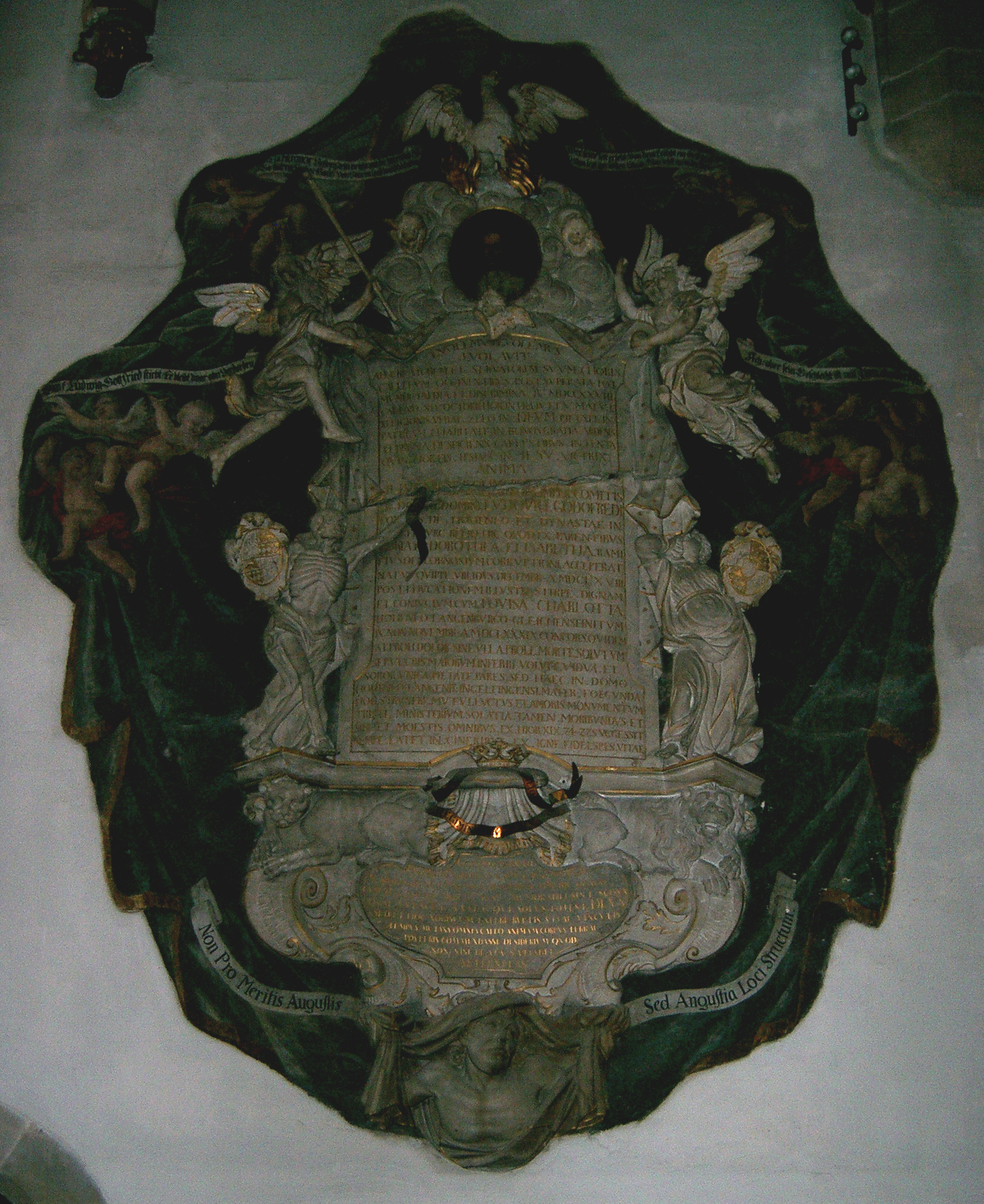
Wandepitaph Ludwig Gottfrieds von Hohenlohe-Pfedelbach in der Stiftskirche Öhringen

Eine eigenständige Linie zu Pfedelbach gab es erst unter den Enkeln des Erbauers des Schlosses. Von drei Enkelsöhnen führte Philipp Heinrich Graf von Hohenlohe-Waldenburg und Gleichen (* 3. Juni 1591 – † 1644) die alte Linie zu Waldenburg fort, Georg Friedrich II. Graf zu Hohenlohe-Schillingsfürst und Gleichen (* 16. Juni 1595 – † 20. September 1635) die Linie zu Schillingsfürst, und Ludwig Eberhard Graf von Hohenlohe-Waldenburg-Pfedelbach und Gleichen (* 19. Januar 1590 – † 1. November 1650) wurde zum Begründer der Linie zu Pfedelbach, die aber schon 1728 erlosch und an die Linie zu Bartenstein fiel
- Graf Eberhard von Hohenlohe-Waldenburg-Langenburg (* 11. Oktober 1535; † 9. März 1570), aus zweiter Ehe, vermählt mit Agatha v. Tübingen.
  - Graf Georg Friedrich I. von Hohenlohe-Waldenburg-Langenburg (* 30. April 1562; † 22. Oktober 1600), 1568 in Pfedelbach, Waldenburg, Schillingsfürst und Bartenstein, vermählt mit Dorothea Reuss v. Plauen (* 28. Oktober 1570 – † 2. Dezember 1631)
    - Graf Ludwig Eberhard Graf von Hohenlohe-Waldenburg-Pfedelbach und Gleichen (* 19. Januar 1590; † 1650), Linie Pfedelbach, 1615 in Pfedelbach, Herr zu Langenburg und Cranichfeld, vermählt mit Dorothea Gräfin von Erbach (* 13. Juli 1593 – † 8. Oktober 1643)
      - Graf Friedrich Kraft von Hohenlohe-Waldenburg-Pfedelbach (* 27. November 1623; † 7. April 1681), vermählt am 18. Mai 1657 auf Schloss Leonberg mit Floriane Ernestine Herzogin von Württemberg-Weiltingen (* 8. Mai 1623 – † 5. Dezember 1672), alle Kinder als Babys verstorben.
        - Hiskias Graf von Hohenlohe-Waldenburg-Pfedelbach und Gleichen (* 8. September 1631; † 6. Februar 1685) Herr zu Langenburg und Cranichfeld, seit 1650 mitregierend, vermählt mit Dorothea Elisabetha von Hohenlohe-Waldenburg (* 12. Oktober 1650 – † 29. November 1711)
        - Johann Friedrich von Hohenlohe-Waldenburg (* 3. Juli 1670 – † 2. August 1679)
        - Karl Kraft von Hohenlohe-Waldenburg (* 2. Januar 1673 – † 14. April 1678)
        - Philipp Christian von Hohenlohe-Waldenburg (* 20. Dezember 1673 – † 3. April 1677)
          - Graf Ludwig Gottfried von Hohenlohe-Waldenburg-Pfedelbach (* 6. Dezember 1668; † 18. September 1728) 1681 zu Pfedelbach und 2/3 Waldenburg, vermählt mit Luise Charlotte von Hohenlohe-Langenburg (* 25. April 1667 – † 25. August 1747), kinderlos, Linie Pfedelbach erlischt und fällt an die Linie Bartenstein.[16]

Nach dem Kauf Pfedelbachs von Götz von Adelsheim im Jahre 1472 wurde zwischen den Grafen Gottfried und Kraft 1476 eine Teilung vereinbart. Graf Gottfried von Hohenlohe erhielt Schillingsfürst, Weikersheim, Forchtenberg, Sindringen, Neudeck, Beutingen, Baumerlenbach und einige Güter. Sein Bruder Kraft von Hohenlohe erhielt Waldenburg, Adolzfurt, die Hälfte der Stadt Öhringen, Pfedelbach, Harsberg, Windischenbach, Lindelberg sowie Dorf und Burgstadel Gleichen.
Bei der Hauptlandteilung des Hauses Hohenlohe in den Jahren 1553 bis 1555 fiel Pfedelbach der Waldenburger Hauptlinie zu und kam in die Hände von Graf Eberhard, der das Schloss erbauen ließ und damit die Entwicklung zur Residenz ermöglichte. Durch die Landesteilung von 1615 innerhalb der Waldenburger Linie wurde Ludwig Eberhard der erste Regent der Waldenburger Seitenlinie Hohenlohe-Pfedelbach. Mit dem Tod von Ludwig Gottfried von Hohenlohe-Pfedelbach 1728 erlosch diese Linie wieder, und Pfedelbach fiel an die Linie Hohenlohe-Bartenstein. Im Hochchor der Stiftskirche Öhringen erinnert ein Wandepitaph von Philipp Jakob und Georg Christoph Sommer an diesen Ludwig Gottfried, den letzten Grafen von Hohenlohe-Pfedelbach. Über diese Schrifttafel zieht sich ein künstlicher Riss, der die irdische Vergänglichkeit symbolisiert.

### Jenisch in Pfedelbach
Nach dem Aussterben der evangelischen Linie Hohenlohe-Pfedelbach mit dem Tod von Graf Ludwig Gottfried von Hohenlohe-Pfedelbach im Jahre 1728, trachteten die das Erbe antretenden katholischen Linien Hohenlohe-Schillingsfürst und Hohenlohe-Bartenstein, durch Ansiedlung Ortsfremder auf dem Heuberg den katholischen Bevölkerungsanteil zu erhöhen. Die Neusiedler, teilweise vorher nicht sesshaft, brachten ihre Sondersprache mit, das Jenische. Bis in die 1960er und 1970er Jahre war diese Varietät der deutschen Sprache noch bei einem Teil der Bewohner im Gebrauch. Zuletzt wurde aber die Sprache kaum mehr tradiert, deshalb gibt es heute nur noch sehr wenige Sprecher. Doch bemüht man sich im kulturellen und schulischen Leben in Pfedelbach vereinzelt, diese Tradition zu bewahren. So heißt zum Beispiel die Schülerzeitung der Creutzfelderschule Der Galmenguffer (jenisch für Lehrer). Schüler der Realschule Pfedelbach haben sich in dem Projekt Jenisch, die Sprache der Gaukler eingehend mit der jenischen Sprache in Pfedelbach und auf dem Heuberg befasst.
Darüber hinaus trägt die 2017 eingeweihte Gemeinde- und Festhalle den jenischen Namen Nobelgusch, was so viel wie ‚edles Haus‘ bedeutet.

### Vom 19. Jahrhundert zur Gegenwart
Durch die Mediatisierung des Fürstentums Hohenlohe-Bartenstein fiel Pfedelbach 1806 an das Königreich Württemberg und wurde zunächst dem Oberamt Neuenstein zugeordnet, ab 1807 dem Oberamt Öhringen, welches 1818 dem Jagstkreis unterstellt wurde. Die Reform der Verwaltungsgliederung während der NS-Zeit in Württemberg führte 1938 zur Zugehörigkeit zum Landkreis Öhringen. Nach dem Zweiten Weltkrieg gehörte Pfedelbach von 1945 bis 1952 zum Land Württemberg-Baden in der Amerikanischen Besatzungszone. Mit der Gründung des neuen Bundeslandes Baden-Württemberg kam Pfedelbach 1952 wie der Landkreis Öhringen zum Regierungsbezirk Nordwürttemberg. Durch die Kreisreform in Baden-Württemberg gelangte Pfedelbach 1973 zum Hohenlohekreis.

### Religionen
Im Öhringer Stiftungsbrief von 1037 sind die Abgaben von Pfedelbach an das neue Chorherrenstift Öhringen aufgeführt. Pfedelbach wurde von den katholischen Stiftsherrn kirchlich versorgt. Während der Reformation 1555 wurde das Chorherrenstift aufgehoben und dessen Vermögen den Grafen von Hohenlohe für kirchliche Zwecke zugesprochen. Mit diesen Geldern wurde 1567 erstmal ein evangelischer Pfarrer in Pfedelbach angestellt.
Deshalb ist Pfedelbach seit der Reformation überwiegend evangelisch. Nach dem Tod des letzten evangelischen Grafen Ludwig Gottfried von Hohenlohe-Pfedelbach im Jahre 1728 erfuhr die evangelische Kirche nur noch wenig Unterstützung von Seiten der neuen katholischen Herrschaft. Die Besoldung für Pfarrer und Lehrer reichte nicht mehr aus. Im Jahr 1730 entstand auf Veranlassung von Graf Ferdinand von Hohenlohe-Bartenstein durch Rodung und Ansiedlung von fremden Katholiken die Ortschaft Heuberg. Der Höhepunkt der Auseinandersetzungen zwischen den Glaubensgemeinden wurde 1744 im Osterstreit erreicht. Im Jahr 1744 fiel das Osterfest für die Evangelischen auf den 29. März und für die Katholiken auf den 5. April. Die katholischen Herrschaften Bartenstein und Schillingsfürst wollten in ihrem Gebiet ein getrenntes Osterfest nicht dulden. Unter Androhung schwerster Strafen wurden am evangelischen Gründonnerstag und Karfreitag die Kirchen geschlossen und militärisch bewacht.
Der katholische Pfarrbezirk Pfedelbach gehörte seit dem Mittelalter zum Bistum Würzburg. Die 1732 neu entstandene katholische Gemeinde wurde dem Landkapitel Krautheim zugeordnet. Nach dem Übergang Hohenlohes an Württemberg endeten die geistlichen Rechte Würzburgs. Pfedelbach wurde 1808 dem Kapitel Neckarsulm zugeteilt. 1890 entstand die neugotische Pfarrkirche St. Petrus und Paulus. Durch den Zuzug von vielen katholischen Heimatvertriebenen ab 1945 wuchs die katholische Gemeinde stark an. Heute gehört die Gemeinde zur Seelsorgeeinheit Hohenlohe-Süd des Dekanats Hohenlohe in der Diözese Rottenburg-Stuttgart.
Die evangelische Kirche teilt sich in die Kirchengemeinde Pfedelbach (Peter- und Paulskirche) mit Windischenbach, Heuberg, Buchhorn und Oberohrn sowie die Kirchengemeinde Untersteinbach mit Gleichen, Harsberg und dem Michelfelder Teilort Büchelberg im Landkreis Schwäbisch Hall. Die Gemeinden gehören zum Kirchenbezirk Öhringen der Evangelischen Landeskirche.
Neben den beiden großen Kirchen gibt es in Pfedelbach eine Gemeinde der neuapostolischen Kirche Süddeutschland und die Philadelphia–Gemeinde Hohenlohe im Bund der freikirchlichen Pfingstgemeinden.

### Eingemeindungen
- 1. Januar 1971 Oberohrn
- 1. Juli 1971 Windischenbach
- 1. Dezember 1971 Harsberg
- 1. Januar 1972 Untersteinbach
- 1. Januar 1973 Schuppach und Heimaten, Ortsteile der früheren Gemeinde Geißelhardt

Die Eingemeindungen gingen in Pfedelbach unproblematisch über die Bühne, da der damalige Bürgermeister Erich Fritz bereits vorher auch Bürgermeister in den damals noch selbstständigen Gemeinden Oberohrn, Windischenbach und Harsberg war. Die Verwaltung erfolgte weitgehend durch das Verwaltungspersonal in Pfedelbach und regelmäßige Vorortpräsenz führten dazu, dass in Pfedelbach die gesetzliche Reform zum 1. Januar 1975 bereits lange auf freiwilliger Basis vollzogen war.

### Einwohnerentwicklung
Einwohnerzahlen (nur Hauptwohnsitze) nach dem jeweiligen Gebietsstand. Die Zahlen sind Schätzungen, Volkszählungsergebnisse oder amtliche Fortschreibungen der jeweiligen statistischen Ämter. Die Zahlen beziehen sich auf die Gesamtgemeinde mit den Teilorten.
| Jahr | Einwohner |
| ---- | --------- |
| 1821 | 4442      |
| 1826 | 4700      |
| 1829 | 4895      |
| 1833 | 4958      |
| 1843 | 5212      |
| 1854 | 5005      |
| 1861 | 5189      |
| 1871 | 4390      |

| Jahr | Einwohner |
| ---- | --------- |
| 1880 | 4571      |
| 1890 | 4398      |
| 1900 | 3988      |
| 1910 | 3097      |
| 1925 | 3645      |
| 1933 | 3425      |
| 1939 | 3243      |
| 1950 | 4318      |

| Jahr | Einwohner |
| ---- | --------- |
| 1956 | 4508      |
| 1961 | 4721      |
| 1965 | 5090      |
| 1970 | 5590      |
| 1975 | 6417      |
| 1980 | 6611      |
| 1985 | 6663      |
| 1990 | 7318      |

| Jahr | Einwohner |
| ---- | --------- |
| 1995 | 8244      |
| 2000 | 8581      |
| 2005 | 8895      |
| 2010 | 8986      |
| 2015 | 9156      |
| 2020 | 9178      |
| 2025 | 9253      |

Die Bevölkerung Pfedelbachs entwickelte sich von 1824 bis 1933 laut den in den Staatshandbüchern wiedergegebenen Volkszählungsergebnissen wie folgt. Bis zur Mitte des 19. Jahrhunderts erleben die Teilgemeinden einen deutlichen Anstieg der Bevölkerungszahl. Nur Pfedelbach selbst hielt bei dieser Entwicklung nicht mit. Die politischen Unruhen 1848/1849, Missernten und Kartoffelkrankheit förderten die Auswanderung nach Übersee und die Abwanderung in andere Gebiete; die Bevölkerung verminderte sich dadurch stark. Erst durch die Aufnahme von Heimatvertriebenen nach dem Zweiten Weltkrieg wuchs sie wieder, nach dem Fall des Eisernen Vorhanges im Jahre 1989 in Pfedelbach und vor allem in Windischenbach dann noch einmal sehr stark.

## Politik

### Gemeinderat und Ortschaftsräte
Durch Änderung der Hauptsatzung im Jahre 2023 wurde die bisher durchgeführte Unechte Teilortswahl abgeschafft und die Anzahl der zu wählenden Gemeinderäte auf 18 festgelegt.
Bei der Gemeinderatswahl am 9. Juni 2024 errangen die einzelnen Gruppierungen die folgenden Stimmenanteile und Sitze:
| Partei / Liste     | Stimmenanteil | Sitze |
| FWV                | 45,95 %       | 8     |
| CDU/FW             | 30,98 %       | 6     |
| Grüne/SPD          | 15,35 %       | 3     |
| 74629 Das sind wir | 7,72 %        | 1     |

Weiteres stimmberechtigtes Mitglied und Vorsitzender des Gemeinderates ist der Bürgermeister.
Bis 2024 hatte der Gemeinderat von Pfedelbach 22 Sitze und damit die nach der Gemeindeordnung von Baden-Württemberg mögliche Höchstzahl in seiner Einwohnerklasse. Der Gemeinderat wurde in Pfedelbach nach dem System der Unechten Teilortswahl gewählt. Laut Hauptsatzung verteilten sich die Sitze wie folgt auf die einzelnen Wohnbezirke:
| Wohnbezirk                 | Sitze |
| -------------------------- | ----- |
| Pfedelbach                 | 11    |
| Harsberg                   | 2     |
| Heuberg/Buchhorn/Gleichen0 | 2     |
| Oberohrn                   | 1     |
| Untersteinbach             | 3     |
| Windischenbach             | 3     |

Bei der Gemeinderatswahl am 13. Juni 2004 errangen die einzelnen Rathausparteien die folgenden Stimmenanteile und Sitze:
| FWV    | 53,3 % | +11,0 | 12 Sitze | +2 |
| CDU/FW | 46,7 % | +5,7  | 10 Sitze | +1 |
| Andere | 0,0 %  | −16,8 | 0 Sitze  | −3 |

Die SPD war 2004 erstmals seit 1946 nicht mehr zur Gemeinderatswahl angetreten.
Die Gemeinderatswahl am 7. Juni 2009 ergab die folgenden Stimmenanteile und Sitze:
| FWV    | 55,0 % | +1,7 | 12 Sitze | ±0 |
| CDU/FW | 45,0 % | −1,7 | 10 Sitze | ±0 |

Die Gemeinderatswahl am 25. Mai 2014 ergab die folgenden Stimmenanteile und Sitze:
| FWV    | 56,2 % | +1,2 | 13 Sitze | + 1 |
| CDU/FW | 43,8 % | −1,2 | 10 Sitze | ±0  |

Die CDU/FW hat ein Ausgleichsmandat errungen. Hierdurch steigt die Zahl der Gemeinderäte auf 23.
Bei der Gemeinderatswahl am 26. Mai 2019 errangen die einzelnen Gruppierungen die folgenden Stimmenanteile und Sitze:
| FWV    | 61,9 % | +5,7  | 14 Sitze | +1 |
| CDU/FW | 32,7 % | −11,1 | 7 Sitze  | −3 |
| SPD    | 5,5 %  | +5,5  | 1 Sitz   | +1 |

In jeder der fünf Ortschaften gibt es einen bei der Kommunalwahl von den Wahlberechtigten zu wählenden Ortschaftsrat. Auf ihren Vorschlag hin wählt der Gemeinderat für jede Ortschaft einen ehrenamtlichen Ortsvorsteher. Die Ortschaftsräte sind zu wichtigen, die Ortschaft betreffenden Angelegenheiten zu hören. Der Ortsvorsteher kann beratend an den Gemeinderatssitzungen teilnehmen.

### Bürgermeister
| - erwähnt 1482 Hans Wollenschlager - erwähnt 1574 Michael Eck - erwähnt 1628 Georg Mayer - erwähnt 1684 Christoph Haag - ???? – ca. 1714: Seger - ca. 1714–1752: Johann Salomon Heinle - 1809–1815: Johann Gottlieb Muth - 1815–1825: Heinrich von Olnhausen - 1826–1828: ? Arnold - 1829–1839: Anton Bernhard Schmitt - 1839–1840: ? Bauer | - 1840–1855: Heinrich von Olnhausen - 1856–1859: ? Staudenmeyer - 1860–1889: Gottlob Dietrich Desselberger - 1889–1921: Albert Westhäußer - 1921–1926: Georg Pflüger - 1927–1933: Heinrich Laub - 1934–1945: Wilhelm Haaf - 1945–1948: Albert Veigel - 1948–1986: Erich Fritz - 1986–2002: Jürgen Wecker - 2002 – heute: Torsten Kunkel |

### Wappen und Flagge
Die Blasonierung des Pfedelbacher Wappens lautet: In Silber ein gebogenes rotes Steinbockshorn. Die Flagge der Gemeinde ist Rot-Weiß.
Das Pfedelbacher Wappen ist das Wappen der Herren von Pfedelbach, des ehemaligen Ortsadels, das die Gemeinde nach einem Vorschlag der württembergischen Archivdirektion vom 29. März 1927 annahm und spätestens seit 1930 in ihren Dienstsiegeln führte. Die vom Wappen abgeleitete Flagge wurde der Gemeinde am 28. Januar 1980 vom Landratsamt des Hohenlohekreises verliehen.

Amtliches Wappen von Pfedelbach, wird nicht mehr verwendet
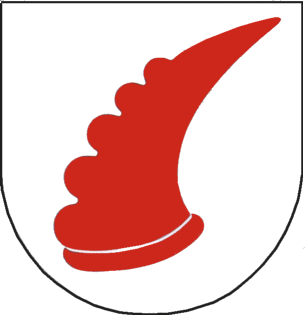
Heute in Pfedelbach übliches Wappen
Logo der Gemeinde Pfedelbach

### Partnerschaften
- Zabeltitz, Sachsen seit 1990

## Wirtschaft und Infrastruktur
| Sozialversicherungspflichtige          |            |
| nach Wohnort                           | 3223       |
| nach Arbeitsort                        | 1830       |
| Einpendler                             | 1245       |
| Auspendler                             | 2638       |
| Geringfügig Beschäftigte (400-€-Basis) |            |
| nach Wohnort                           | 922        |
| nur GeB (Wohnort)                      | 595        |
| GeB als Nebenjob (Wohnort)             | 327        |
| nach Arbeitsort                        | 563        |
| nur GeB (Arbeitsort)                   | 358        |
| GeB als Nebenjob (Arbeitsort)          | 205        |
| Arbeitslose                            | ca. 4,03 % |
| Gesamt                                 | 178        |
| davon ALG I                            | 103        |
| davon HARTZ 4 (ALG II)                 | 75         |
| Frauenquote                            | 46,63 %    |
| Männerquote                            | 53,37 %    |
| Ausländerquote                         | 6,18 %     |

Pfedelbach, an der Württemberger Weinstraße gelegen, ist ein Weinbauort, dessen Lagen zur Großlage Lindelberg im Bereich Württembergisch Unterland gehören. In Pfedelbach wohnen 3223 sozialversicherungspflichtig Beschäftigte. In Pfedelbach selbst gibt es jedoch nur 1830 Arbeitsplätze. Im produzierenden Gewerbe sind hier 1021 Personen und im Dienstleistungsbereich 790 Personen beschäftigt (Stand 2009). Es gibt noch 145 landwirtschaftliche Betriebe, von denen nur 63 im Haupterwerb betrieben werden (Stand 2007). Die Arbeitslosigkeit lag Ende 2011 bei 4,03 %.

### Verkehr
Pfedelbach, Heuberg und Gleichen verbindet die Landesstraße 1050, die von Öhringen nach Mainhardt führt. Die Ortschaften Oberohrn, Harsberg und Untersteinbach liegen an der L 1049, die vom Öhringer Teilort Cappel bis nach Mainhardt-Neuwirtshaus verläuft. Windischenbach durchzieht die L 1035, die Öhringen mit Adolzfurt verbindet. Das Gewerbegebiet hat über die Öhringer Westumgehung Anschluss an die Bundesautobahn 6.
Busse des Nahverkehrs Hohenlohekreis (NVH) verkehren zwischen Pfedelbach sowie seinen Teilorten und dem Bahnhof in Öhringen, an dem die Stadtbahn hält.
Als touristischer Landes-Radfernweg verläuft der Württemberger Weinradweg durch Pfedelbach. Er führt von Rottenburg am Neckar nach Niederstetten. Durch die Gemeinde führt außerdem der Deutsche Limes-Radweg. Er folgt dem Obergermanisch-Raetischen Limes über 818 km von Bad Hönningen am Rhein nach Regensburg an der Donau.

### Ansässige Unternehmen
- Scheuerle Fahrzeugfabrik GmbH (Schwerlasttransporter)
- Elbe Willi Gelenkwellen GmbH & Co. KG
- Hosti International GmbH, Hohenloher Papptellerfabrik
- Wöhwa Waagenbau GmbH
- Druckerei Bauer GmbH
- Die Weingärtnergenossenschaft Heuholz e. G. fusionierte 2016 mit der Weinkellerei Hohenlohe eG
- Parfümerie Akzente GmbH, Parfümeriekette mit 26 Filialgeschäften

### Medien
Über das Geschehen in Pfedelbach berichten die Tageszeitung Hohenloher Zeitung und das Amtsblatt Pfedelbacher Gemeindeblatt.

### Öffentliche Einrichtungen
Die Freiwillige Feuerwehr Pfedelbach ist für Brandschutz und technische Hilfe bei Unfällen im Gemeindegebiet zuständig. Außerdem befindet sich ein Ortsverband des Technischen Hilfswerkes in Pfedelbach.

## Bildung

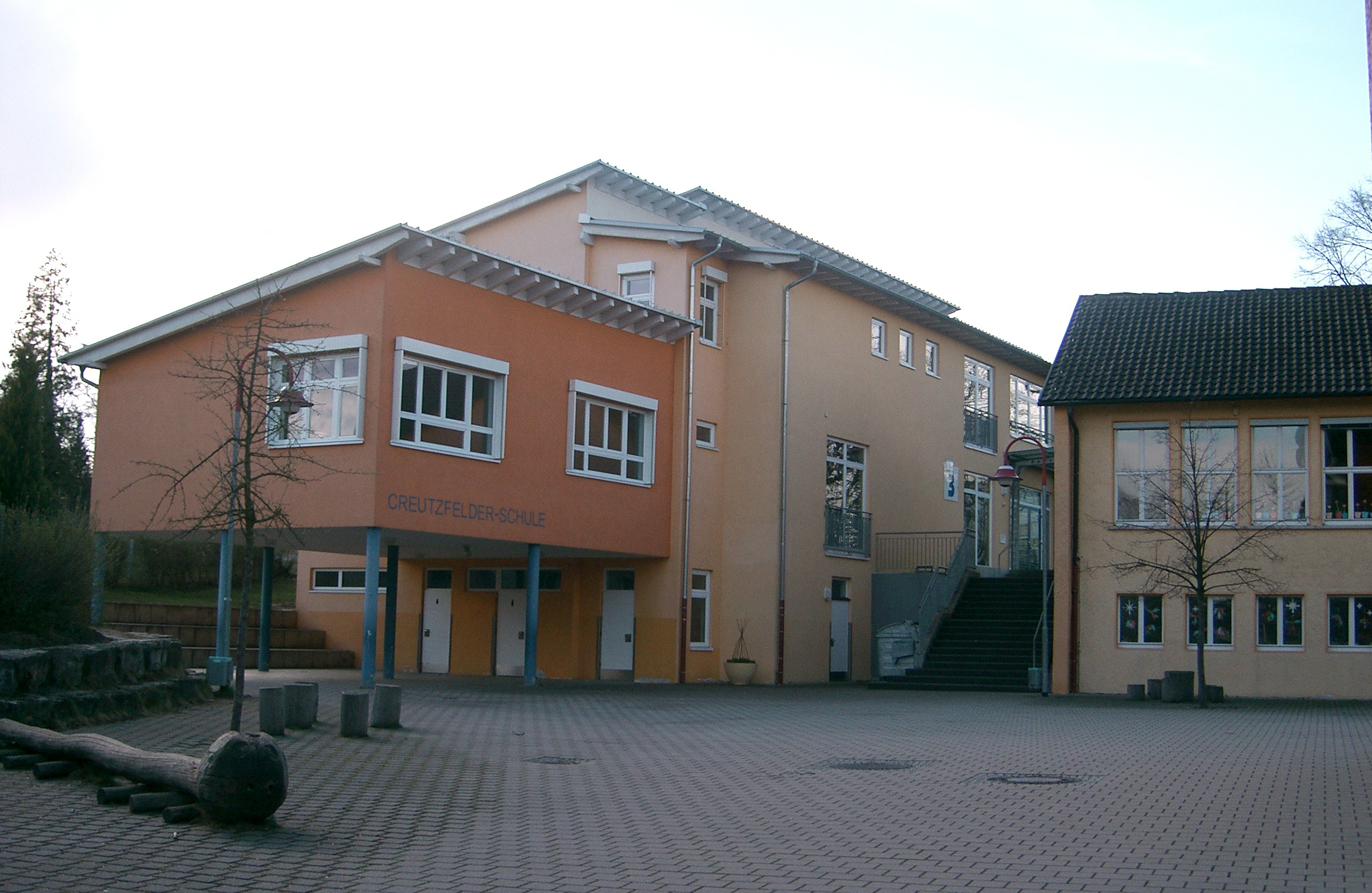
Die Pestalozzi-Schule in Pfedelbach, Grund- und Haupt- und Realschule

### Kindergärten und Kindertageseinrichtungen
Mit Kindergärten ist Pfedelbach gut versorgt: In Pfedelbach selbst sind 2 gemeindeeigene Kindergärten sowie ein katholischer Kindergarten. Im Kindernest Nord-West wird seit 2011 neben der Ganztagesbetreuung auch Kleinkindbetreuung angeboten. In Heuberg, Untersteinbach und Windischenbach befindet sich jeweils ein Kindergarten mit unterschiedlichen Betreuungsangeboten. In Heuberg gibt es zusätzlich einen Naturkindergarten. Im Bereich der Kleinkindbetreuung arbeitet die Gemeinde mit kit - Familiäre Kindertagesbetreuung Hohenlohekreis e. V. zusammen.

### Pestalozzi-Schule Pfedelbach, Grund-, Werkreal- und Realschule
Am 11. September 2000 nahm die Realschule in Pfedelbach den Schulbetrieb auf. Zum Schuljahr 2015/2016 wurden die Creutzfelder-Schule und die Realschule Pfedelbach zu einer Verbundschule zusammengelegt. 612 Schüler, davon 280 in der Grundschule, 85 in der Werkrealschule und 306 in der Realschule sind in insgesamt 30 Klassen. Sie werden von 51 Lehrkräften unterrichtet. Zum Schuljahr 2007/2008 richtete die damalige Creutzfelder-Schule erstmals eine Montessoriklasse ein. (Stand: November 2018)

### Grundschule Untersteinbach
65 Schüler besuchen die 4 Klassen der Grundschule und werden von 5 Lehrkräften unterrichtet. (Stand Dezember 2018)

## Kultur und Sehenswürdigkeiten

### Museen
- Heimatmuseum im Marstallgebäude
- Weinbaumuseum im Herrenkeller mit dem 64.664 Liter fassenden Fürstenfass von 1752. Fürst Leopold zu Hohenlohe-Bartenstein ließ dieses Fass erbauen. Im großen Fass wurde der von den Weinbauern abzuliefernde Zehntwein zusammengeschüttet und als Besoldungswein an die Bediensteten des Landesherren ausgegeben. Das Fürstenfass wurde 1986 aufwendig restauriert. Das Museum zeigt in der einmaligen Kelleratmosphäre im ehemaligen Lagerkeller der Weinkellerei Hohenlohe Geschichte und Handwerk des Weinbaus.
- Heimatmuseum in Untersteinbach im ehemaligen Rathaus.

### Bauwerke
- Sockel des sechseckigen Limeswachturms (ORL-Nummer Wp 9/51) in Gleichen, ca. 155 n. Chr.
- Schloss Pfedelbach, ehemaliges Wasserschloss, 1568 bis 1572 erbaut, 1962 von der Gemeinde Pfedelbach erworben und renoviert
- Im Jahre 1604 entstand der Kellerbau, ein langgestrecktes Fachwerkgebäude an der Baierbacher Straße. Der Herrenkeller unter dem Bau ist 70 m lang, 12 m breit und groß genug, um darin mehrere hunderttausend Liter Wein zu lagern. Heute beheimatet der Lange Bau, wie das Gebäude im Volksmund heißt, das Weinbaumuseum. Die Attraktion des Museums ist das viertgrößte Weinfass in Süddeutschland, genannt Fürstenfass, es fasste 64.664 l. Es wurde von Fürst Joseph von Hohenlohe Bartenstein im Jahre 1752 in Auftrag gegeben. Das Fürstenfass wurde letztmals 1828 mit dem Zehntwein gefüllt, den die Untertanen ihrem Fürsten abzuliefern hatten. Im historischen Fürstenfass-Keller wurde 1950 die Weinkellerei Hohenlohe, von damals 14 Winzern, gegründet.[25] Das Gebäude selbst wurde in den Jahren 2007/2008 umfangreich saniert.

Langer Bau
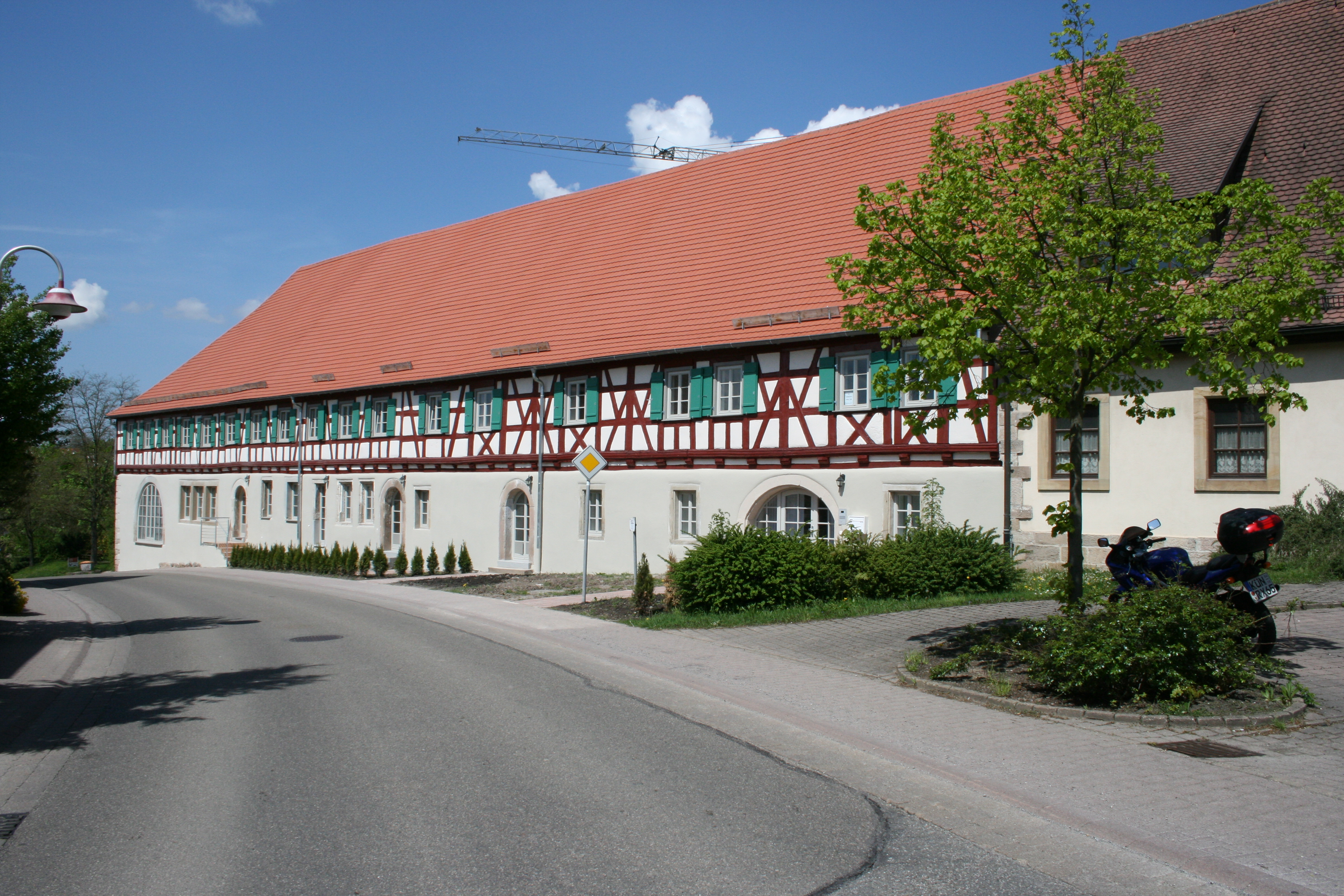
Langer Bau mit Weinbaumuseum
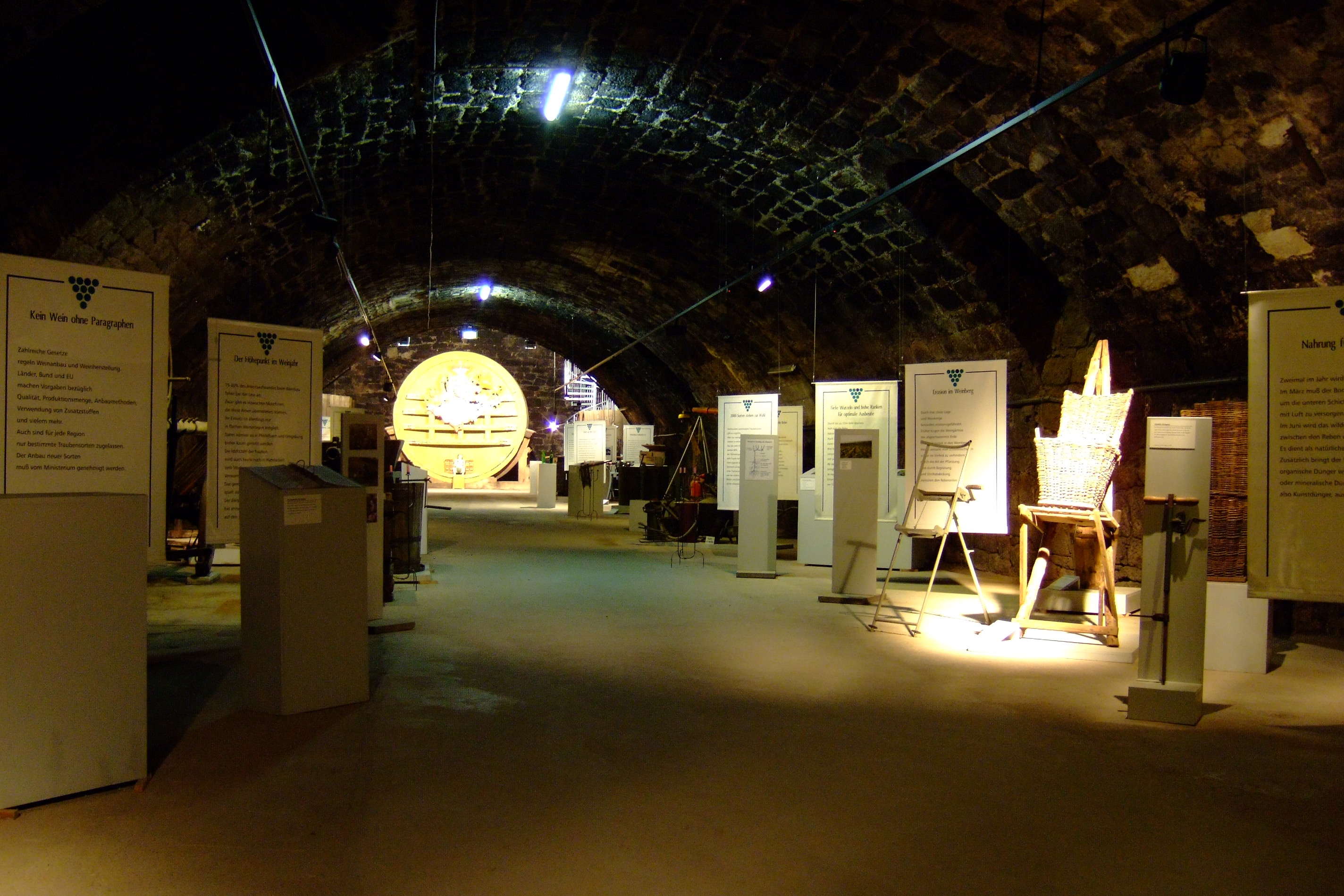
Weinbaumuseum
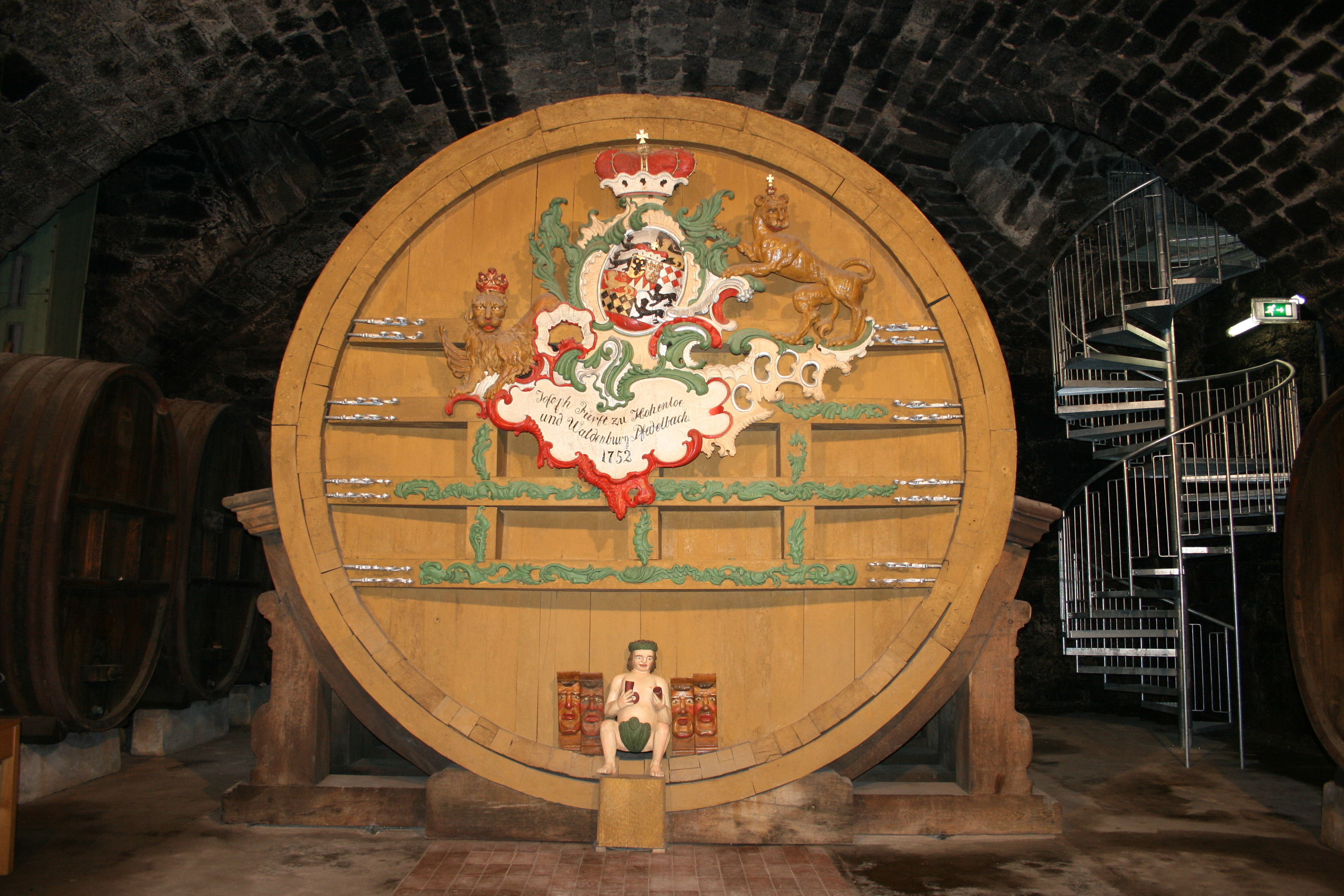
Fürstenfass von 1752

- Gasthaus Sonne, früherer fürstlicher Witwensitz. Jahreszahl 1662 am Kellereingang. 1746 von Fürstin Anna Felicitas erworben, der Witwe des Fürsten Ferdinand von Hohenlohe-Bartenstein. Sie ließ das Haus umbauen und wohnte darin bis zu ihrem Tod 1751. 1769 verkauft an Oberjäger Carl von Tettenborn, anschließend mehrere Besitzerwechsel bis 1990. 1990 von der Gemeinde Pfedelbach erworben. 1992 bis 1995 renoviert.

Gasthaus Sonne
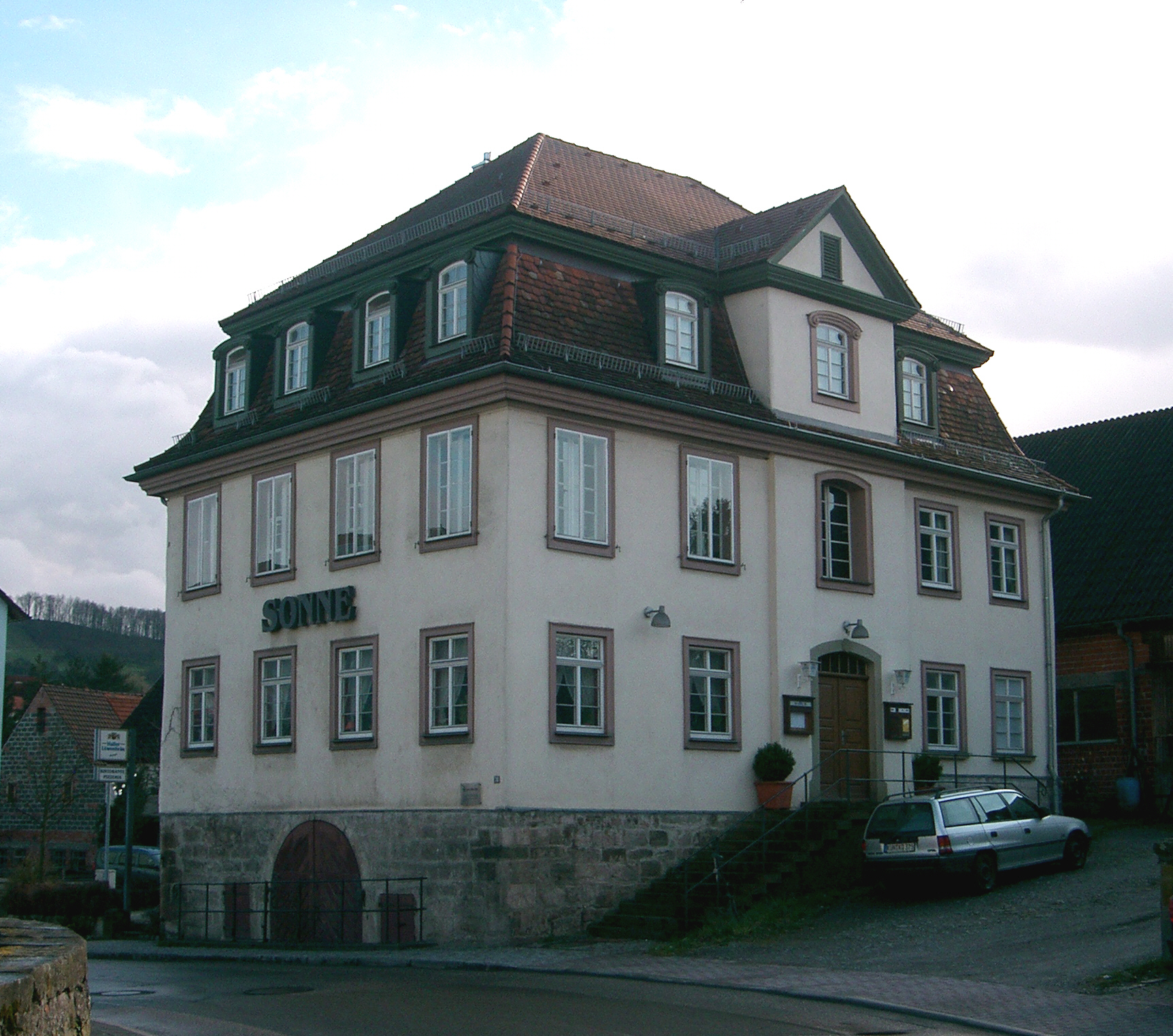
Früherer fürstlicher Witwensitz
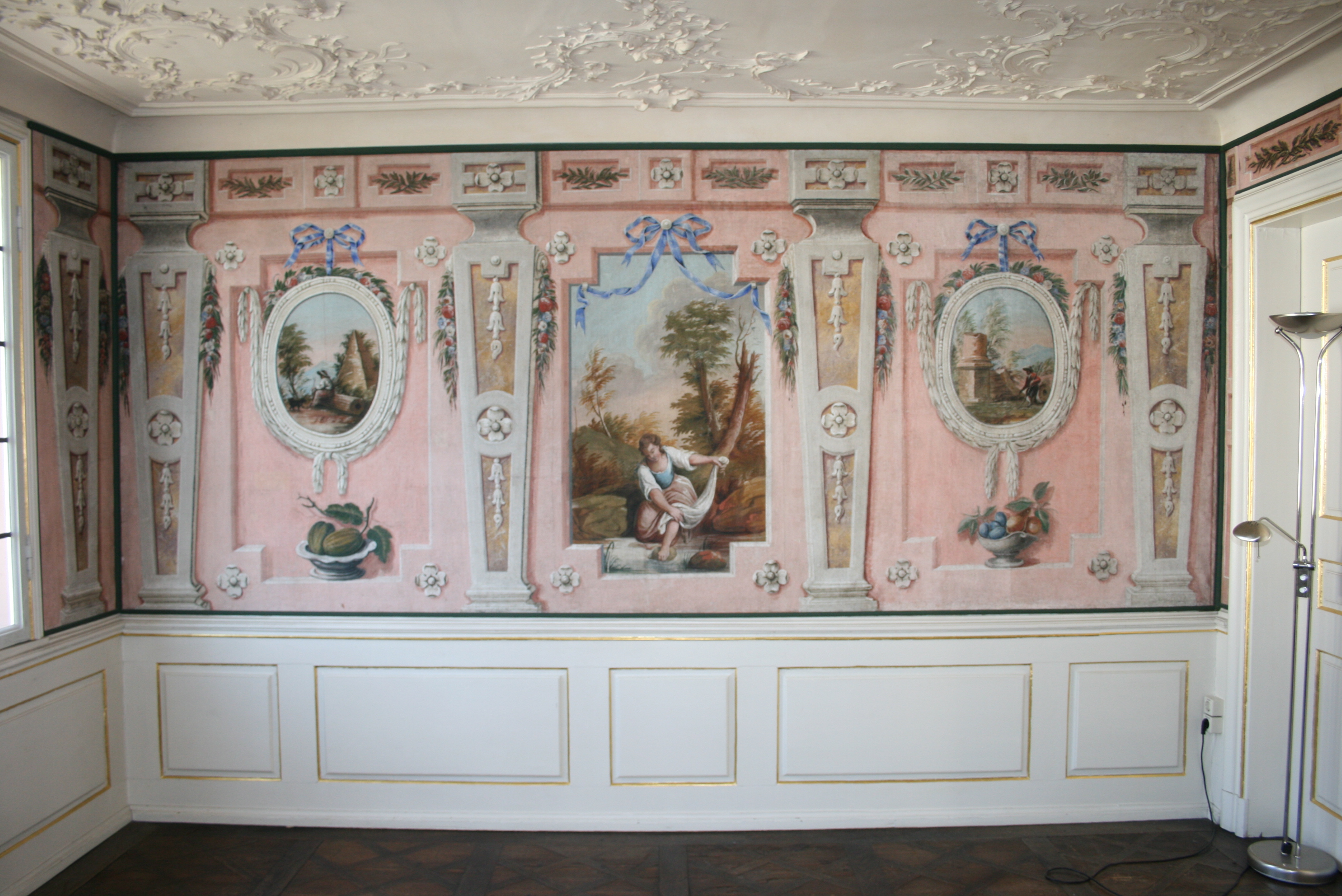
Salon mit Landschaftstapete
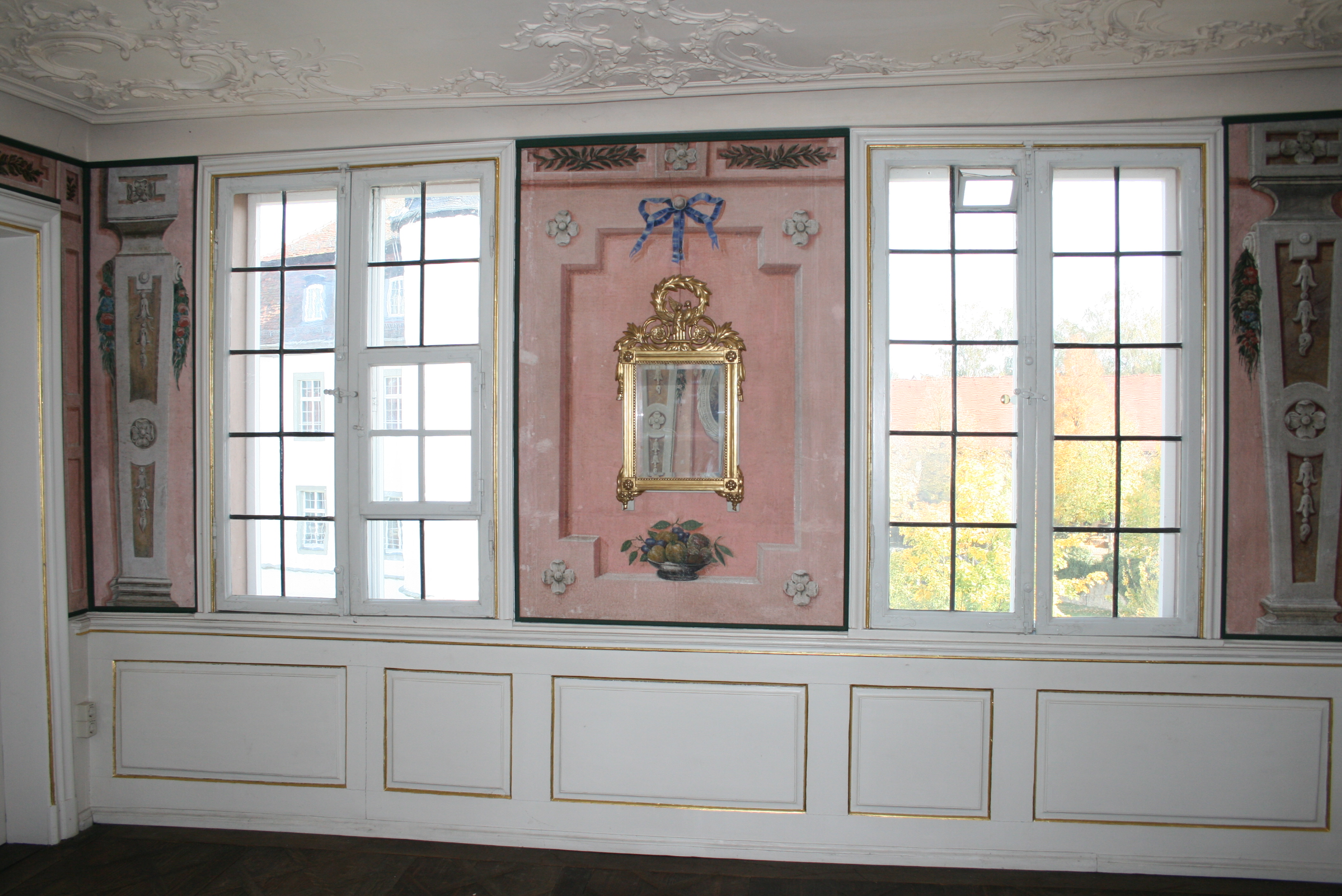
Rocaille Stuck
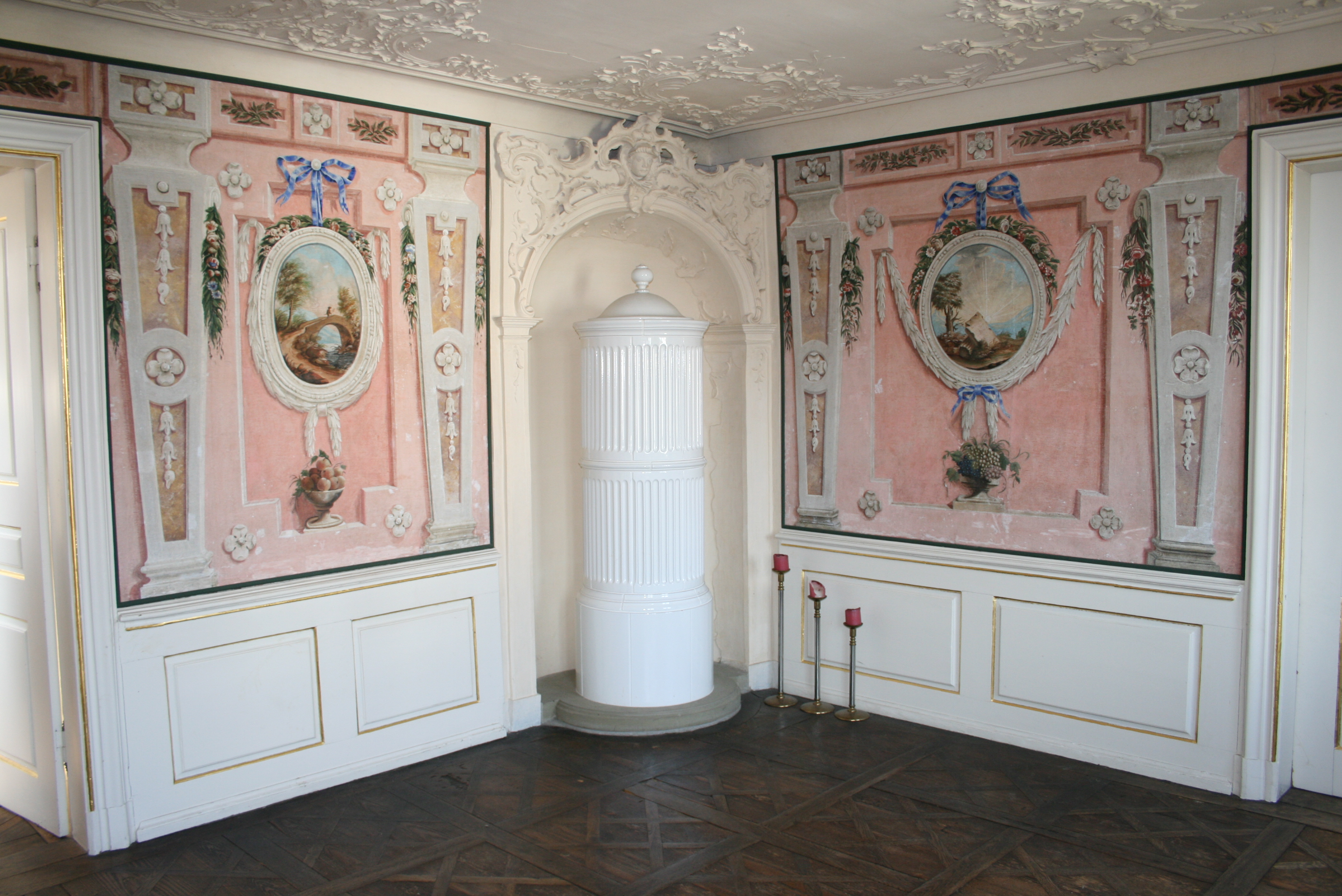
Tafelparket

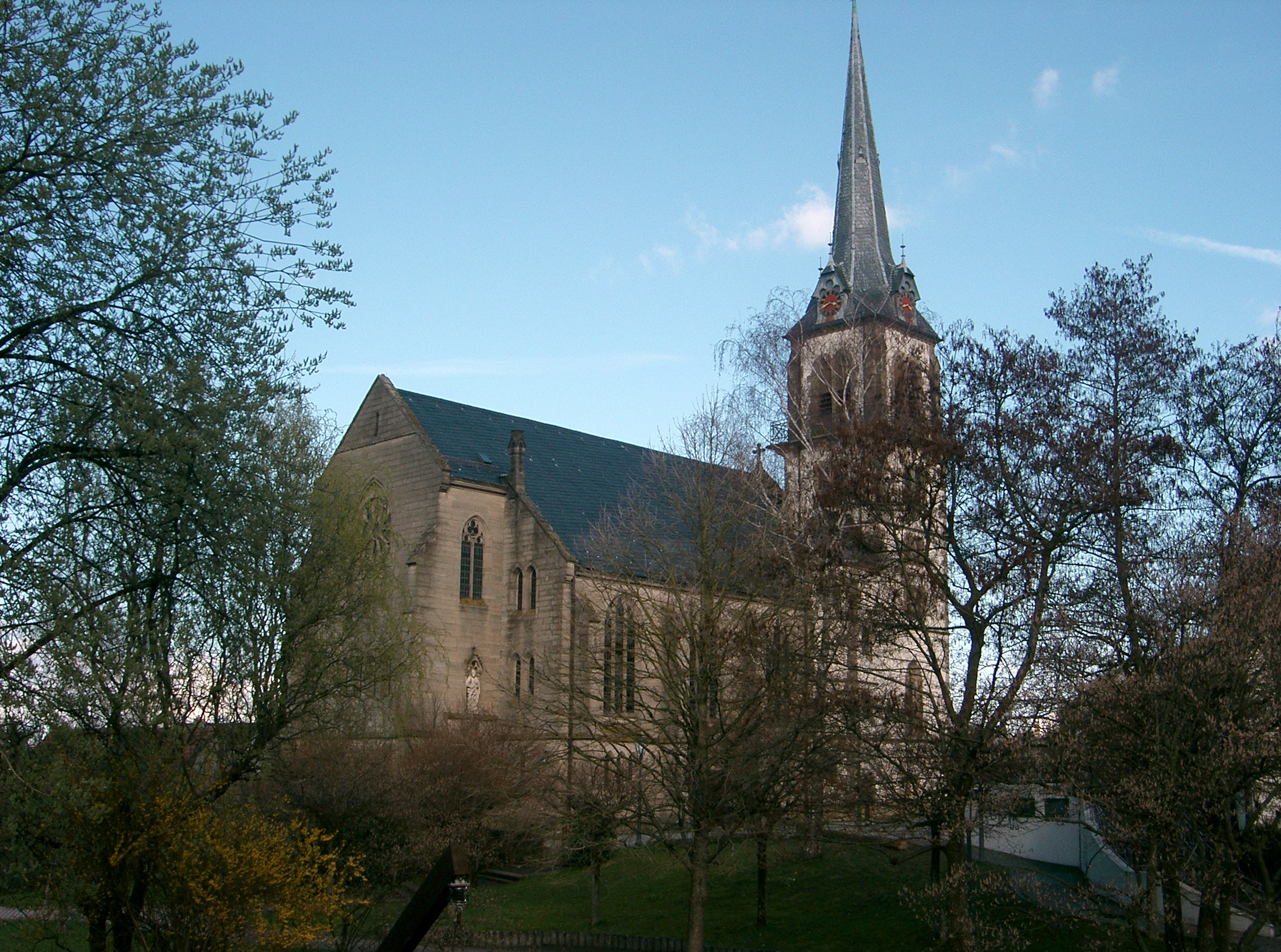
Evangelische Peter- und Paulskirche

- Evangelische Peter- und Paulskirche, 1588 bis 1589 an Stelle einer alten gotischen Kapelle durch Gräfin Agathe von Hohenlohe-Pfedelbach erbaut. Die Apostel- und Prophetenbilder an der Empore sind wahrscheinlich Werke des Malers Creutzfelder. 1730 musste man den Kirchturm mit Eisenklammern stabilisieren. 1749 wurde die Kirche renoviert; die Fundamente hatten sich verlagert. 1890 stand die Kirche vor dem Einsturz und wurde auf Anordnung der Baupolizei geschlossen. Man riss die Kirche bis auf den Turm und den Chor ab. Für 105 000 Mark sollte der vom Architekten Frey aus Stuttgart entworfene Neubau entstehen. Zur Finanzierung wurden zwei Lotterien aufgelegt. In Öhringen entstand dazu ein Hilfskomitee, das u. a. einen Hilferuf für Pfedelbach veröffentlichte. Im Jahre 1963 baute man einen neuen Glockenstuhl ein und ersetzte die schweren Stahlglocken durch leichtere Bronzeglocken. 1992 war Einweihung der neuen Orgel. Die Gruft der Gräfin Christina Juliana, deren Epitaph sich an der Nordseite des Chores befindet, wurde im Jahre 1999 bei der Renovierung der Heizungsanlage hinter dem Altar wieder aufgefunden.

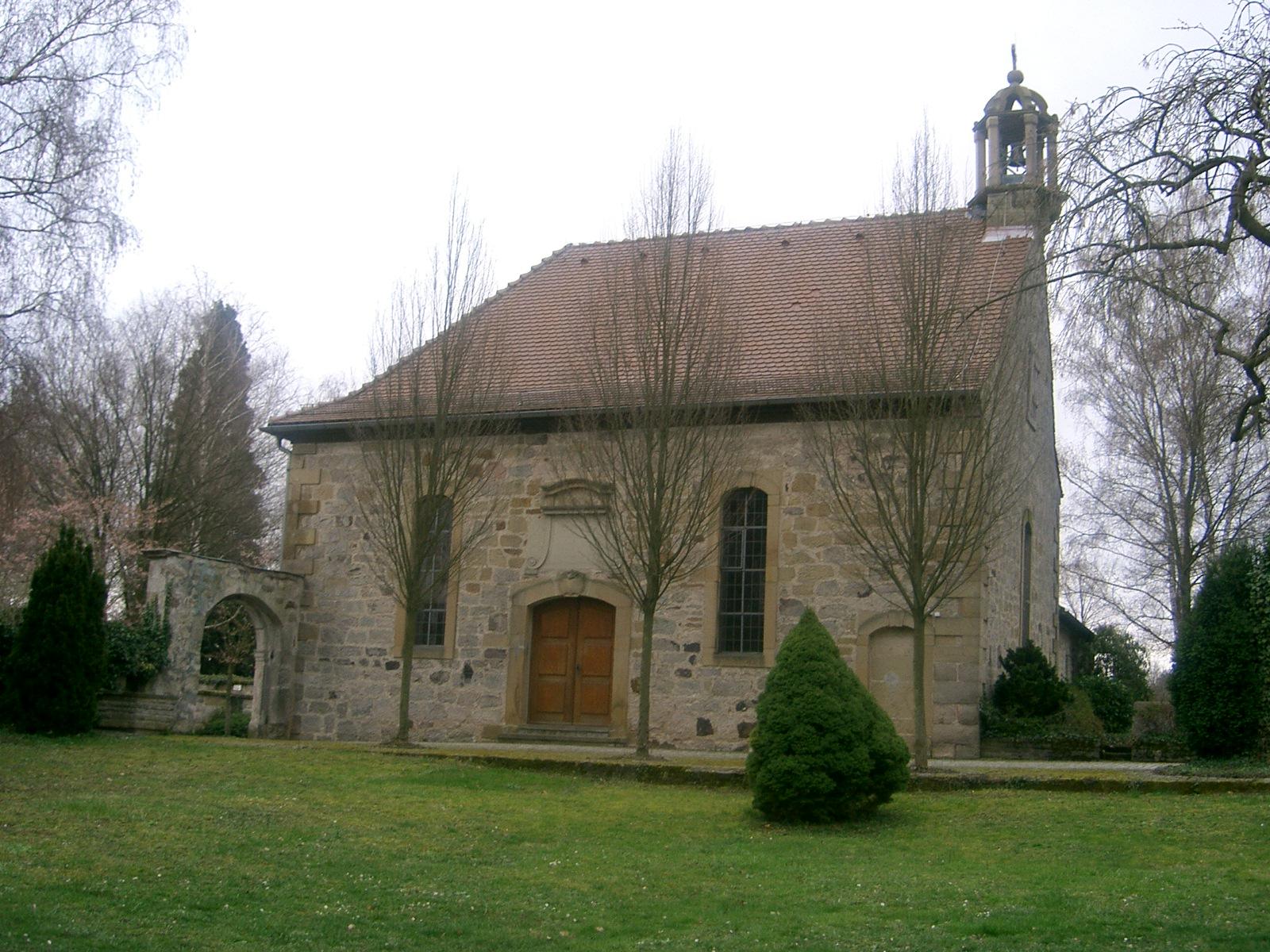
Friedhofskapelle Zum heiligen Grab

- Auf dem evangelischen Friedhof begann man 1679 mit dem Bau einer Kapelle, zur Grundsteinlegung erhielt sie den Namen Zum heiligen Grab, mit Bezug zur Grabeskirche in Jerusalem. Der Bau war 1681 vollendet und wurde unter Anteilnahme Einheimischer und Fremder feierlich eingeweiht. Auf der Kapelle saß ein Türmchen mit einer zentnerschweren Glocke, finanziert vornehmlich aus Kollekten. Der Bau wurde aber offensichtlich sehr liederlich ausgeführt. Schon 1751 war er so baufällig, dass ein Einsturz zu befürchten war, weshalb man die Kapelle abbrach. Kollektanten gingen auf die Reise, um Zuschüsse und Spenden für den Neubau einzuwerben. Doch erst 1759 konnte der Grundstein für die Nachfolgekapelle gelegt werden.

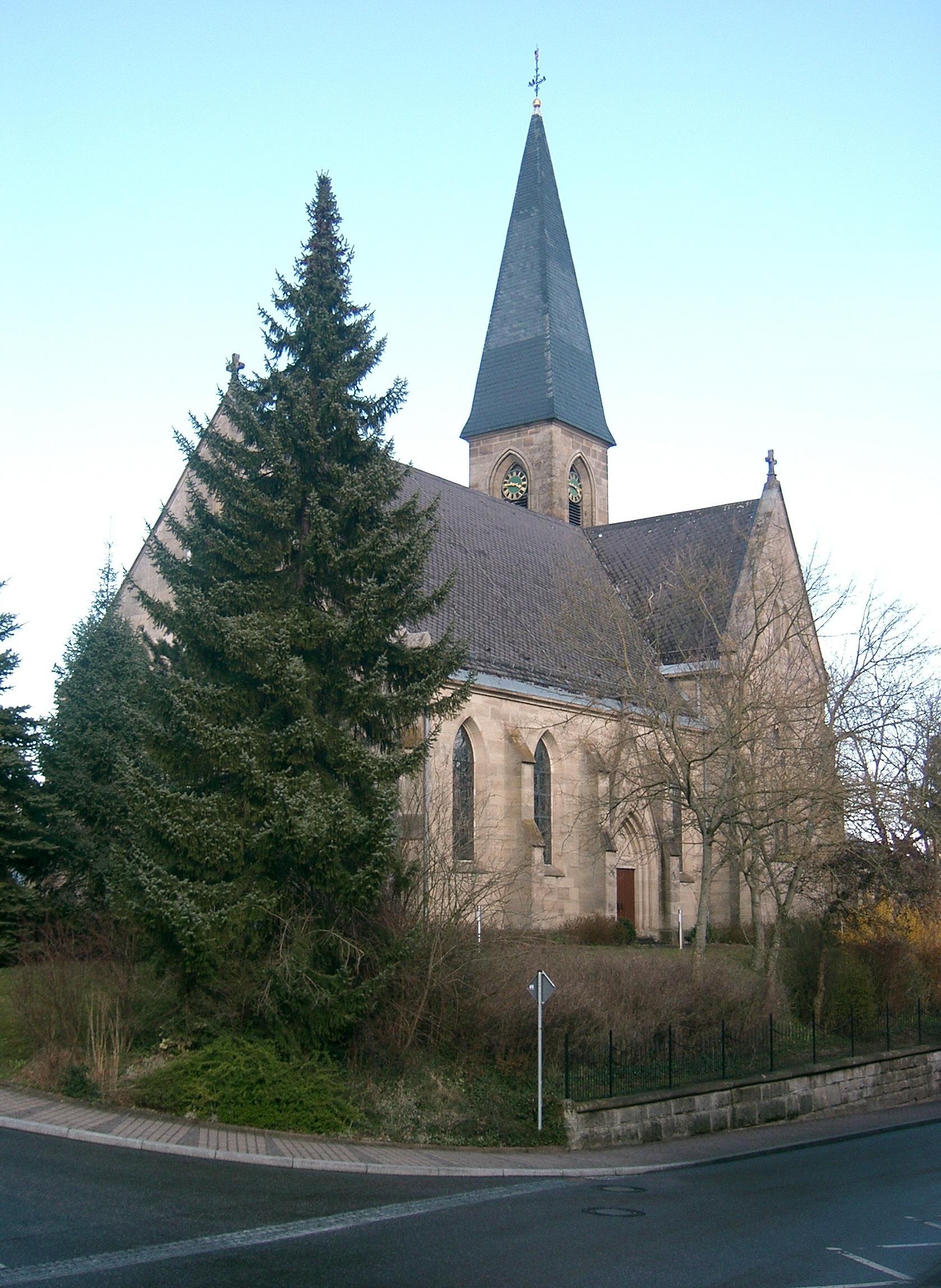
Katholische Kirche St. Petrus und Paulus

- Katholische Kirche St. Petrus und Paulus, von 1888 an nach Plänen des Architekten Pohlhammer in der Windischenbacher Straße erbaut. Der verbaute weiße Kalksandstein stammt vom Strohberg bei Untersteinbach, das Steinmaterial der Nordseite aus den Buchhorner Steinbrüchen. Das Geläute gossen Petit & Gebr. Edelbrock in Gescher, es kostete 4000 Mark. Die Gesamtkosten des neogotischen Gebäudes beliefen sich auf 90 000 Mark. Am 30. August 1888 konsekrierte Weihbischof Wilhelm von Reiser bei regem Andrang die Kirche. Im Zweiten Weltkrieg wurden die drei Chorfenster bei Artilleriebeschuss zerstört. An der Nordseite sind heute noch Beschädigungen durch den Beschuss sichtbar.

### Ehemaliges Wasserschloss

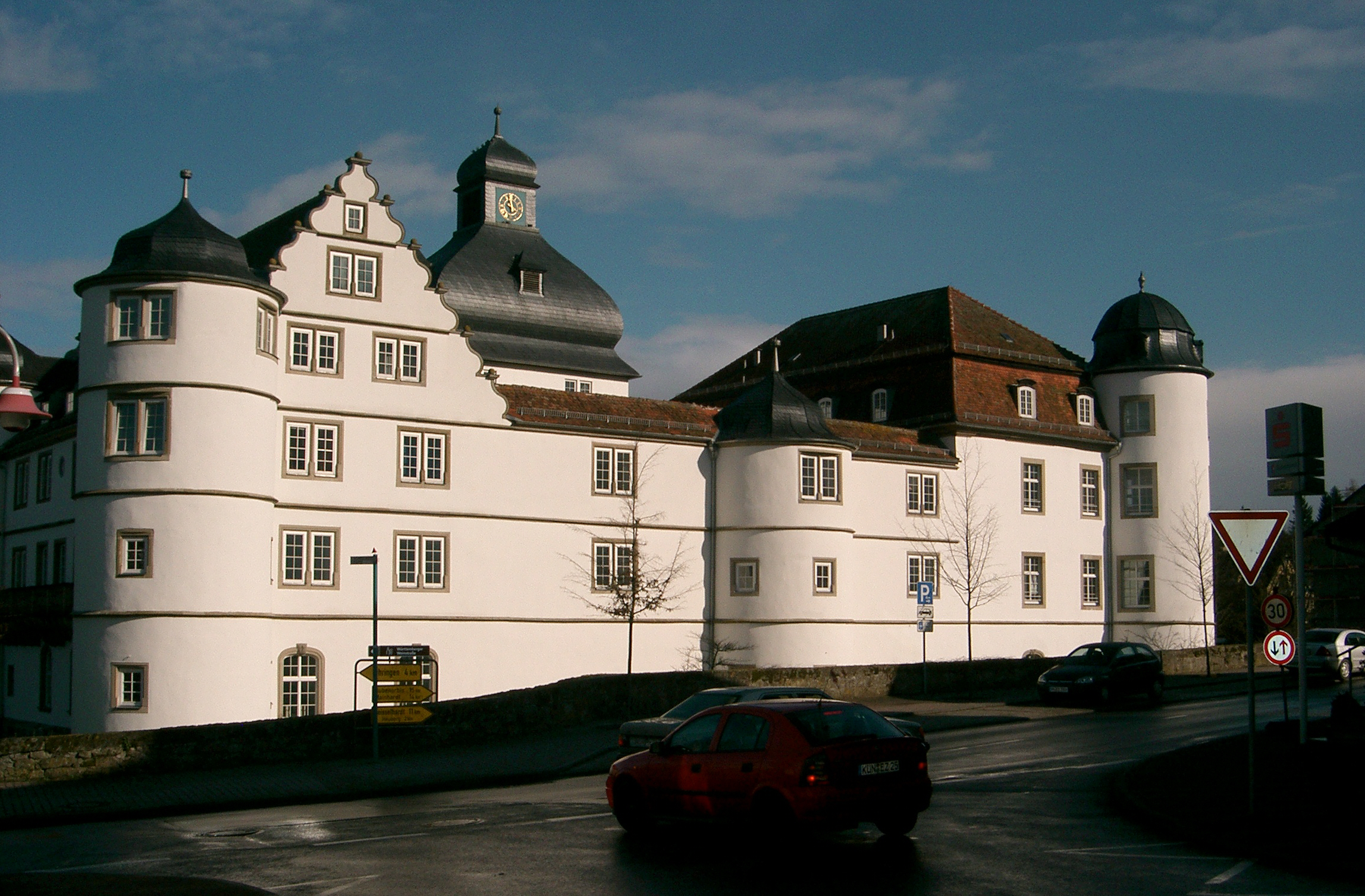
Das Pfedelbacher Schloss
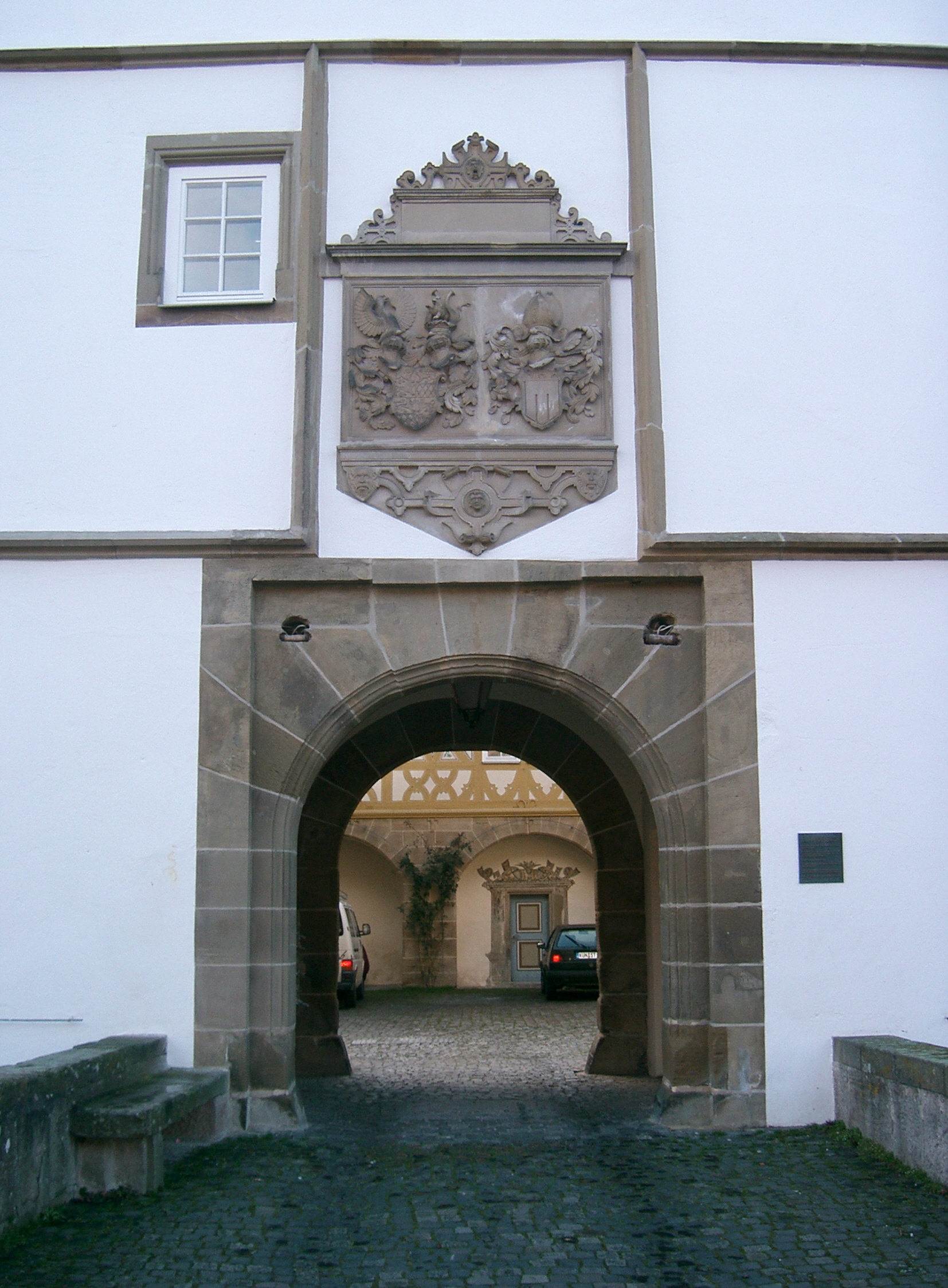
Das Tor zum Pfedelbacher Schloss mit Wappenportal
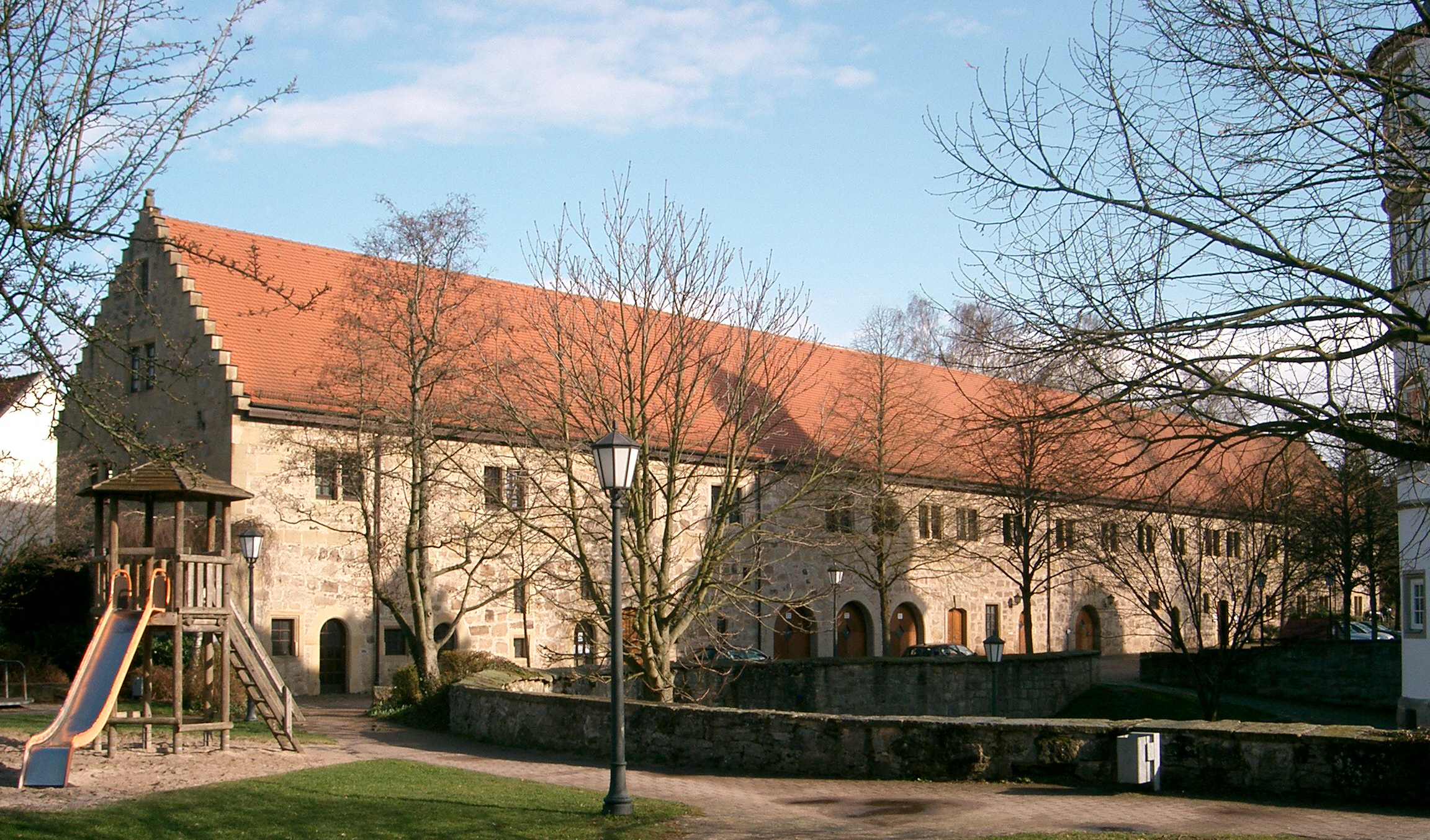
Das Marstallgebäude am Pfedelbacher Schloss
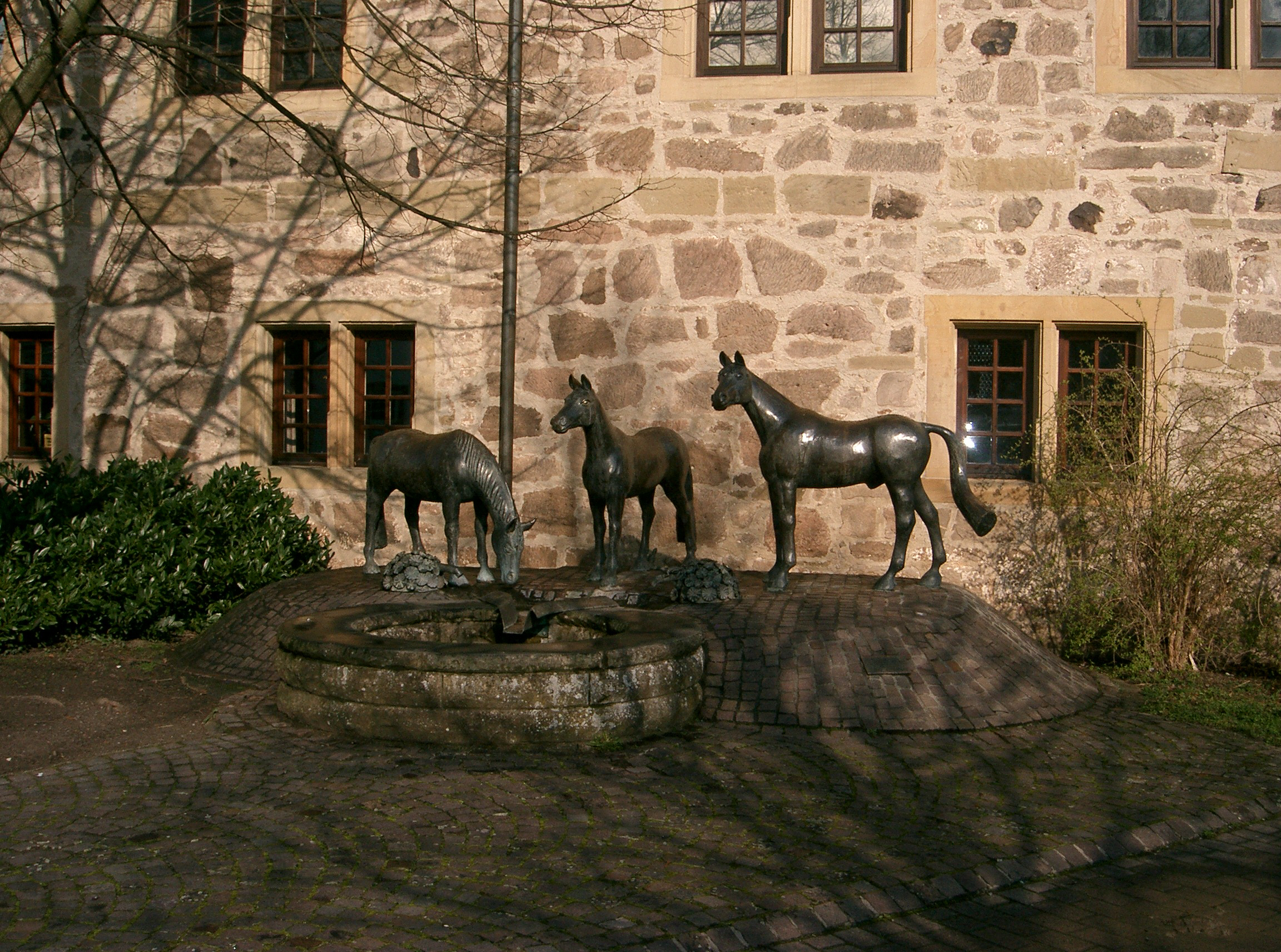
Der Pferdebrunnen vor dem Marstallgebäude
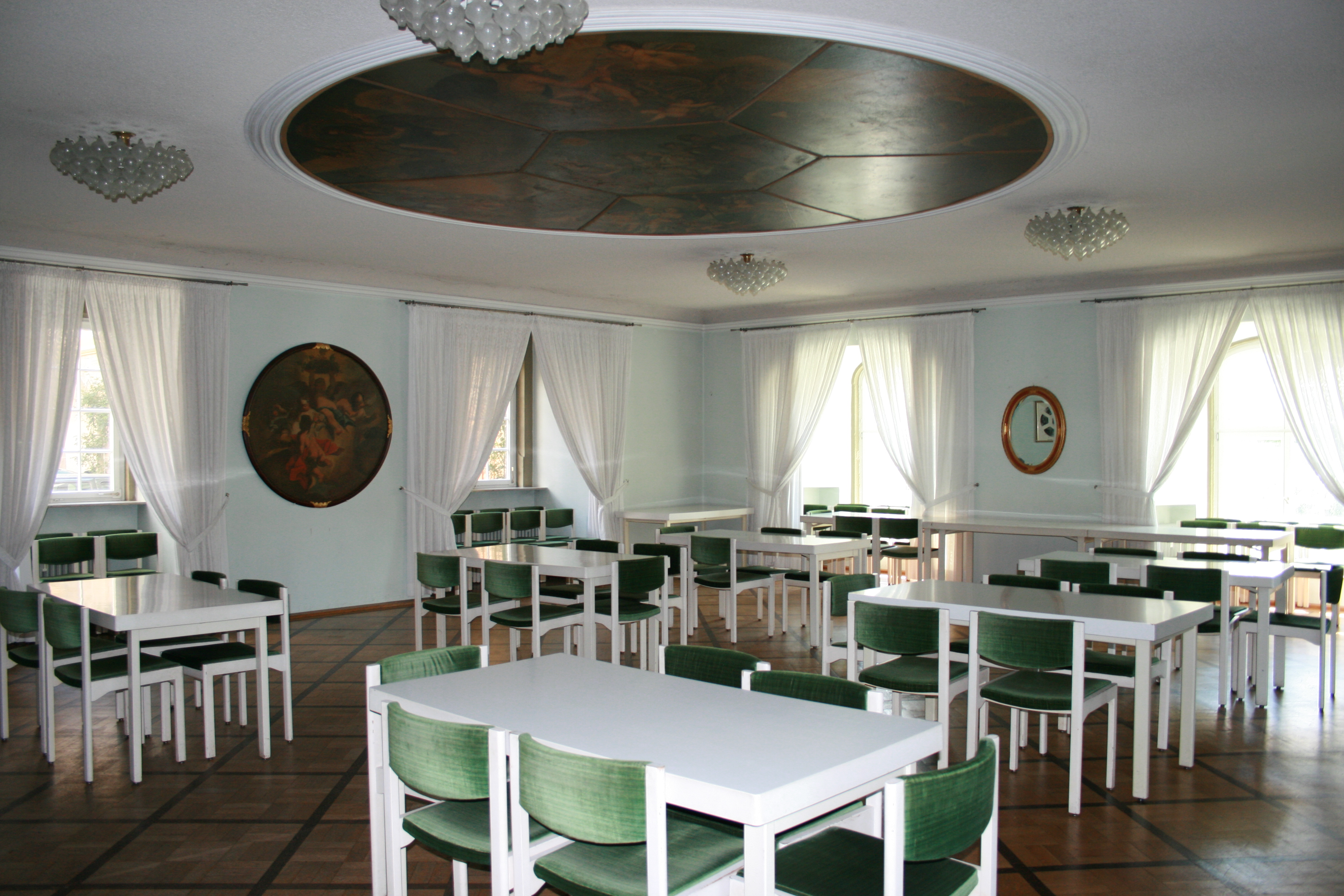
Der Bürgersaal mit Gemälden von Creutzfelder
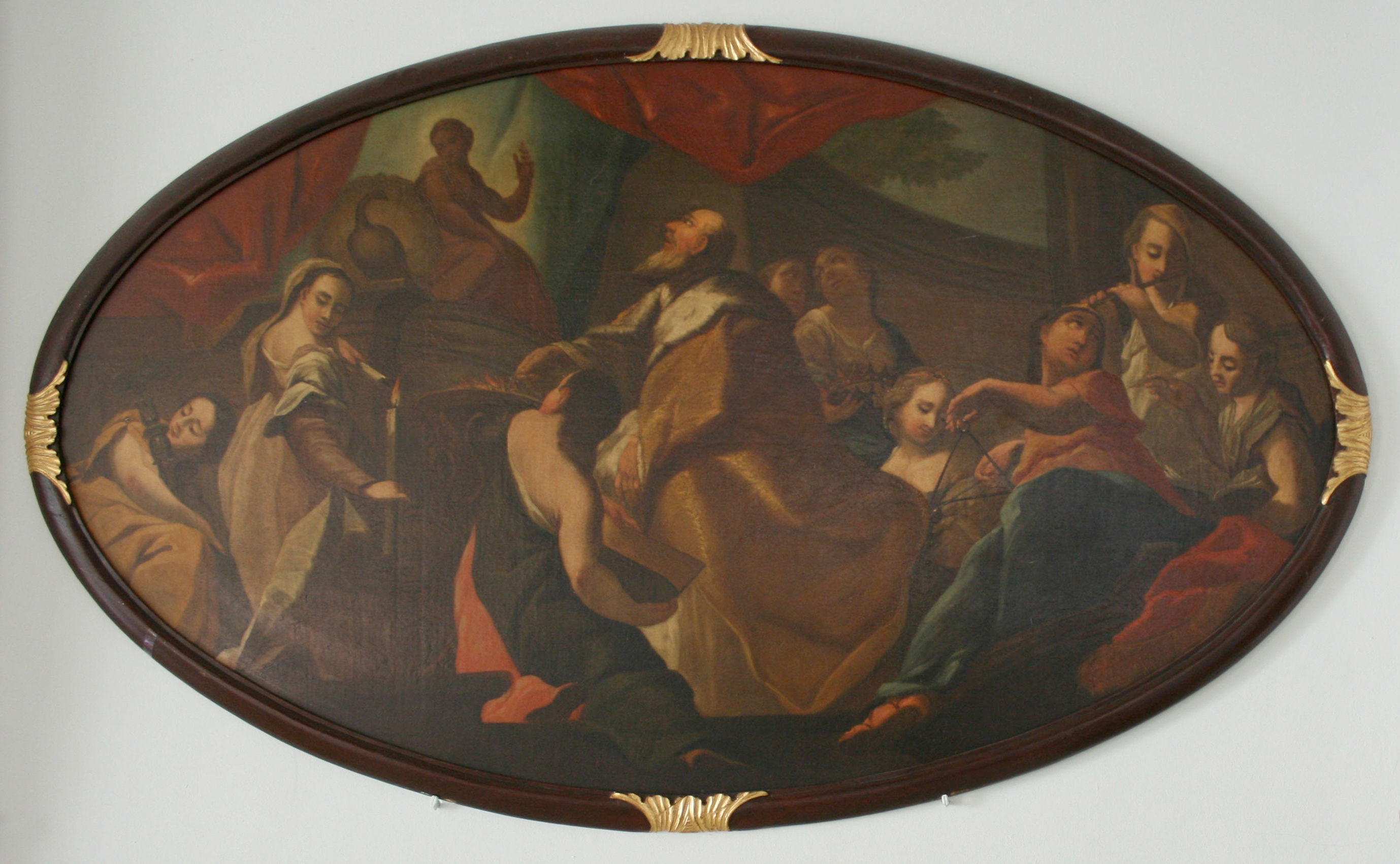
Gemälde von Joachim Georg Creutzfelder
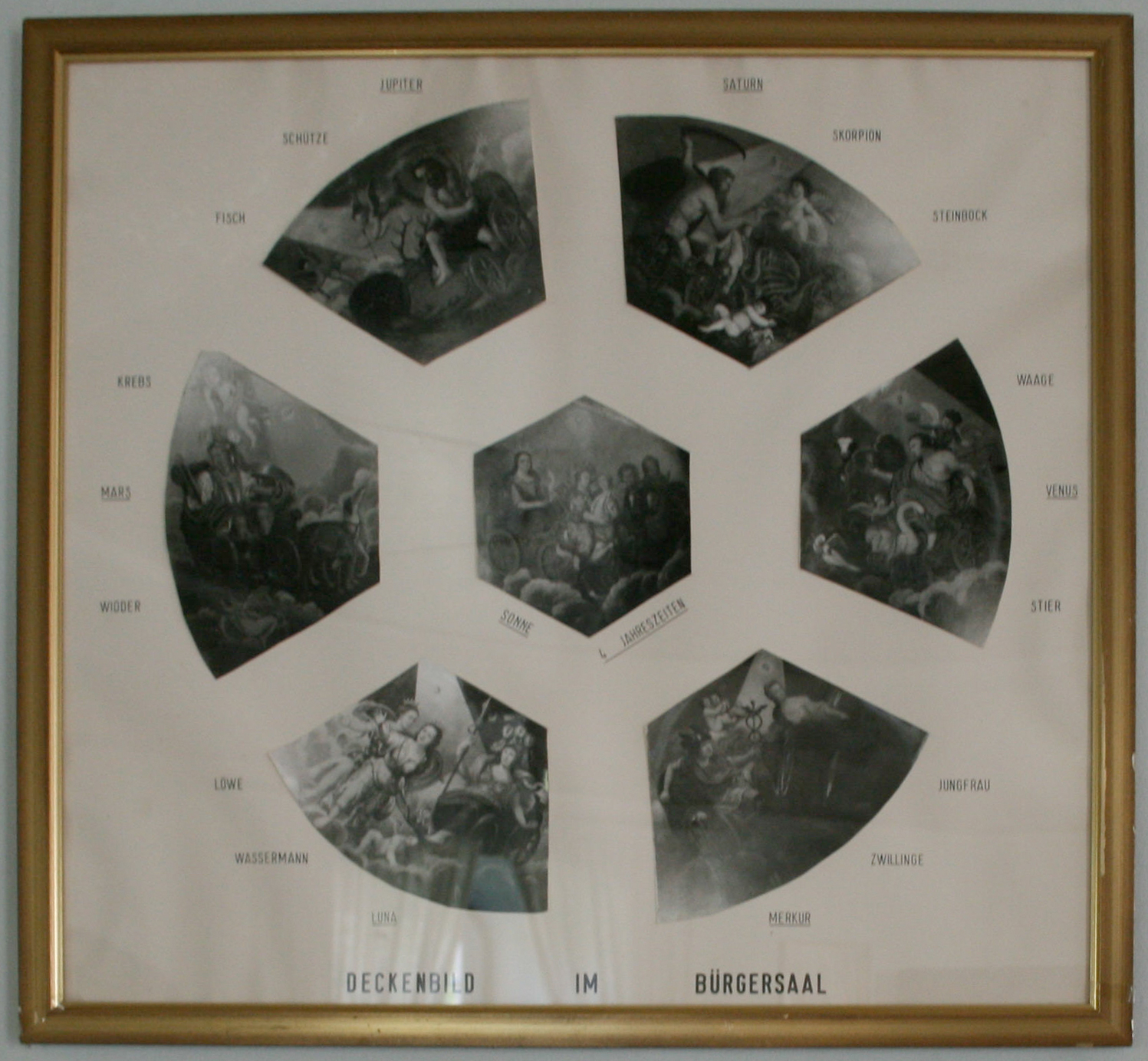
Erklärung des Deckgemäldes im Bürgersaal des Pfedelbacher Schlosses
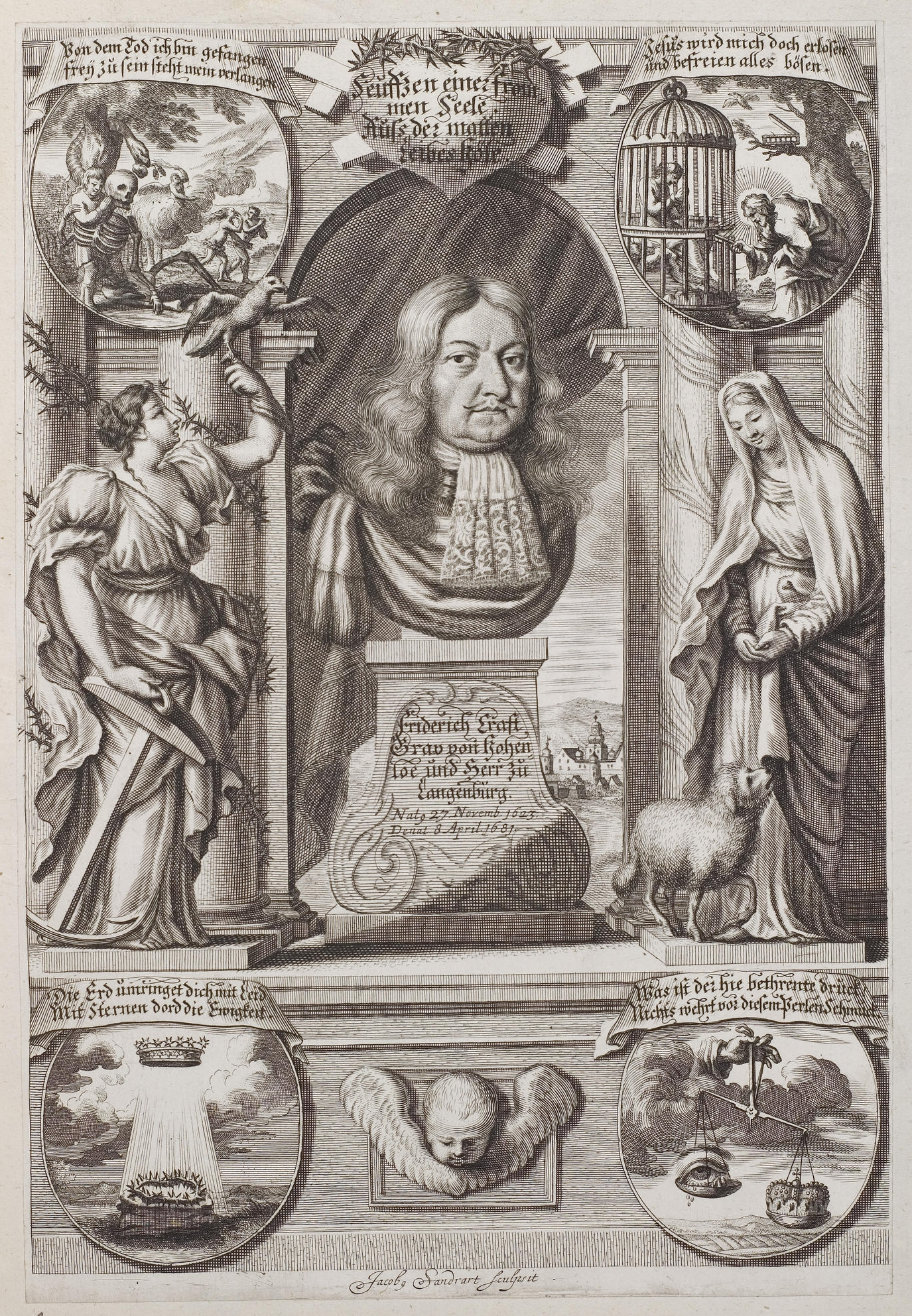
Graf Friedrich Kraft von Hohenlohe-Pfedelbach, 1623–1681

Weil das Klima dort milder war als oben in seinem Schloss in Waldenburg, erbaute von 1568 bis 1572 Graf Eberhard von Waldenburg als seinen Wintersitz das einstige Wasserschloss in Pfedelbach, auf den Mauern einer vorhergehenden Ministerialenburg, ebenfalls einer Wasserburg. Die charakteristischen Ecktürme weisen die Anlage erkennbar als einen Bau aus der Mitte des 16. Jahrhunderts aus.
Wie viele andere Hohenloher Residenzschlösser wurde das Gebäude um einen Viereckhof errichtet, im Stil der Renaissance. Im Innenhof des Schlosses erkennt man Anklänge an toskanische Schlossbauten mit Arkaden. Am östlichen Flügel liegen im Innenhof zwei Umgänge übereinander. Aufwändige Ranken- und Blütenmalereien zieren die Gefache des Schlosses. Während des Hohenloher Kultursommers finden Veranstaltungen im Schlosshof statt.
Die prächtige Schlosskapelle, die gelegentlich für Hochzeiten und Konzertveranstaltungen genutzt wird, richtete 1732 Graf Ferdinand von Hohenlohe-Bartenstein an der Stelle der alten Backküche ein. Von 1811 bis 1888 diente die Schlosskapelle als katholische Pfarrkirche.
Über dem Wappenportal an der Eingangsseite des Schlosses hängt ein Allianzwappen Hohenlohe-Tübingen. Es geht zurück auf den Erbauer des Schlosses, vermählt mit Agathe, Gräfin von Tübingen. Die Grabtafel des Paares ist in der Stiftskirche Öhringen.
Das Schloss Pfedelbach war lange Zeit Amtsort und Witwensitz des Hauses Hohenlohe. Die Gemeinde Pfedelbach erwarb das Schloss 1962 und renovierte es; in den Jahren 2005 und 2006 wurde es grundlegend saniert. Den Bürgersaal nutzt man heute als Sitzungssaal und Veranstaltungsraum. Im Bürgersaal befindet sich neben anderen Gemälden ein Deckengemälde von Joachim Georg Creutzfelder sowie eine Kopie des Öhringer Stiftungsbriefes von 1037. Im Schloss sind auch zahlreiche Privatwohnungen eingerichtet. Dem alle drei Jahre wiederkehrenden Pfedelbacher Schlossfest gibt das Schloss sein passendes Ambiente.

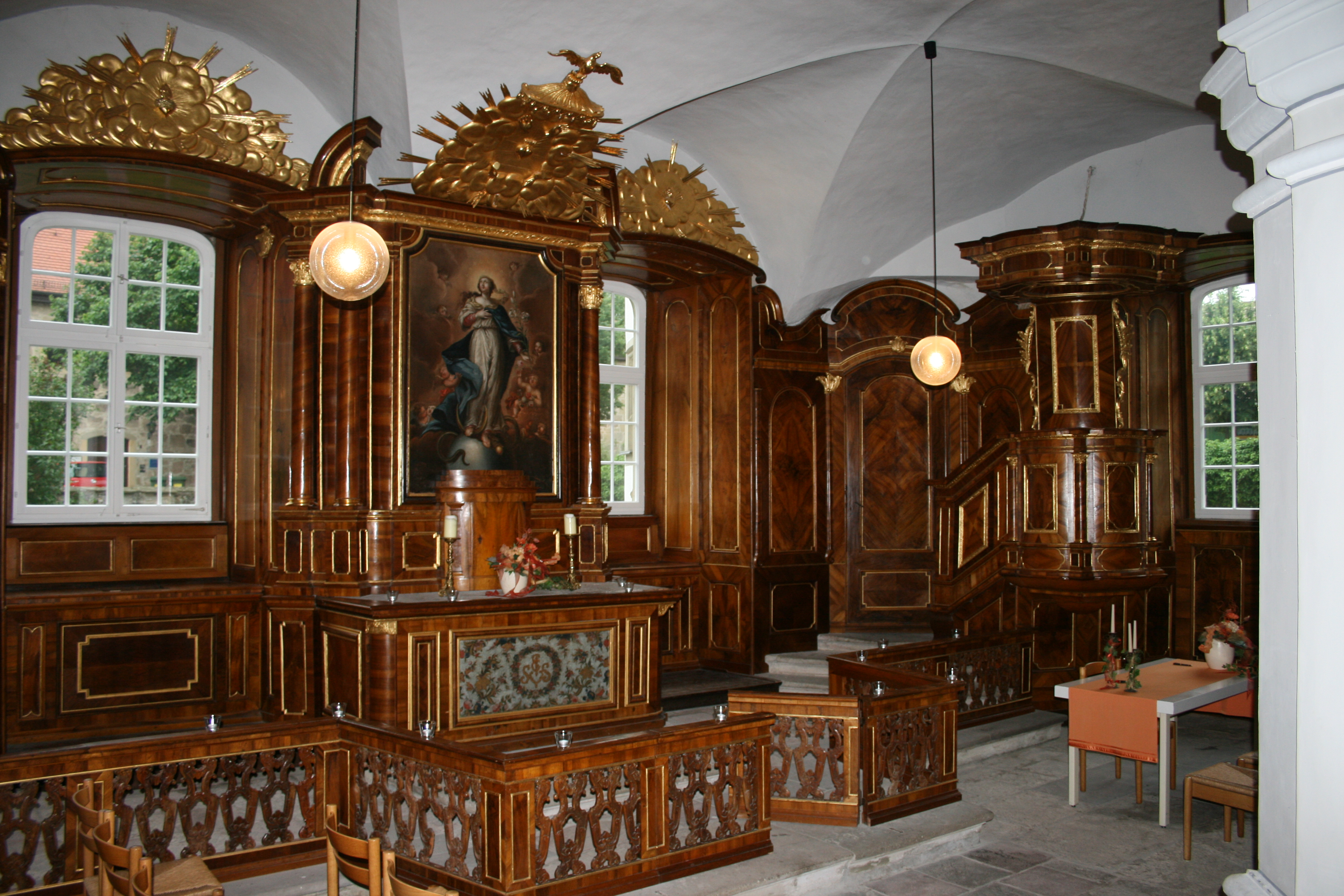
Die Schlosskapelle, Altarseite
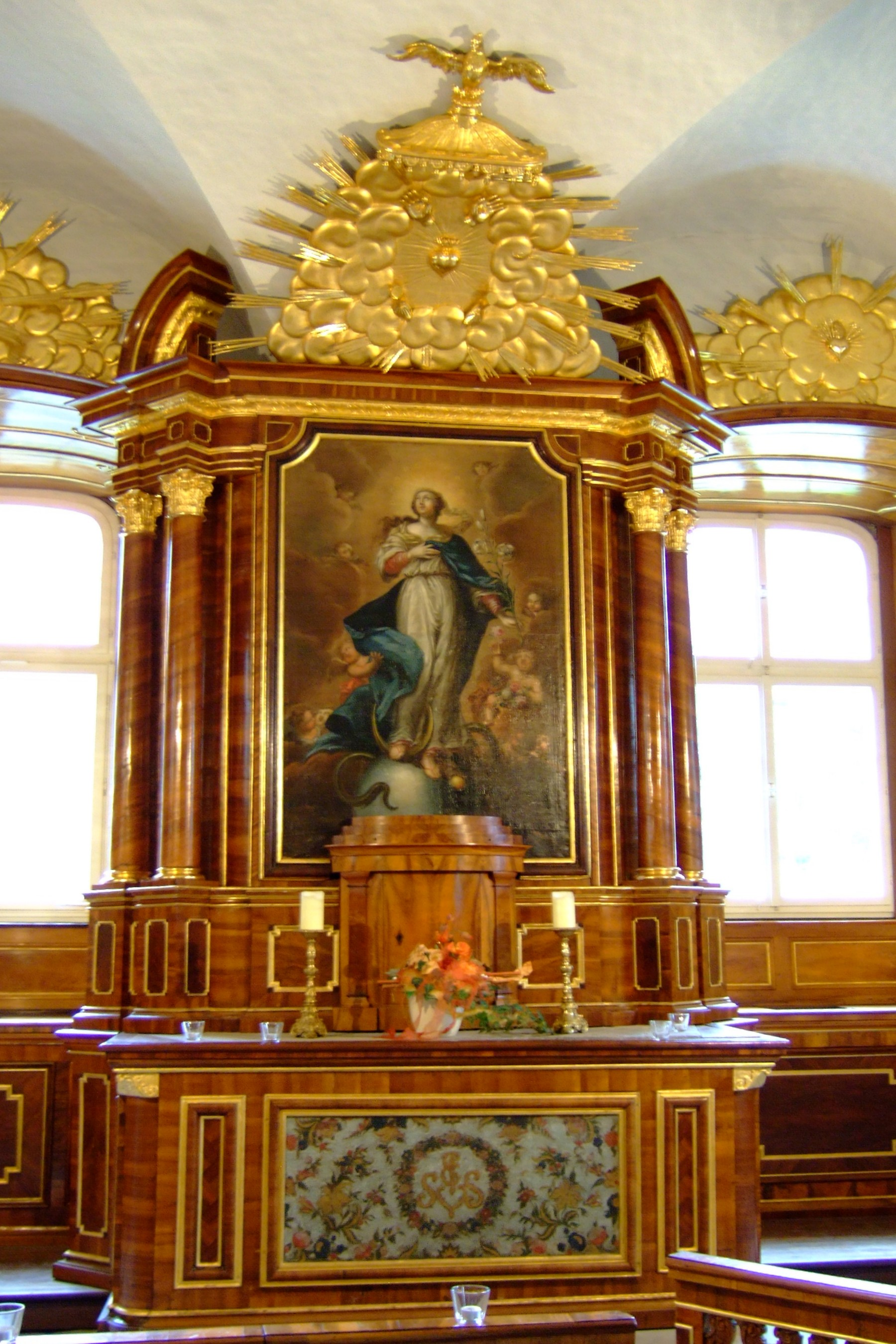
Der Altar in der Schlosskapelle
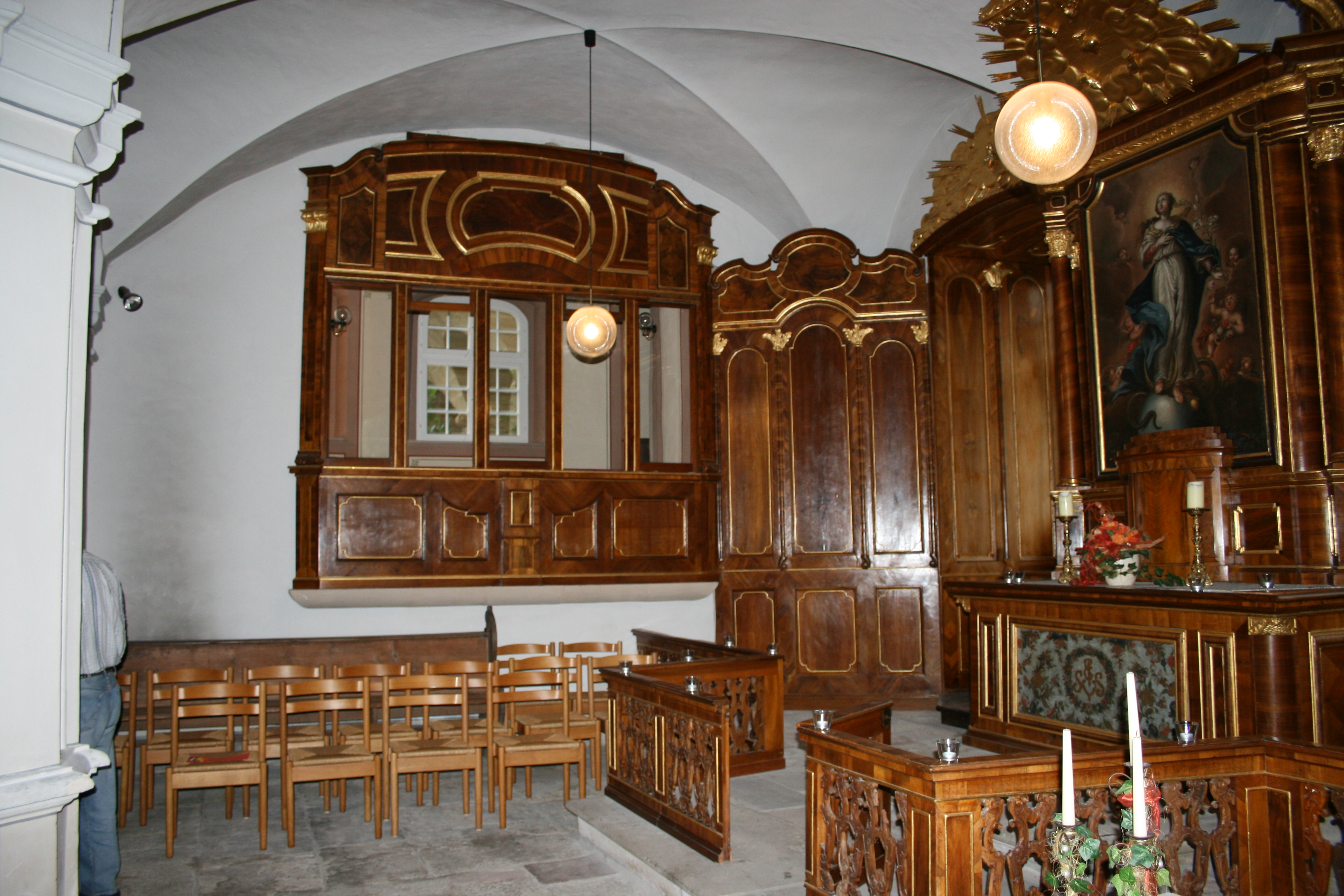
Blick auf die Fürstenloge
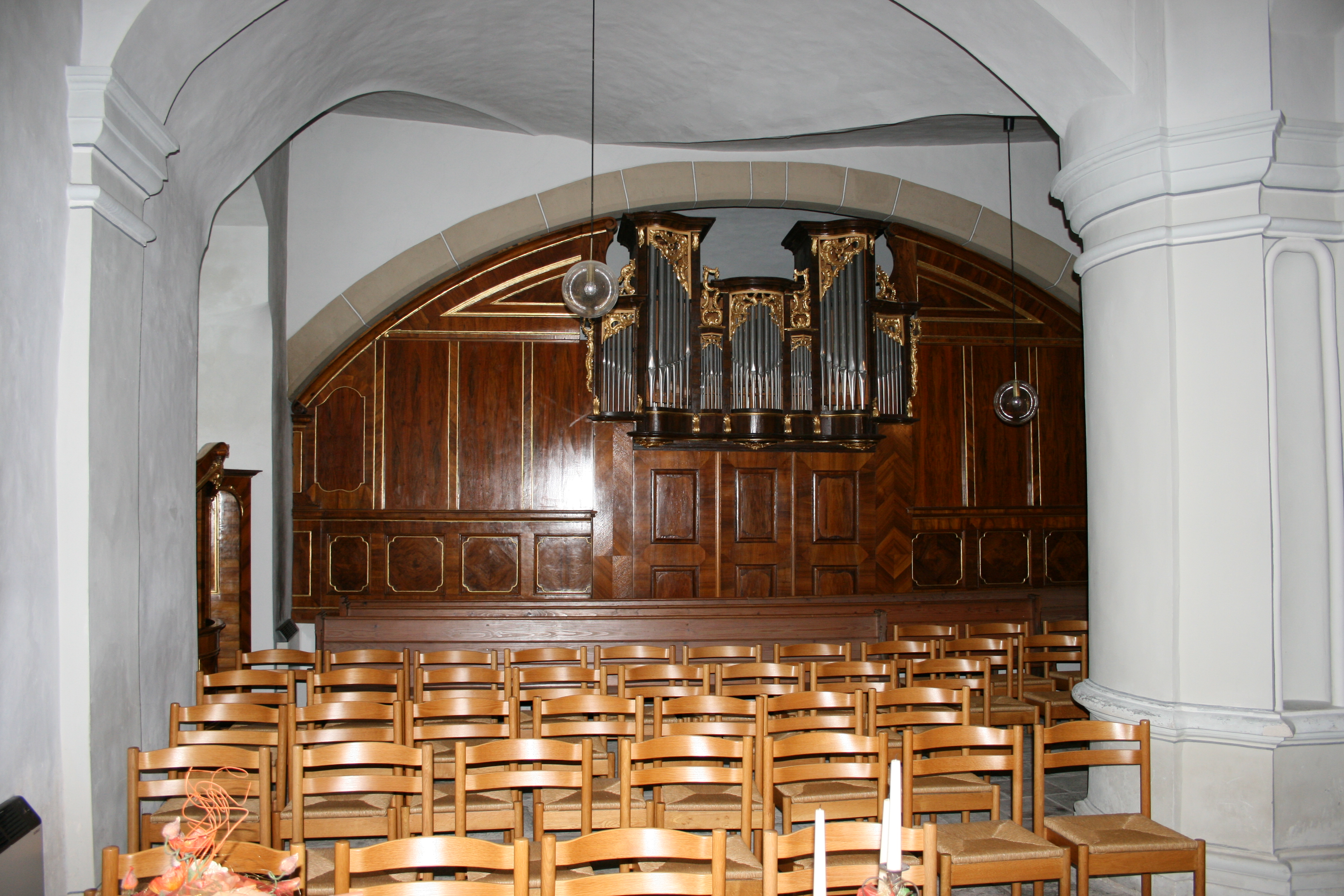
Blick zur Orgel

### Weltkulturerbe Limes

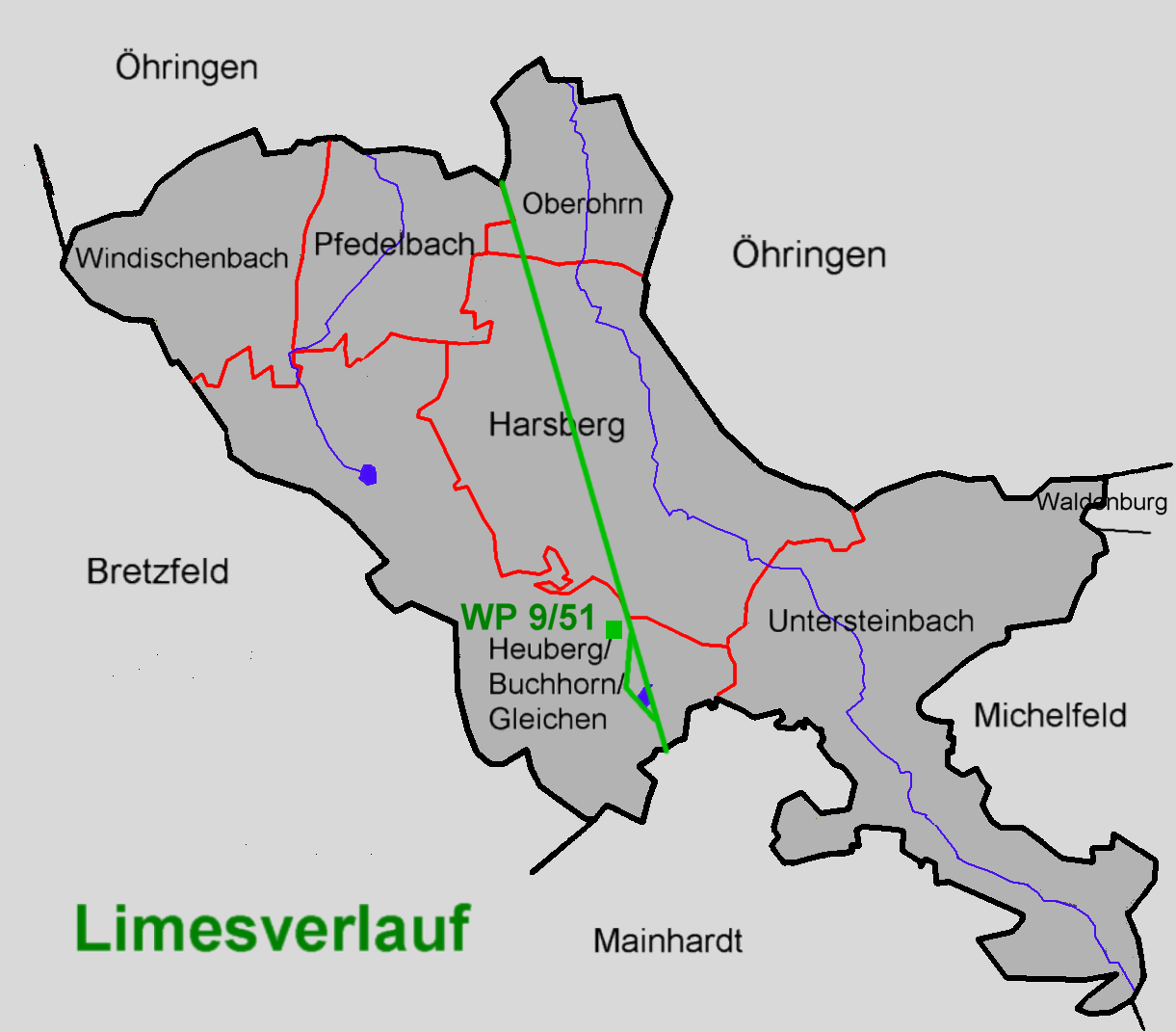
Der Limesverlauf in Pfedelbach

Pfedelbach wird vom ab 50 n. Chr. von den Römern errichteten Obergermanisch-Raetischen Limes durchzogen, der das neu eroberte Gebiet zwischen Rhein und Donau durch eine von Truppen bewachte und befestigte Grenze sichern sollte.
Auf Pfedelbacher Markung lagen insgesamt 20 Wachposten (WP 9/37 bis 9/56) dieser Grenzlinie, von denen Nr. 9/51 der bekannteste ist, der Sechseckturm bei Gleichen am Rande der Beckemer Ebene (420 m ü. NN). Die sechseckige Form des Turmes war ungewöhnlich, seine Mauerdicke betrug einen vollen Meter, und er dürfte auch höher als die gewöhnlichen Türme gewesen sein. Er diente vermutlich als vorab errichteter Markpunkt beim Limesbau. Der Turm wurde im Jahre 1893 ausgegraben. Es handelt sich um den einzigen derartigen Turm an diesem Limesabschnitt. Bei klarer Sicht reichte der Blick nach Norden weit über die Hohenloher Ebene hinaus bis zum etwa 45 km entfernten Kastell Hönehaus. Auch nach Süden ließ sich ein Großteil der Hochfläche Richtung Mainhardt überblicken. Man erreicht seinen Standort auf einem Wanderweg von ungefähr 1 km vom Wanderparkplatz in Untergleichen. Von ihm aus zog sich der Limes einst in gerader Linie Richtung Nordnordwesten, vorüber an Oberhöfen, durch Baierbach, über die Hofäcker, Wacholder, über den Cappelrain nach Öhringen, während er hier in der Gegenrichtung, eine Ausnahme im gesamten Verlauf bis Welzheim, durch einen Bogen eine steile Schlucht umgeht. Um den einstigen Turm herum, von dem der Sockel sichtbar ist, zeichnen sich Graben und Wall noch gut im Gelände des Gleichener Waldes ab. Digitale Geländemodelle, die auf Basis von im Jahr 2009 bei Lidar-Messflügen erhobenen Daten erzeugt wurden, zeigen im Bodenrelief in der Nähe des Gleichener Sees zwei Bauwerke, es könnten dem Grundriss nach römische Kleinkastelle sein. Der Obergermanisch-Raetische Limes ist ein Bodendenkmal und seit 2005 Weltkulturerbe der UNESCO. Betreut wird er von den Limes-Cicerones. In Pfedelbach verläuft längs seiner Trasse der Limes-Lehrpfad Mainhardter Wald. Das Limes Diorama kann während der üblichen Öffnungszeiten im Rathaus besichtigt werden.

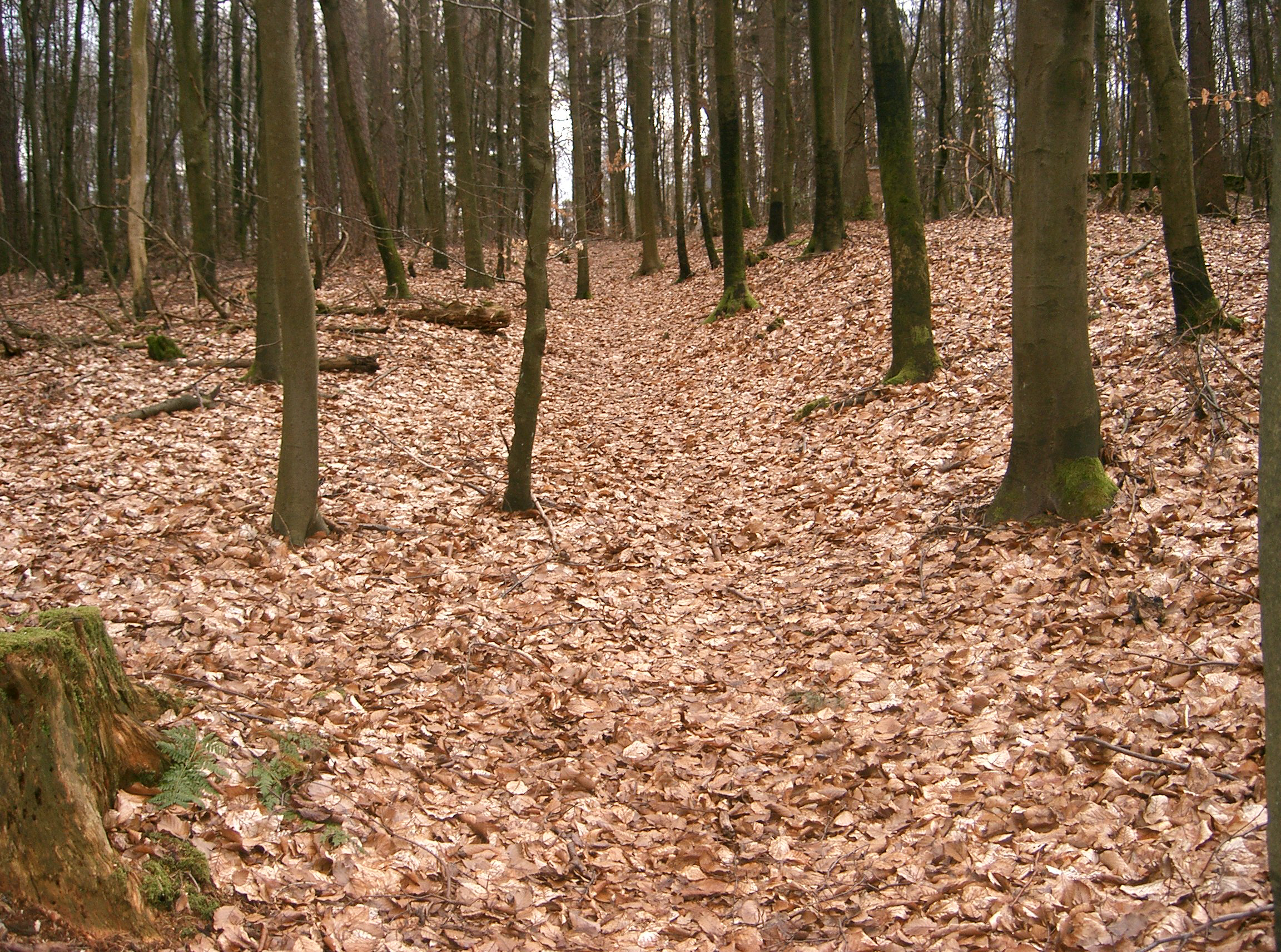
Limes in Pfedelbach-Gleichen
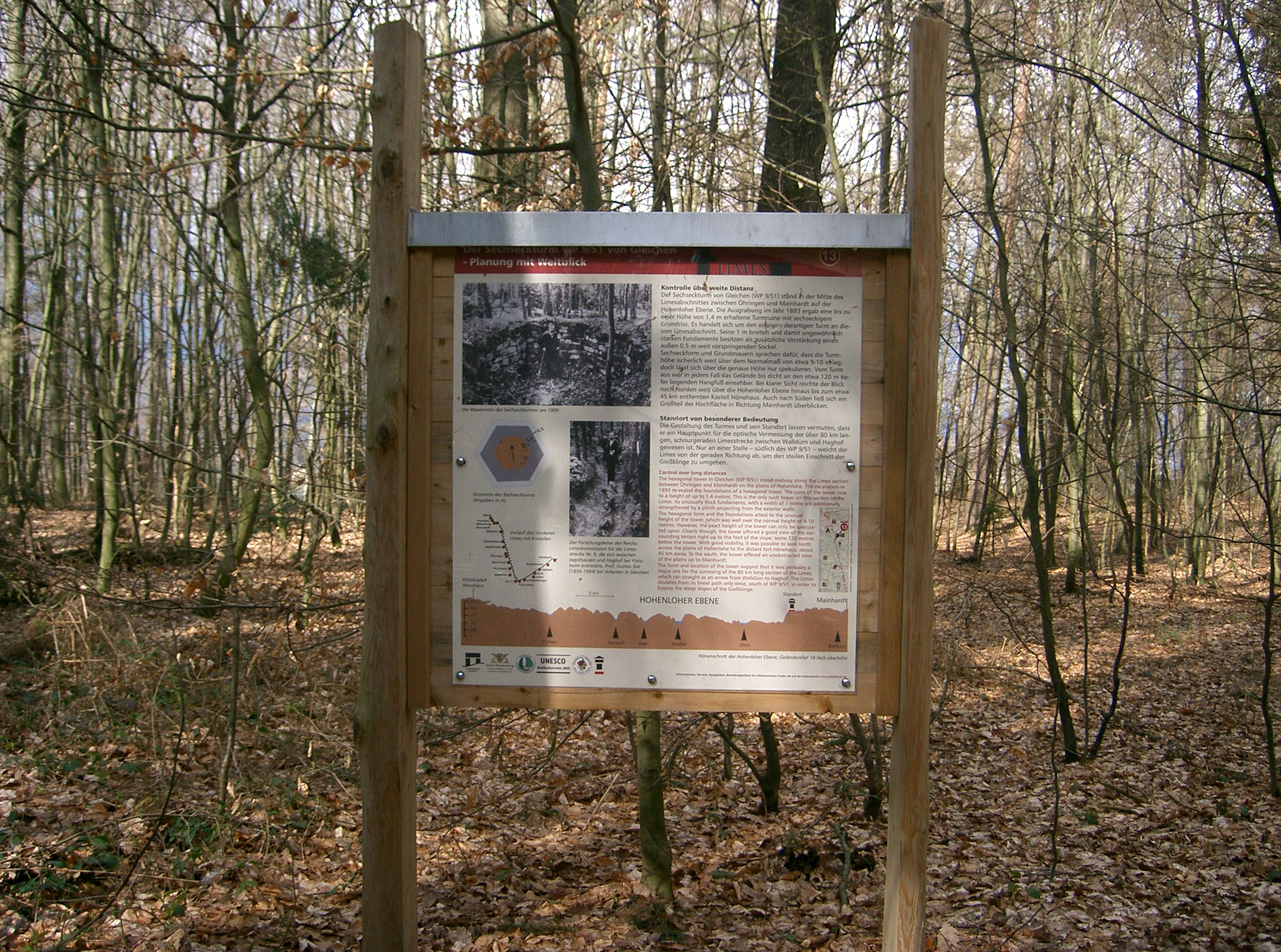
Informationstafel des Limes-Lehrpfades am Sechseckturm in Gleichen
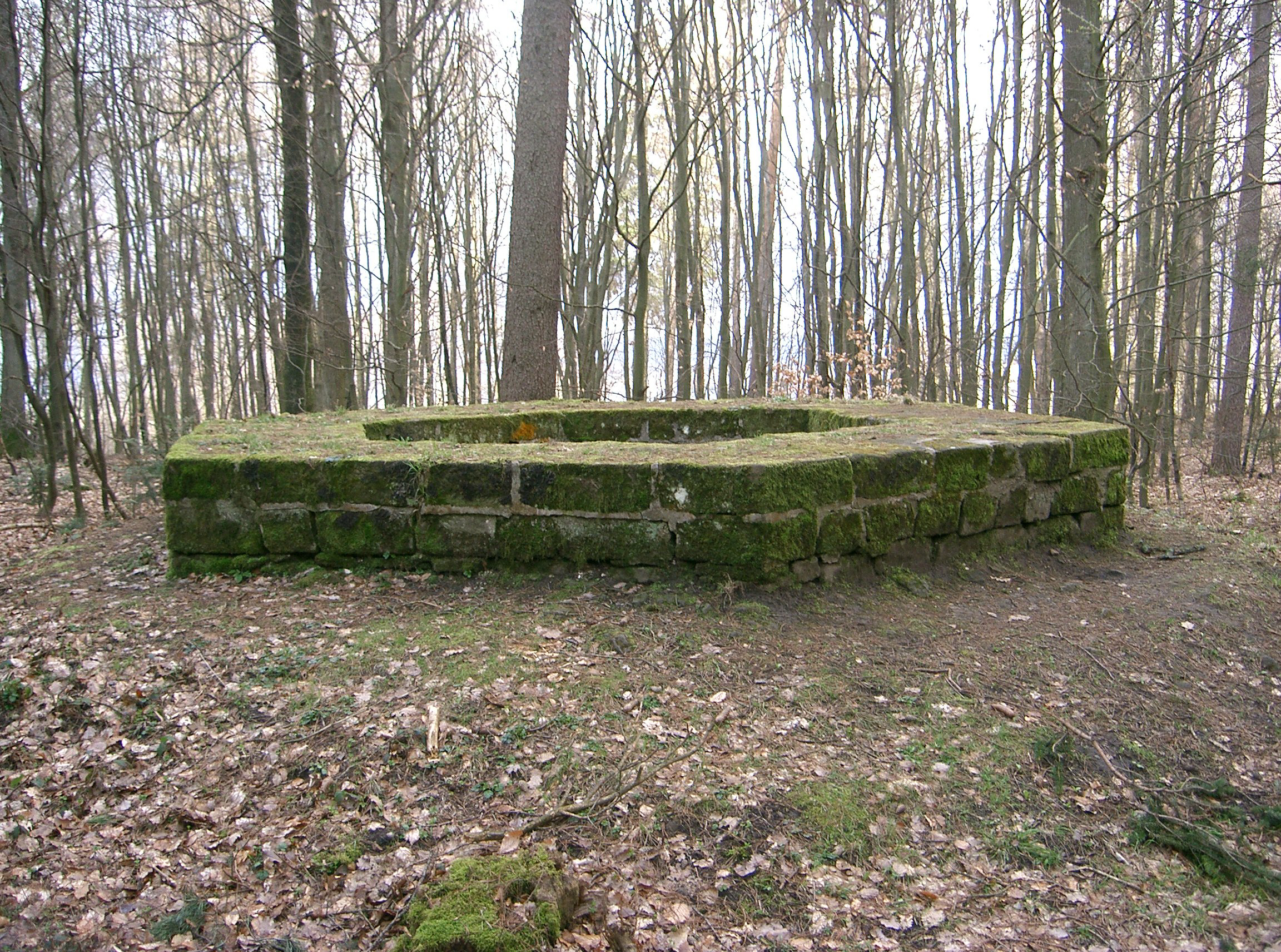
Fundament des Sechseckturms (WP 51) in Gleichen
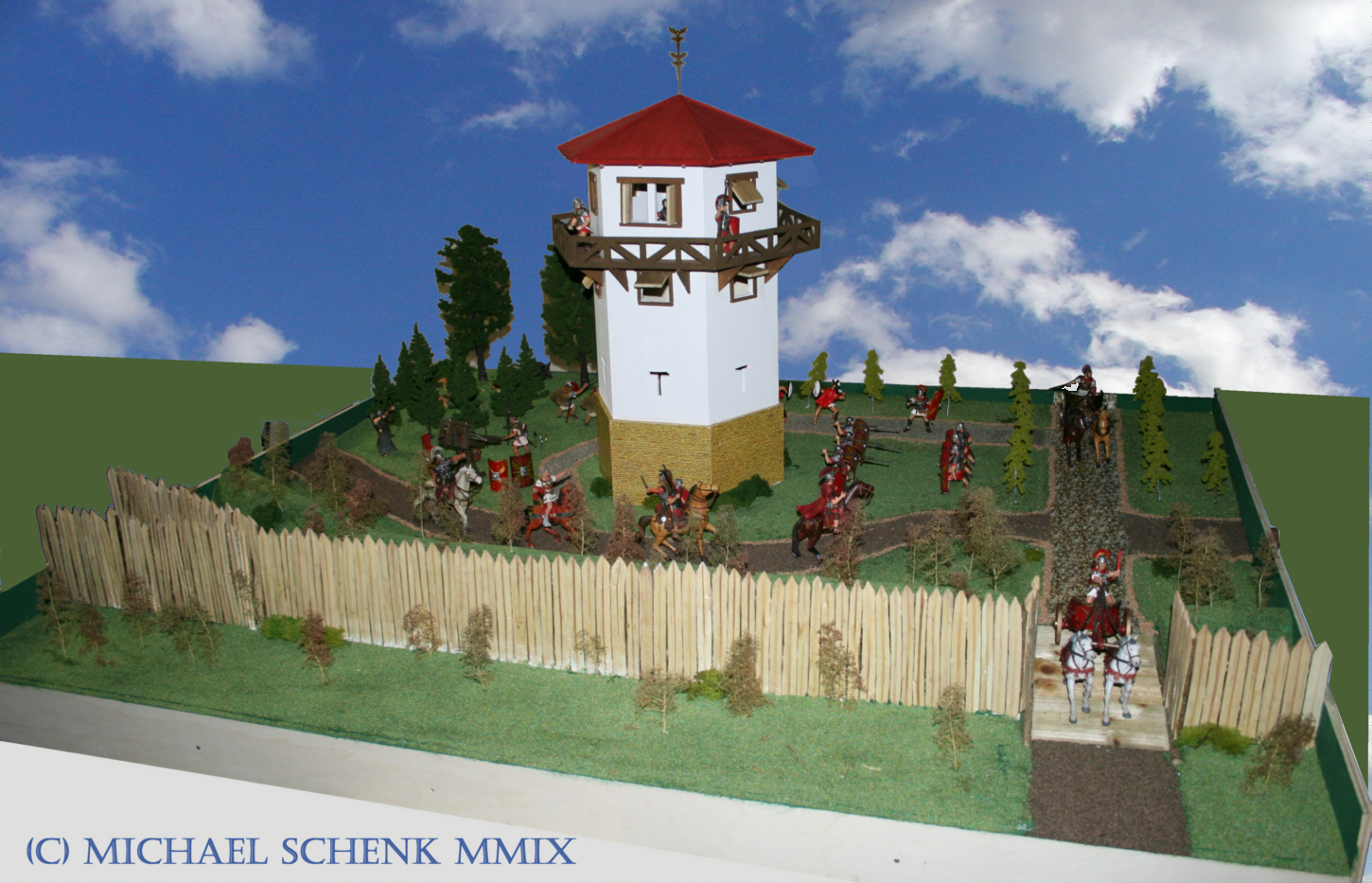
Diorama des Sechseckturms von Michael Schenk
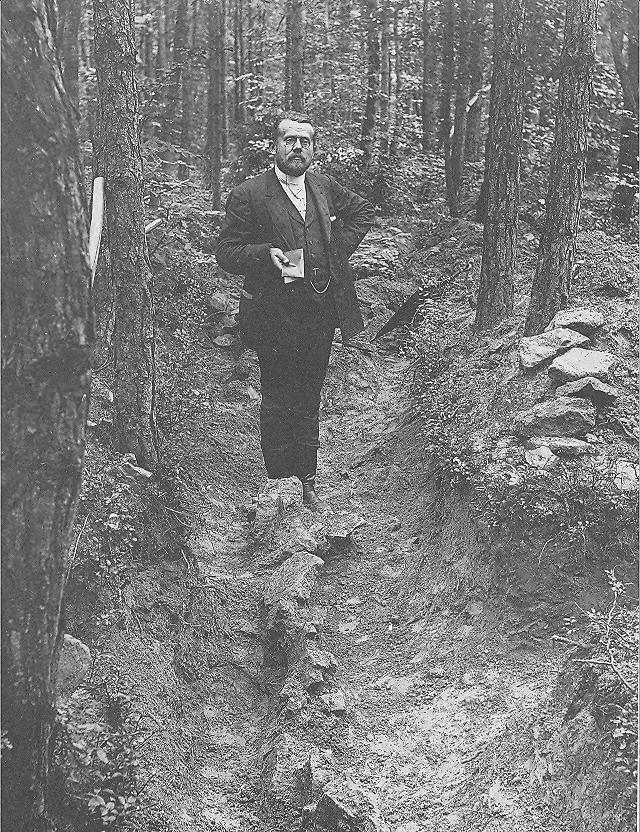
Gustav Sixt, Gelehrter und Archäologe, im Palisadengraben bei Gleichen

### Lehrpfade
- Der Limes-Lehrpfad Mainhardter Wald beginnt in Gleichen
- Der Weinbaulehrpfad in Harsberg
- Der Philosophenweg in Harsberg
- Die Destillatswege in Windischenbach, Pfedelbach Baierbach und Oberohrn[29]

### Sport
Der TSV Pfedelbach 1911 e. V. ist mit 1510 Mitgliedern der größte Verein in Pfedelbach. Der TSV Pfedelbach gliedert sich in die Abteilungen Fußball, Handball/Badminton, Tennis, Kegeln, Turnen/Leichtathletik und Tischtennis. Seit dem Jahre 2008 steht dem TSV Pfedelbach mit dem neuen Sportplatz unterhalb der Sporthalle An der Schanz ein Kunstrasenspielfeld zur Verfügung. Dem Verein gehört Wolfgang Walz, DFB-Schiedsrichter seit 1998, an. Der TSV Untersteinbach 1946 e. V. hat ca. 730 Mitglieder. Neben Fußball, Tennis und Turnen besteht eine Volleyballabteilung. Dem TSV Untersteinbach stehen Sportanlagen in Untersteinbach zur Verfügung. Die Sporthalle Steinbacher Tal wurde 2010 eingeweiht. Der Schützenverein Pfedelbach 1960 e. V. betreibt zusammen mit der Schützengilde Öhringen von 1520 ein Schützenhaus mit Schießanlagen in Öhringen.
- Hallenbad
- Sportanlagen mit Sportplatz, Laufbahn und Kleinspielfeld
- Tennisplätze
- Freibäder in Oberohrn und Untersteinbach

### Musik
Im Jahre 1977 wurde der Musikverein Pfedelbach gegründet. Der Musikverein ging aus einer Abteilung des TSV Pfedelbach hervor. Der Übungsraum befindet sich im Marstallgebäude. Bereits seit 1926 besteht die Blaskapelle Untersteinbach die im Bürgerhaus Untersteinbach untergebracht ist. Der Gesangverein Concordia Pfedelbach wurde 1862 als Männerchor gegründet. 1962 wurde daraus ein gemischter Chor. Der gemischte Chor Oberohrn findet im ehemaligen Rathaus übungsmöglichkeiten. Der Liederkranz Windischenbach 1854 e.V findet in der ehemaligen Kelter Unterkunft. Der Sing- und Liederkranz Untersteinbach wurde im Jahre 1857 gegründet. Den diversen Kirchengemeinden sind verschiedene Chöre und angegliedert.

### Regelmäßige Veranstaltungen
- Schlossfest. Kunst, Kultur und kulinarisches Rund ums Pfedelbacher Schloss. Alle 3 Jahre (2017, 2020) findet dieses größte Pfedelbacher Fest statt.[35]
- Pfedelbacher Bierdorf 2019. Alle 3 Jahre in Abwechslung mit dem Schlossfest und einem Ruhejahr.
- Weihnachtsmarkt. Jährlich am Wochenende des zweiten Advents veranstaltet der Handels- und Gewerbeverein Pfedelbach zusammen mit der Gemeindeverwaltung den Weihnachtsmarkt mit verkaufsoffenem Sonntag.
- Waldweihnacht in Gleichen. Jeden dritten Advent lädt der Allgemeine Bürgerverein Gleichen e. V. zur Waldweihnacht ein. Die Kinder aus Gleichen führen auf der Naturbühne ein Krippenspiel auf.
- Kinderfest mit Festumzug in Untersteinbach. In jedem ungeraden Jahr.

## Persönlichkeiten

Claudia Wieland mit einer ihr zu Ehren geschaffenen Skulptur

### Ehrenbürger
- Leonhard Klenk, Metzgermeister (1857–1933)
- Willy Scheuerle, Fabrikant (1912–1985)
- Erich Fritz, Bürgermeister (1919–1993)

### Träger der Bürgermedaille
Seit 1987 können Verdienste um das Wohl und Ansehen der Gemeinde durch die Verleihung einer Bürgermedaille gewürdigt werden. Sie wird durch Zwei-Drittel-Mehrheit des Gemeinderats verliehen, in Gold oder in Silber. Der Gemeinderat der Gemeinde Pfedelbach hat in seiner Sitzung am 6. Mai 2014 die Änderung der Richtlinien beschlossen. Demnach gibt es nur noch eine einheitliche Bürgermedaille.
Bisher sind Inhaber der Bürgermedaille:
- 20. November 2014 Wilfried Uhlmann, Ortschaftsrat, Ortsvorsteher der Ortschaft Oberohrn und Fremdenführer
- 20. November 2014 Achim Mischke, Gemeinderat, 1. bzw. 2. stellv. des Bürgermeisters, Fraktionsvorsitzender
- 20. November 2014 Herbert Martin, Gemeinderat, 3. bzw. 1. stellv. des Bürgermeisters, TSV Pfedelbach
- 21. November 2019 Manfred Metzger, Gemeinderat, Ortschaftsrat, Ortsvorsteher Untersteinbach, TSV Untersteinbach
- 21. November 2019 Jürgen Wieland, Gemeinderat, Fraktionsvorsitzender, Vorsitzender Allgemeiner Bürgerverein Gleichen, Weltmeistertrainer Radfahrererverein Hohenlohe Oehringen
- 21. November 2019 Hans Wolf, Gemeinderat, 2. stellv. des Bürgermeisters, TSV Pfedelbach, Kreisseniorenrat, Fahrer Seniorenmobil, Ukraine Hilfe, Bürgerenergie Genossenschaft
- 19. Mai 2022 Sabine Kastl, Musikverein Pfedelbach, langjährige Jugendwartin und 2. Vorsitzende, aktives Mitglied in vielen Funktionen seit Jahrzehnten
- 19. Mai 2023 Gertrud Krieger, Bürgerverein Heuberg-Buchhorn, u. a. Kindertheater, Seniorennachmittag und-ausflüge, Vorsitzende VdK, 20 Jahre Schriftführerin Ortschaftsrat
- 16. November 2024 Thomas Echle, langjähriger Kommandant Freiwillige Feuerwehr Abt. Heuberg-Buchhorn, Ortschaftsrat der Ortschaft Heuberg/Buchhorn/Gleichen

in Gold
- 19. Juni 1987 Heinz Bemmann (†), Lehrer, Chorleiter, Laienspielgruppe
- 2. März 1996 Friedrich Schmierer (†), Gemeinderat und Ortsvorsteher Harsberg
- 24. November 2007 Karlheinz Fiedler, Feuerwehrkommandant und Gemeinderat
- 31. Januar 2013 Senator h. c. Otto Rettenmaier (†) Inhaber der Scheuerle Fahrzeugfabrik und Mäzen
- 20. August 2013 Josef Kruck, Bildersammler, Heimatforscher, Kurator des Heimatmuseums und Herausgeber der „Heimatgeschichtlichen Blätter“

in Silber
- 23. Januar 1988 Louise Maurer (†), Singkranz und Laienspielgruppe Untersteinbach
- 24. Juni 1988 Otto Sanwald (†), langjähriger Dirigent des gemischten Chor Oberohrn
- 14. Juni 1988 Elisabeth Müller (†), privates soziales Engagement in der Gemeinde
- 13. September 1988 Emil Stickel (†), Unternehmer
- 20. Januar 1990 Hermann Kircher (†), MGV Oberhöfen und Wanderverein Heuholz
- 30. Januar 1990 José Carlos Beltran y Bachero (†), katholischer Pfarrer
- 7. Juli 1990 Reinhold Gräter, Ortsvorsteher Windischenbach
- 4. Juni 1991 Karl Götz, Gemeindemitarbeiter, Gemischter Chor Oberohrn
- 1. September 1991 Hilde und Sven (†) Jacobsen, evangelisches Pfarrersehepaar
- 9. November 1991 Luise Wycisk (†), Helferin beim Deutschen Roten Kreuz
- 27. August 1994 Wilhelm Kaiser (†), Gemeinderat
- 29. März 1996 Wilhelm Meißner (†), Ortsvorsteher Oberohrn
- 28. Mai 1996 Wolfgang Thiel (†), Gemeindekämmerer und Schöpfer des Pfedelbacher Liedes
- 14. Dezember 2002 Josef Bendeich, Dirigent Musikverein Pfedelbach
- 24. Juli 2004 Rudolf Heusler, Vorsitzender Schützenverein Pfedelbach
- 28. Juli 2009 Manfred Lieb, Gemeinderat, 3. stellv. Bürgermeister, Gründer DLRG in Pfedelbach
- 28. Juli 2009 Reinhold Böhringer, Ortschaftsrat, Gemeinderat und Ortsvorsteher der Ortschaft Harsberg

### Söhne und Töchter der Gemeinde
- Ludwig Gottfried von Hohenlohe-Pfedelbach (1668–1728), Graf von Hohenlohe-Pfedelbach
- Johann Gottfried Bernhold (1720–1766), Historiker, Hochschullehrer und Dichter
- Paul Theodor Streicher (1861–1940), geboren in Baierbach, Schriftsteller
- Gottlieb Frank (1904–1998), Landwirt und Weinbauer sowie Politiker (CDU, MdL) aus Unterhöfen
- Hans Hirzel (1924–2006) und Susanne Hirzel (1921–2012), Mitglieder der Widerstandsgruppe Weiße Rose[36]
- Claudia Wieland (* 1984), zweifache Weltmeisterin im Kunstradfahren 2004 und 2005.
- Jens Weinmann (* 1985), zweifacher Weltmeister im Mannschaftskegeln 2006 und 2008, dreifacher Vizeweltmeister im Kegeln, Paar männlich, Männer U23 einzeln und Kombination 2008[37]

### Weitere Persönlichkeiten
- Barbara Juliane Penzel (Daphne), Dichterin (* 1636 in Nürnberg; † 1673 in Pfedelbach)
- Joachim Georg Creutzfelder, Maler (* 1622 vermutlich in Nürnberg; † 1702 in Pfedelbach)